# Castelli Romani

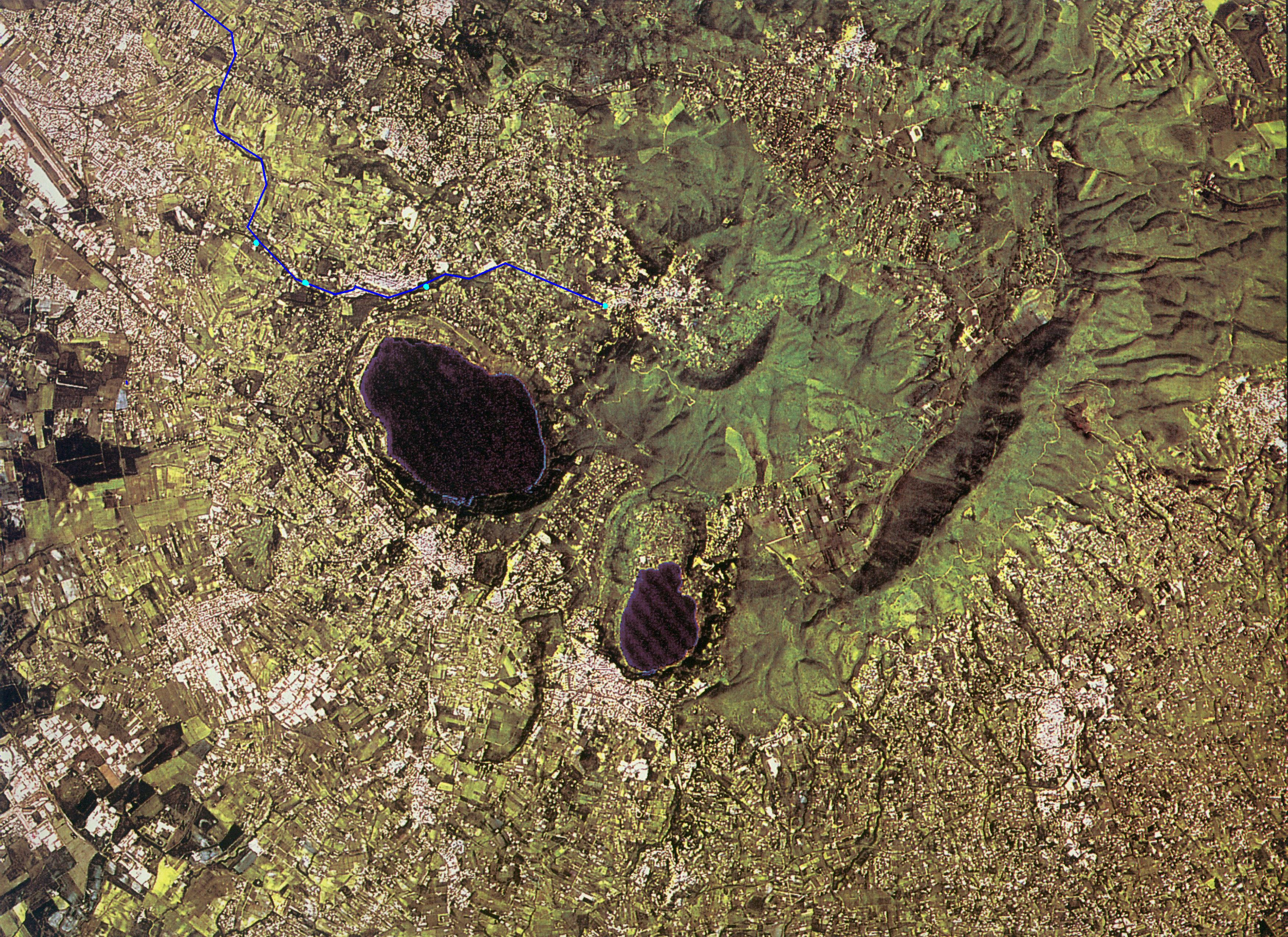
I Colli Albani in una foto satellitare: si notino l'altura di Monte Cavo con il lago Albano ed il lago di Nemi

Con la denominazione Castelli Romani si indica l'intera area geografica, posta a sud-est della città di Roma, intorno ai Colli Albani, costituita da un insieme di paesi e cittadine, in parte del territorio del Latium Vetus, circondati dalla Campagna romana. Come ha ricostruito lo storico Giuseppe Tomassetti (1848-1911), la denominazione risale al XIV secolo quando molti abitanti di Roma, per sfuggire alle difficoltà economiche e politiche derivanti dalla Cattività avignonese, si rifugiarono nei castelli delle famiglie feudali romane dei Savelli (Albano e Castel Savello, Ariccia, Castel Gandolfo, Rocca Priora), degli Annibaldi (Molara, Monte Compatri, Rocca di Papa), degli Orsini (Marino) e dei Colonna (Monte Porzio Catone, Nemi, Colonna, Genzano e Civita Lavinia).

## Geografia fisica

### Territorio
(Massimo d'Azeglio, I miei ricordi, Milano, BUR, 1966, cap. 19 p. 236; I edizione, postuma, 1867)

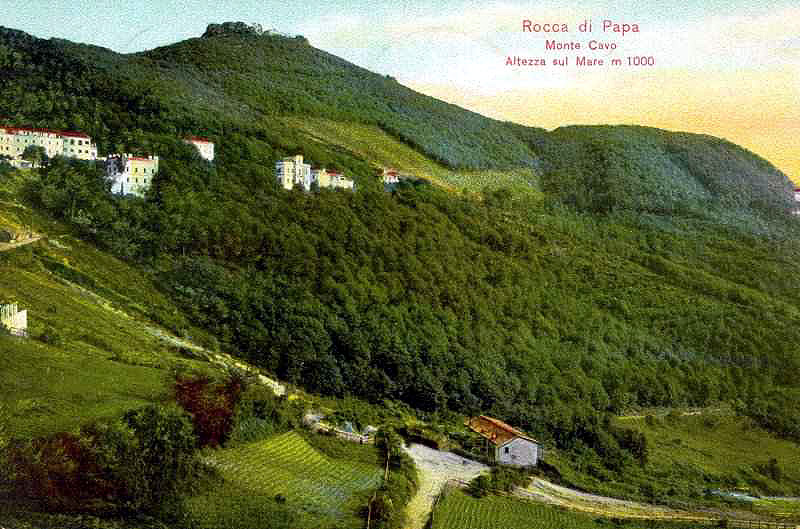
Monte Cavo, comune di Rocca di Papa, in una cartolina del 1910 (con altitudine approssimativa).

Il territorio dei Castelli Romani è un'area di natura vulcanica, originata dal crollo del Vulcano Laziale alcune centinaia di migliaia di anni fa. La bocca principale del Vulcano Laziale occupava l'intera aerea della cintura interna dei Castelli: in seguito collassò dando origine a varie bocche secondarie, di cui la più importante era l'attuale Monte Cavo (949 m s.l.m.). Le altre bocche minori del Vulcano sono divenute dei bacini lacustri tra i 100 000 e i 20 000 anni or sono, e in gran parte sono stati prosciugati nel corso dei secoli.
Secondo la classificazione data dal Servizio Geologico d'Italia la maggior parte del territorio dei Castelli Romani è composta da terreni classificati come v2, cioè materiale eruttivo finale che ha dato origine al famoso peperino. Le zone di estrazione più note del peperino sono a Marino, ad Albano, ad Ariccia e in alcune aree della Valle Latina.
- Classificazione sismica: zona 2 (sismicità medio-alta), Riclassificazione sismica del territorio della Regione Lazio 2003[5][6]

#### Orografia
La zona dei Colli Albani in origine era costituita unicamente dal Vulcano Laziale, che iniziò la sua attività circa 500 000 anni fa.
Il processo di sviluppo del vulcano si divide in più parti:
- Origine: l'accumulo dei materiali vulcanici determinò l'edificio centrale, che si sviluppava tra il Mar Tirreno e i rilievi appenninici.

Questa fase, iniziata 500 000 e conclusasi 360 000 anni fa, si chiuse con la formazione di una grande caldera il cui orlo costituisce il recinto esterno del vulcano medesimo, ovvero la cinta montuosa costituita dalle alture del Tuscolo e dell'Artemisio, e che viene appunto definito recinto tuscolano-artemisio.
- Seconda fase (500-300 000 anni fa): grazie alla continua ed incessante attività vulcanica si forma un cono minore all'interno del recinto tuscolano-artemisio, avente come cratere la zona dei Campi d'Annibale, e l'orlo, dato dalle propaggini di Monte Cavo e del Maschio delle Faete, che costituiscono il recinto interno.
- Terza fase, detta di Attività idromagmatica (150-30 000 anni fa): la terza ed ultima fase si caratterizzò per le forti esplosioni legate al contatto tra magma ed acqua. Queste esplosioni furono all'origine della formazione di crateri eccentrici, i quali, riempitisi d'acqua, formarono i laghi Albano, di Nemi, e quelli prosciugatisi di Valle Ariccia e di Valle Marciana.

La cime più elevate dei Colli Albani sono le seguenti:
| Montagna             | Altitudine   | Comune                                                    |
| -------------------- | ------------ | --------------------------------------------------------- |
| Maschio delle Faete  | 956 m s.l.m. | Rocca di Papa                                             |
| Monte Cavo           | 949 m s.l.m. | Rocca di Papa                                             |
| Monte Peschio        | 939 m s.l.m. | Velletri Lariano                                          |
| Colle Jano           | 938 m s.l.m. | Rocca di Papa                                             |
| Maschio dell'Ariano  | 891 m s.l.m. | Lariano                                                   |
| Monte de' Ferrari    | 886 m s.l.m. | Velletri Rocca di Papa                                    |
| Malepasso            | 864 m s.l.m. | Rocca di Papa                                             |
| Monte Vescovo        | 822 m s.l.m. | Rocca di Papa                                             |
| Colle la Gigna       | 820 m s.l.m. | Rocca di Papa                                             |
| Monte Sarapullero    | 816 m s.l.m. | Rocca di Papa                                             |
| Monte Artemisio      | 812 m s.l.m. | Velletri                                                  |
| Monte Ara            | 785 m s.l.m. | Rocca di Papa                                             |
| Monte Salomone       | 778 m s.l.m. | Monte Compatri                                            |
| Rocca Priora         | 768 m s.l.m. | Rocca Priora                                              |
| Monte Ceraso         | 766 m s.l.m. | Rocca Priora                                              |
| La Montagnola        | 750 m s.l.m. | Monte Compatri                                            |
| Colle dei Guardiani  | 747 m s.l.m. | Rocca di Papa                                             |
| Monte Spina          | 731 m s.l.m. | Nemi                                                      |
| Colle Marcone        | 726 m s.l.m. | Rocca Priora                                              |
| Monte Fiore          | 723 m s.l.m. | Rocca Priora                                              |
| Colle Tondo          | 686 m s.l.m. | Rocca di Papa                                             |
| Tuscolo              | 670 m s.l.m. | Monte Porzio Catone Grottaferrata Frascati Monte Compatri |
| Colle della Mola     | 640 m s.l.m. | Rocca Priora                                              |
| Monte Tagliente      | 625 m s.l.m. | Rocca Priora                                              |
| Colle dei Cappuccini | 615 m s.l.m. | Albano Laziale                                            |
| Colle Capo Rosso     | 600 m s.l.m. | Rocca Priora                                              |
| Colle Bello          | 600 m s.l.m. | Velletri                                                  |

Tuttavia, sotto i 600 m s.l.m. si elevano un po' dovunque altre alture importanti, come Colle Tondo (596 m s.l.m.) e Colle Caldaro (467 m s.l.m.) in comune di Genzano di Roma, Monte Gentile (568 m s.l.m.) in comune di Ariccia, l'altura del centro storico di Nemi (521 m s.l.m.), le alture del centro storico di Castel Gandolfo (392 m s.l.m.) e di Villa Vaselli (381 m s.l.m.) in comune di Castel Gandolfo, Monte Crescenzio (379 m s.l.m.) e Belpoggio (376 m s.l.m.) in comune di Marino, il Colle dei Cappuccini (380 m s.l.m.) e Colle degli Olmi (405 m s.l.m.) in comune di Velletri e Monte Savello (280 m s.l.m.) in comune di Albano Laziale. Sono da menzionare anche le altitudini dei centri storici di Monte Compatri (576 m s.l.m.), Monte Porzio Catone (451 m s.l.m.), Lanuvio (327 m s.l.m.) e Colonna (364 m s.l.m.).

#### Idrografia

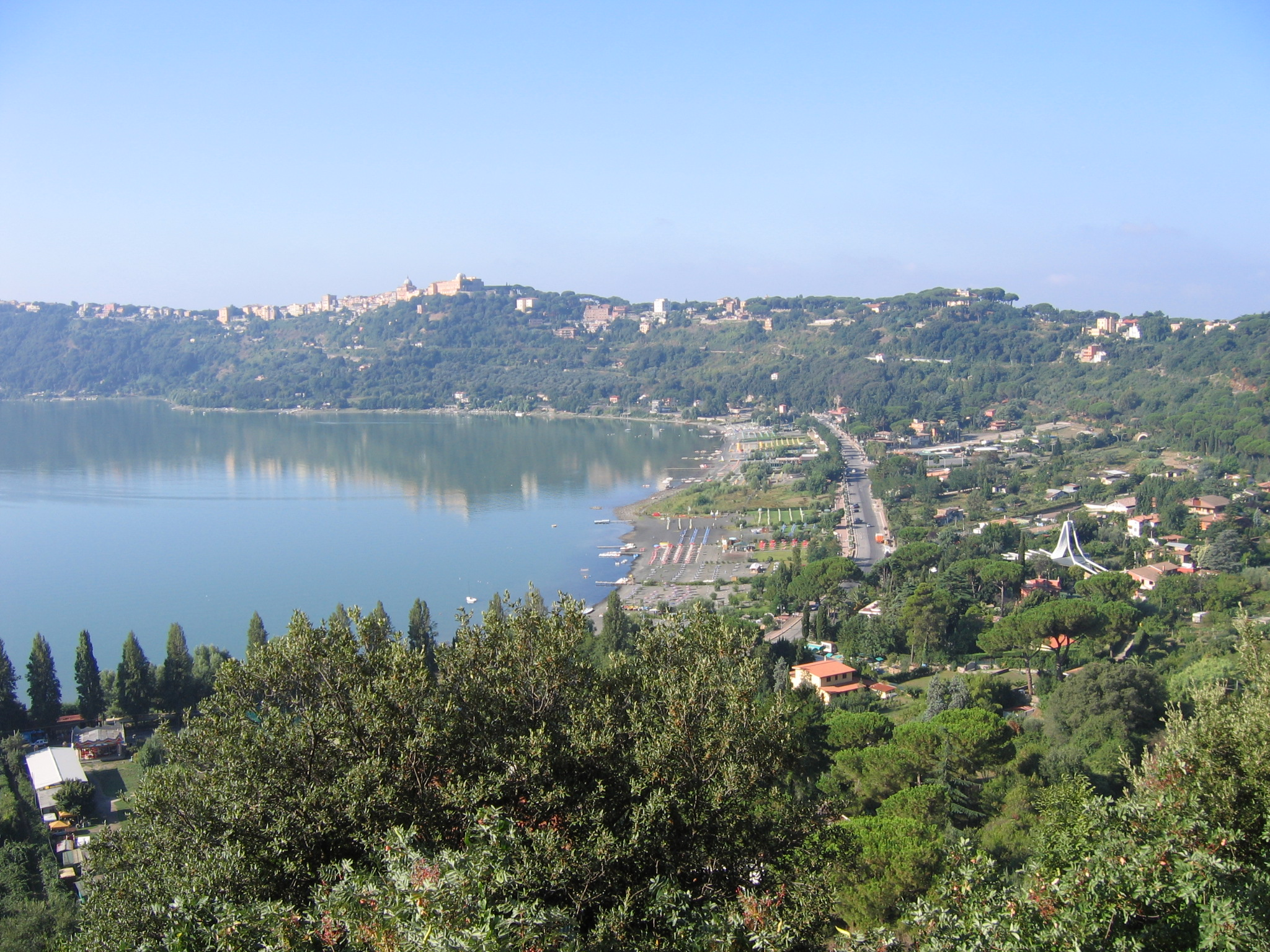
Il lago Albano e Castel Gandolfo

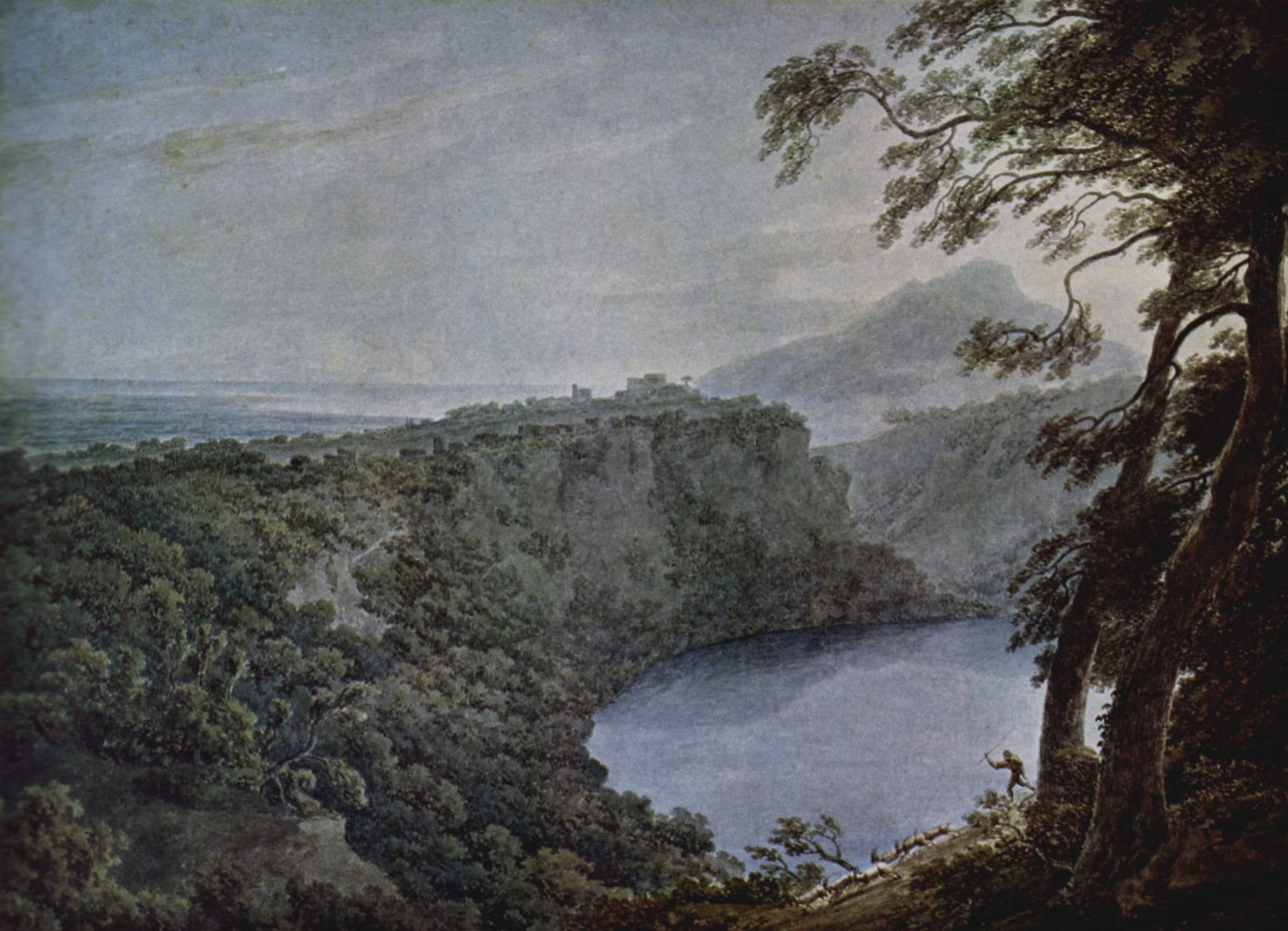
Il lago di Nemi e Genzano di Roma in un dipinto del pittore britannico John Robert Cozens (1752-1797)

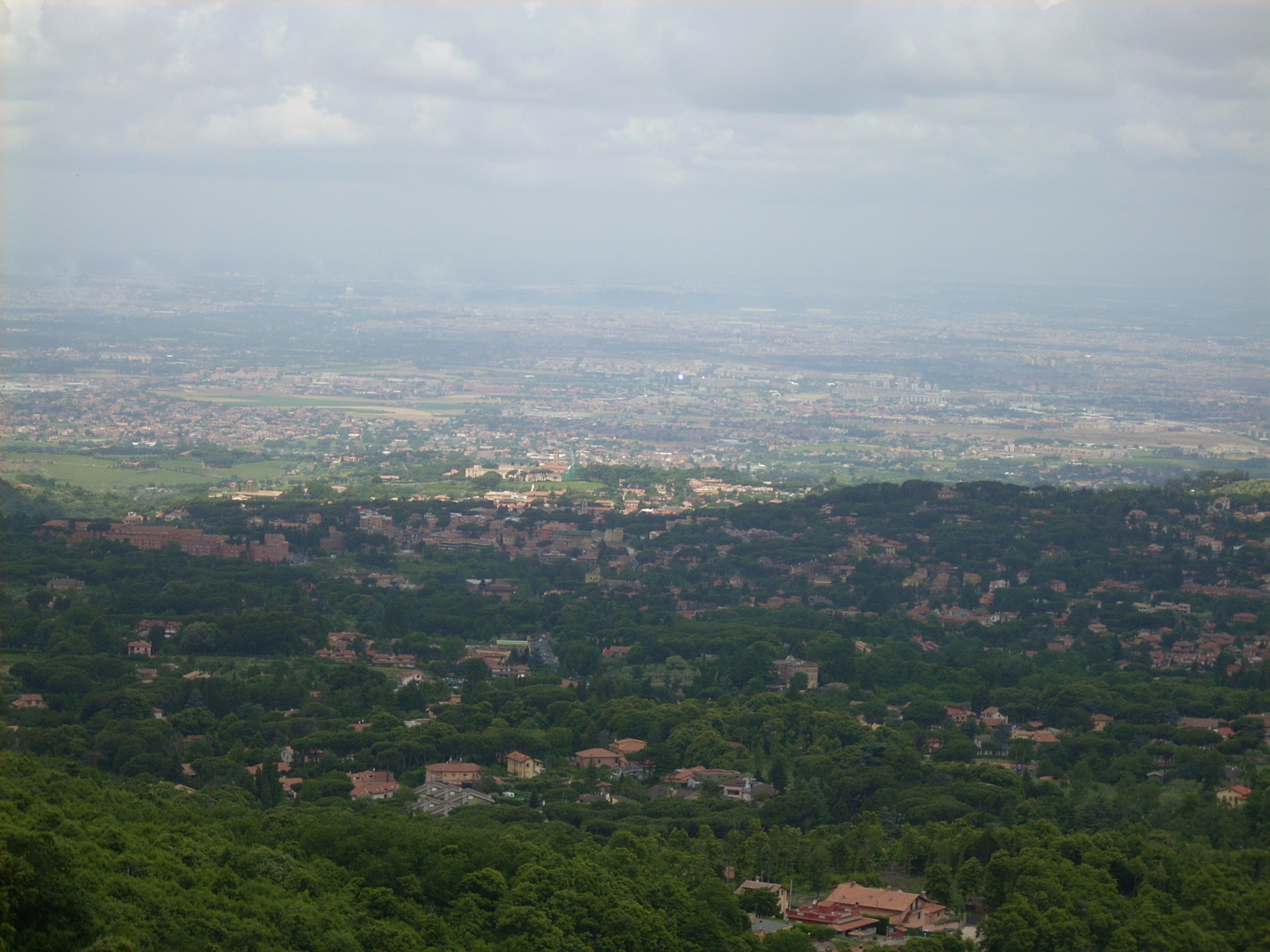
L'Agro Romano visto dall'alto del paese di Rocca di Papa

La principale risorsa idrica dei Castelli è rappresentata dai due laghi vulcanici Albano e di Nemi. Entrambi i laghi, insieme ad altri bacini in seguito prosciugati, sono nati durante la fase idromagmatica del Vulcano Laziale, dall'incontro del magma e dell'acqua nel sottosuolo, tra i 100 000 e i 20 000 anni fa.
Oltre al Lago Albano ed al Lago di Nemi vanno menzionati i laghi prosciugati di Campovecchio a Grottaferrata, del Laghetto di Turno o di Pavona a Castel Gandolfo e del Laghetto di Giuturna (diventato in seguito Valle Pozzo) ad Albano Laziale, di Vallericcia ad Ariccia, del Pantano della Doganella a Rocca Priora, di Pantano Secco e di Prata Porci a Monte Porzio Catone, e del leggendario Lago Regillo a Frascati.
Tutto il territorio dei Castelli Romani è bagnato da piccoli corsi d'acqua a carattere torrentizio, chiamati fossi o marane. Fra questi ricordiamo:
- Marana delle Pietrare o di Patatona, che interessa i comuni di Rocca di Papa e Marino;
- Fosso della Torre o di Montelungo, che interessa i comuni di Castel Gandolfo e Marino;
- Fosso di Cancelliera, che interessa i comuni di Albano Laziale ed Ariccia;
- Fosso di Montagnano, che interessa i comuni di Albano Laziale, Genzano di Roma e Ariccia;
- Fosso di Valle Caia, che interessa i comuni di Genzano di Roma e Velletri;
- Fosso di Anatolia, che interessa il comune di Velletri;
- Marana di Valle Marciana, che interessa il comune di Grottaferrata.

Il territorio castellano abbonda di acque sorgive: tra le sorgenti idriche più conosciute ricordiamo quelle di:
- Acqua Algidiosa, nel territorio di Rocca Priora, che assicura l'approvvigionamento idrico a Frascati e all'area tuscolana;
- Squarciarelli, nel territorio di Grottaferrata, che dà origine alla Marana dell'Acqua Mariana e assicura l'approvvigionamento idrico a Grottaferrata;
- Caput Aquae Ferentinum, nel territorio di Marino, che dà origine alla Marana delle Pietrare e assicura l'approvvigionamento idrico a Marino;
- Acqua Preziosa, nel territorio di Grottaferrata;
- Malafitto, nel territorio di Ariccia, che assicura l'approvvigionamento idrico a Castel Gandolfo, Albano Laziale ed Ariccia;
- Acqua Donzella, nel territorio di Lariano;
- Faiola, nel territorio di Velletri, che assicura l'approvvigionamento idrico a Genzano di Roma e Velletri.

## Geografia antropica

### Aree
I Castelli possono essere suddivisi in diverse sottozone: l'area tuscolana (Colonna, Frascati, Grottaferrata, Monte Porzio Catone, Monte Compatri, Rocca di Papa, Rocca Priora) facente perno su Frascati, l'area appia o albana (Albano Laziale, Ariccia e Castel Gandolfo) facente perno su Albano Laziale e l'area lanuvina (Lanuvio, Genzano di Roma, Nemi) facente perno nominalmente su Lanuvio ma effettivamente su Genzano di Roma. Velletri e Lariano, che potremmo chiamare area artemisia, sono un'area a sé stante, così come Marino, che rappresenta l'anello di raccordo tra area tuscolana e albana.
È ancora in corso un dibattito acceso sull'esatta determinazione dei confini dei Castelli Romani. Elio Migliorini elenca quattordici comuni includendo anche le due località di Colonna e Lanuvio, indicandole come estremità periferiche che presentano già elementi di separazione; anche Lidia Piccioni elenca quattordici comuni. Entrambi gli autori escludono Velletri che tuttavia condivide alcune prerogative dei Castelli, pur avendo una storia sostanzialmente differente. Armando Ravaglioli invece elenca tredici comuni menzionando anche Velletri e Lanuvio per la tendenza contemporanea ad includerli.

### Comuni
Ad ogni modo, i comuni "storici" dei Castelli Romani sono quattordici:
| Comune              | Estensione (km²) | Popolazione |
| ------------------- | ---------------- | ----------- |
| Albano Laziale      | 23,80            | 39 753      |
| Ariccia             | 18,36            | 17 997      |
| Castel Gandolfo     | 14,71            | 8 651       |
| Colonna             | 3,50             | 4 248       |
| Frascati            | 22,41            | 22 849      |
| Genzano di Roma     | 18,15            | 22 724      |
| Grottaferrata       | 18,36            | 20 429      |
| Lanuvio             | 43,91            | 12 900      |
| Marino              | 26,10            | 46 514      |
| Monte Compatri      | 24,38            | 11 824      |
| Monte Porzio Catone | 9,36             | 8 581       |
| Nemi                | 7,36             | 1 851       |
| Rocca di Papa       | 40,18            | 17 883      |
| Rocca Priora        | 28,07            | 12 024      |

Oltre a questi quattordici, ve ne sono altri due che vengono considerati far parte dei Castelli Romani:
| Comune   | Estensione (km²) | Popolazione |
| -------- | ---------------- | ----------- |
| Lariano  | 27               | 13 187      |
| Velletri | 113,21           | 52 898      |

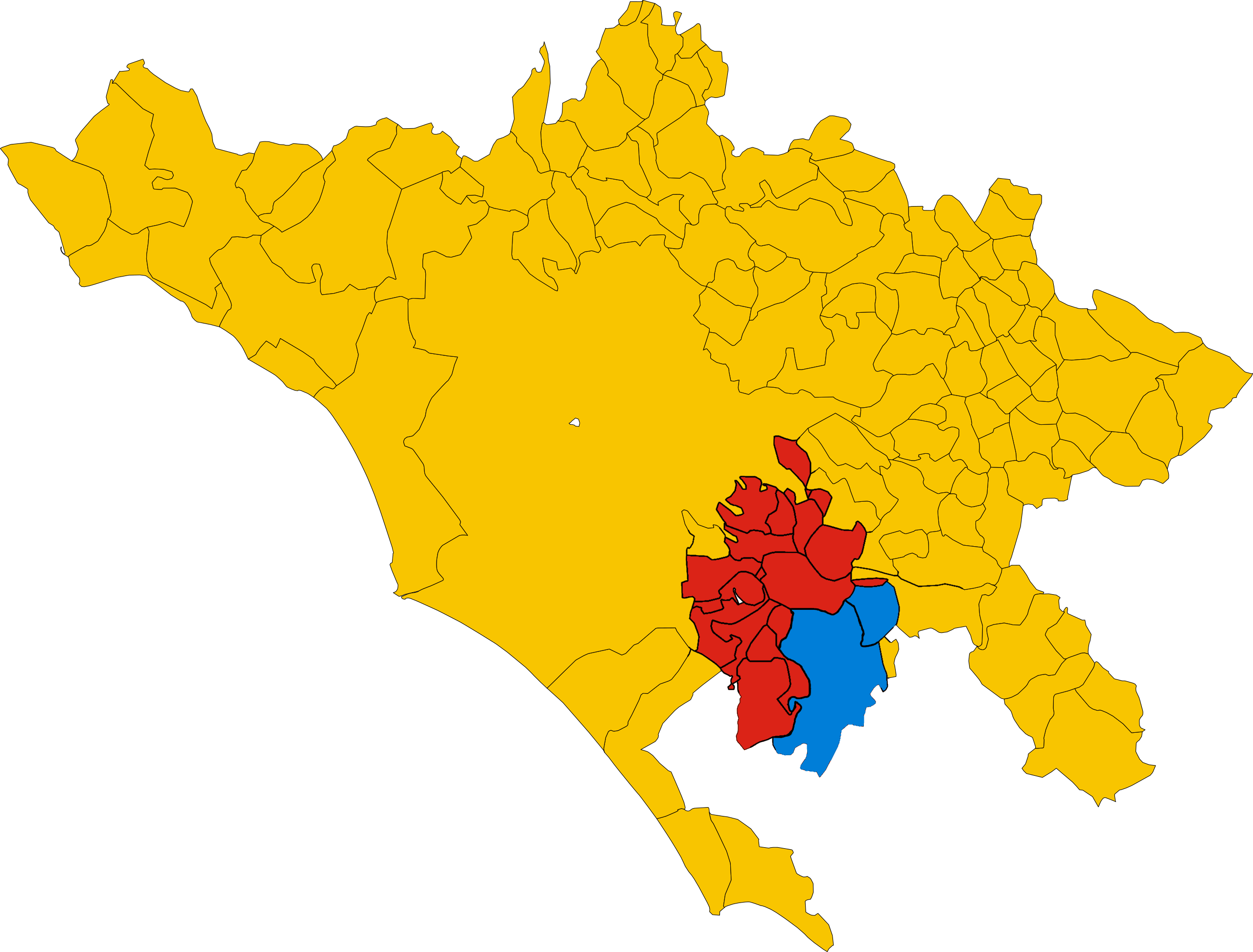
Evidenziati in rosso, i 14 comuni storicamente considerati parte dei Castelli Romani, in azzurro, i comuni di Velletri e Lariano.

Per quanto riguarda Velletri, ciò che rende problematico includerla a pieno titolo tra i Castelli, nonostante la sua collocazione geografica, è il fatto che dal Medioevo fino al XVI secolo la città mantenne sempre lo status di Libero comune, distinguendosi dunque dalla totalità della località della zona e non essendo mai infeudata a nessun signore, dunque non essendo mai un "castello".
Lariano invece, pur essendo stata un importante castello infeudato alla famiglia Colonna, dal 1436, anno della sua distruzione, fino al 1969 rimase una frazione di Velletri. Tuttavia convenzionalmente le due località, geograficamente parte dei Colli Albani, sono considerate Castelli a tutti gli effetti.
Altri considerano anche la città di Ciampino, che nel 1974 si distaccò dal comune di Marino, nonostante Ciampino sia nata, anche come toponimo, solo nel XVII secolo da una tenuta di monsignor Giovanni Giustino Ciampini (1633-1698), chiamata appunto vigna Ciampini e ubicata nel territorio di Marino.
La superficie totale dei Castelli Romani, considerando i sedici comuni sopra elencati, è di 435,86 km², con una popolazione di 314 263 abitanti. Il comune dei Castelli con la maggiore estensione territoriale è Lanuvio (se non si considera Velletri), seguito da Rocca di Papa, mentre il comune più piccolo è Colonna; il comune con il maggior numero di abitanti è ancora Velletri, seguita da Albano Laziale e da Marino, invece il comune con il minor numero di abitanti è Nemi. Velletri è il settimo comune della provincia di Roma per numero di abitanti, mentre Albano Laziale è il decimo e Marino il dodicesimo.

## Storia

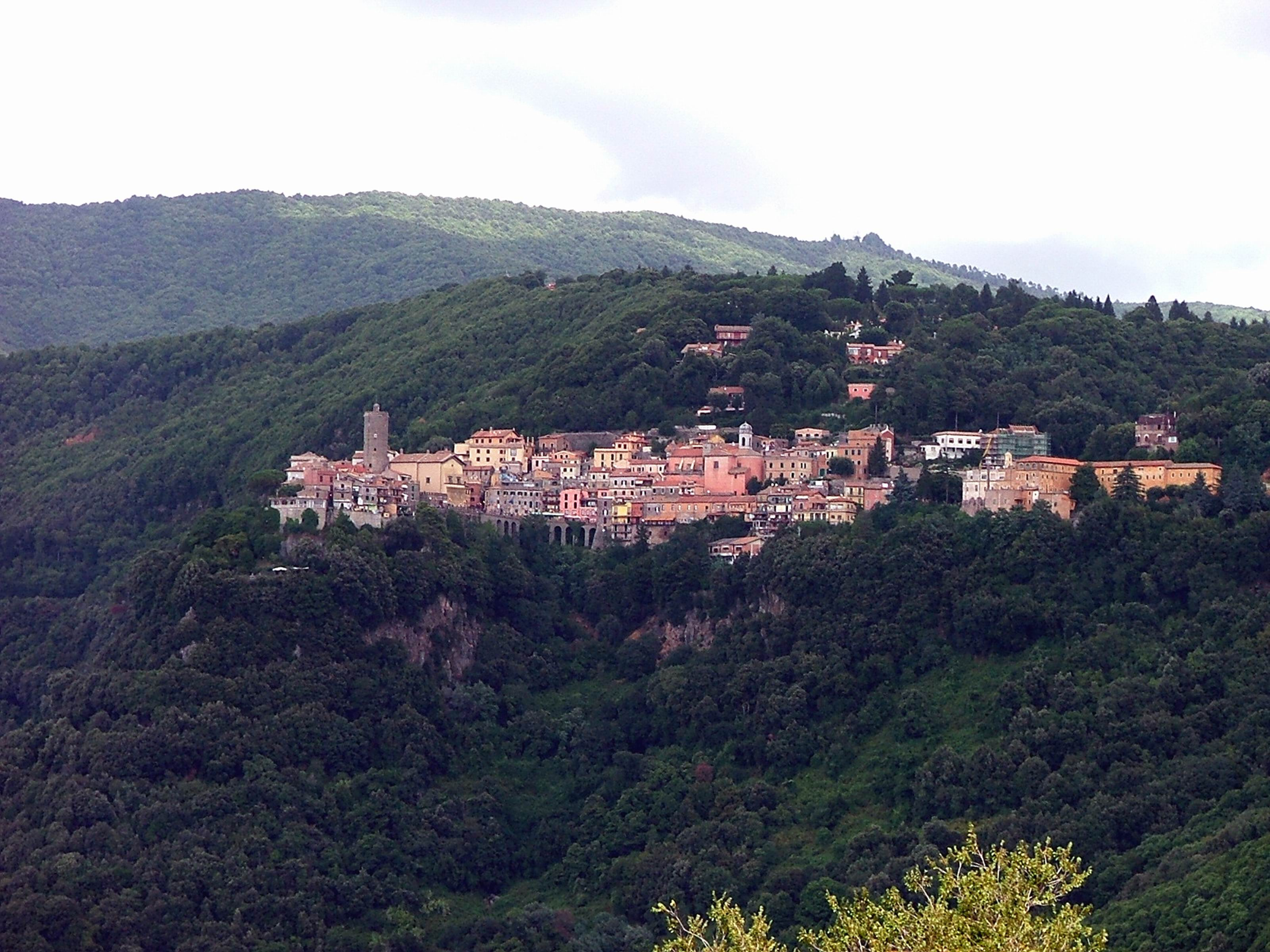
Nemi.

La storia dei Castelli Romani intesi come area particolare incomincia solo dopo la caduta dell'Impero romano d'Occidente, con la disgregazione del potere centrale e il progressivo fenomeno dell'incastellamento che si verificò in questa area in maniera molto intensa.
Dopo la caduta dell'Impero Romano, nell'area dei Colli Albani, iniziarono ad essere costruiti punti fortificati di proprietà di varie famiglie baronali romane, che si evolsero in seguito anche in veri e propri castelli durante l'età medioevale. Il toponimo di "Castelli Romani" per indicare i quattordici -o sedici- comuni dei Colli Albani si iniziò a diffondere a partire dal XIX secolo, divenendo d'uso comune durante il XX secolo.
L'area dei Castelli Romani nel corso del medioevo è stata territorio di confronto in quasi tutte le guerre scatenate dal particolarismo dei baroni romani. Nel 1118 probabilmente Albano Laziale venne assediata dai Pierleoni che stavano combattendo contro papa Pasquale II, rifugiatosi in città; Albano venne alla fine distrutta dal popolo romano alla fine del 1167, a causa dell'appoggio dato dagli albanensi all'imperatore Federico Barbarossa nella sua lotta contro papa Alessandro III culminata nella battaglia di Prata Porci, combattuta il 29 maggio 1167 presso Monte Porzio Catone. Nel 1347 Cola di Rienzo assediò gli Orsini a Marino e nel 1379 sotto lo stesso castello si combatteva la battaglia di Marino, tra le milizie francesi fedeli all'antipapa Clemente VII e le milizie italiane fedeli a papa Urbano VI, nel quadro del devastante Scisma d'Occidente.
Nel marzo 1436 -o 1435- Albano Laziale, assieme a Castel Gandolfo, Castel Savello ed il Borghetto di Grottaferrata -tutti feudi della famiglia Savelli- fu rasa al suolo dalle milizie pontificie comandate dal cardinale Giovanni Maria Vitelleschi, durante una delle guerre tra papa Eugenio IV e le famiglie baronali romane; nel 1501 venne rasa al suolo Marino, per ordine di papa Alessandro VI in odio ai Colonna; tra il 1526 ed il 1527, in concomitanza con il sacco di Roma ed il transito dei lanzichenecchi, nelle alterne vicende di quel conflitto vennero saccheggiate Marino e Velletri, e Frascati si salvò dal saccheggio lanzichenecco solo grazie alla miracolosa e leggendaria intercessione della Madonna.

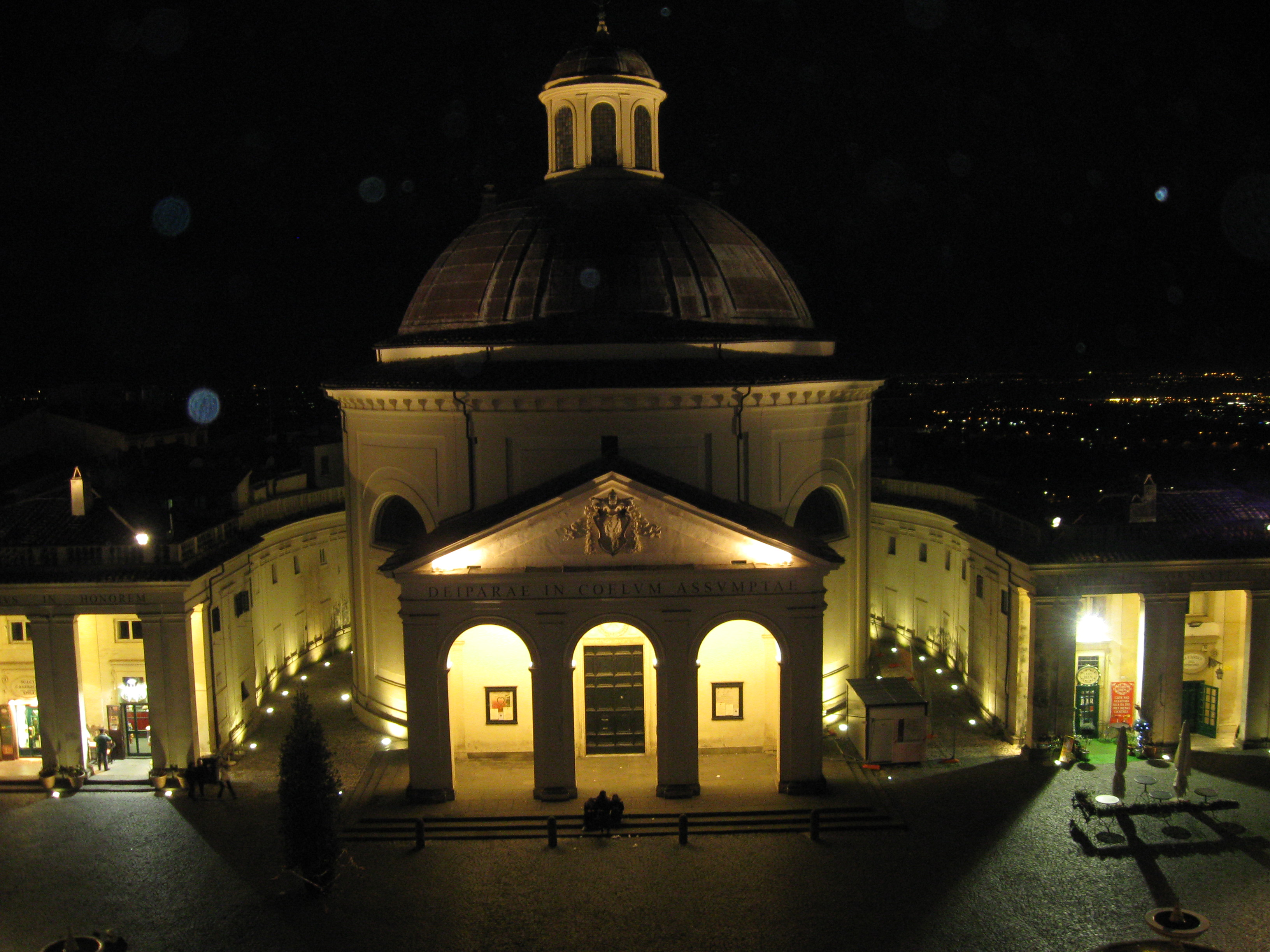
La collegiata di Santa Maria Assunta ad Ariccia.

A partire dalla seconda metà del Cinquecento fino alla seconda metà del Settecento, non si combatterono conflitti armati nell'area castellana: ciò portò i feudatari ad investire nell'abbellimento dei loro feudi e nel miglioramento delle condizioni di vita dei loro vassalli. 
I Colonna a Marino e Rocca di Papa, i Chigi magistralmente ad Ariccia, gli Sforza -poi Sforza-Cesarini- a Genzano di Roma e Lanuvio, i Borghese e gli Altemps a Monte Porzio Catone e Monte Compatri fecero opere in questo senso, mentre la Camera Apostolica acquisì nuovi feudi -oltre a Frascati e Velletri- grazie all'impoverimento dei Savelli, che furono costretti a vendere Castel Gandolfo, Albano Laziale e Rocca Priora. I Colonna nel corso del Seicento si disfecero dei loro beni nell'area prenestina -inclusa Colonna- vendendoli ai Rospigliosi -poi Rospigliosi-Pallavini-, mentre i Frangipane e poi i Braschi ressero le sorti del feudo di Nemi. Nei beni camerari, e soprattutto tra Frascati, Grottaferrata - possesso dell'abbazia di Santa Maria- e Castel Gandolfo -dunque nell'area più prossima a Roma- sorsero grandi residenza patrizie e cardinalizie come le celebrate ville tuscolane -villa Aldobrandini, villa Torlonia, villa Sora- oltre alla residenza pontificia di Castel Gandolfo.
Alla fine del Settecento, i Castelli Romani furono nuovamente sconvolti dalle vicende della guerra di successione napoletana combattuta da austriaci e spagnoli, che si affrontarono nel 1744 nella battaglia di Velletri: un'altra storica battaglia venne combattuta a Velletri circa un secolo dopo, durante la sfortunata vicenda della Repubblica Romana del 1849.
Tra 1798 e 1799 i centri castellani furono sconvolti dall'invasione francese e dalla Repubblica Romana (1798-1799), e poi dall'occupazione napoleonica. Dopo la parentesi della restaurazione pontificia durata fino al 1870, i Castelli furono annessi dal Regno d'Italia ed iniziò un proficuo periodo di sviluppo grazie al potenziamento delle linee ferroviarie -la ferrovia Roma-Frascati e la ferrovia Roma-Velletri erano già state inaugurate da papa Pio IX, mentre la ferrovia Roma-Albano venne completata nel 1889- e ad inizio Novecento con la fondazione della Tranvie dei Castelli Romani. L'area si qualificò come meta turistica per le scampagnate dei romani, oltre che come zona residenziale alle porte della Capitale. Durante la seconda guerra mondiale, i centri castellani si trovarono sulla linea di fronte e furono duramente colpiti -soprattutto Velletri e Lanuvio soffrirono i bombardamenti anglo-americani, ma anche Genzano di Roma, Ariccia, Albano Laziale, Marino, Frascati e persino la residenza pontificia di Castel Gandolfo patirono bombardamenti massicci-. Nel secondo dopoguerra, l'economia ha ripreso a girare e non solo sul settore primario e sulla rinomata viticoltura: in alcune zone lo sviluppo industriale è stato esteso e l'area castellana può dirsi una delle più felici nel contesto provinciale.

## Monumenti e luoghi d'interesse

### Castelli e fortificazioni

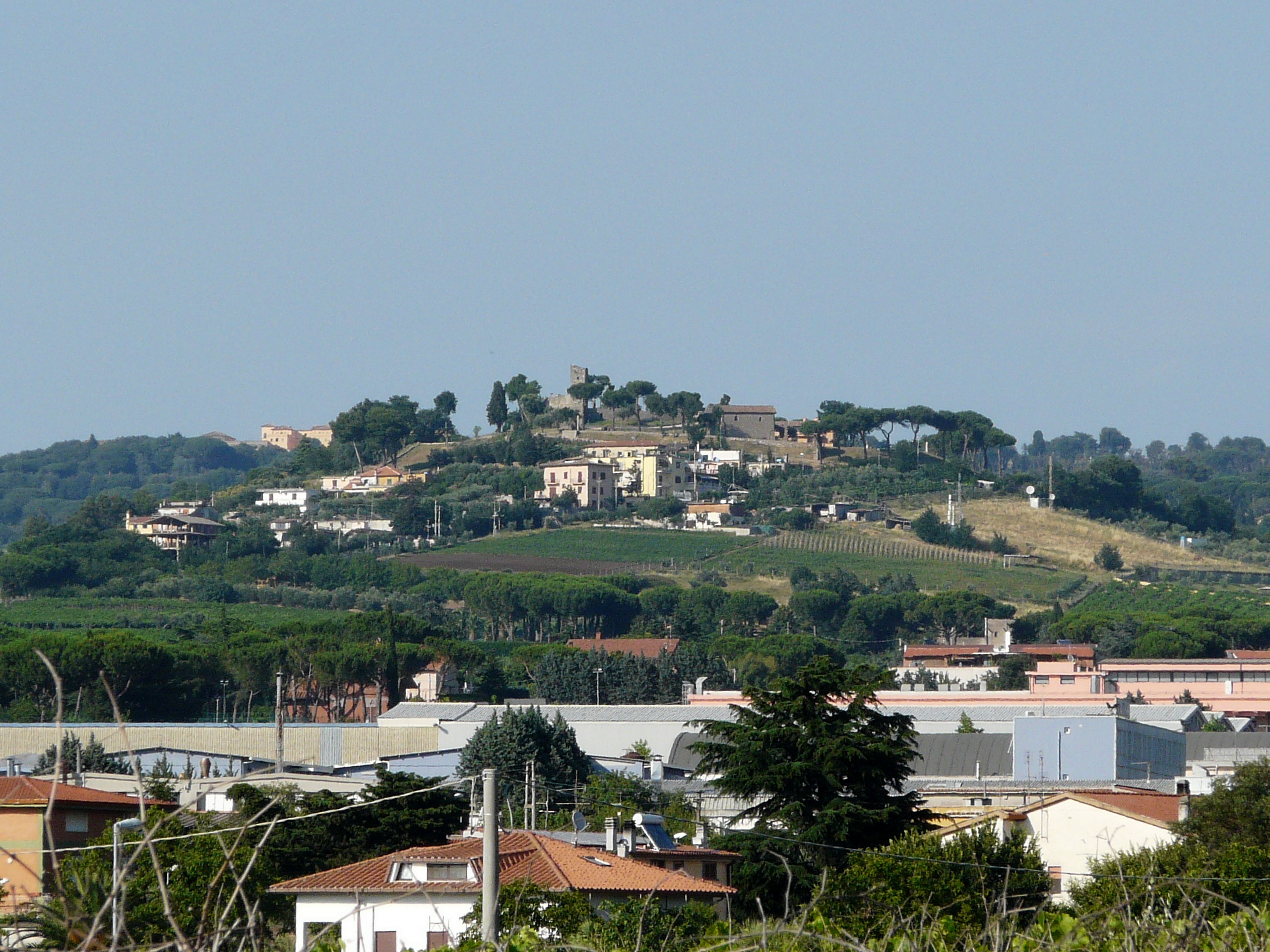
Castel Savello ad Albano Laziale

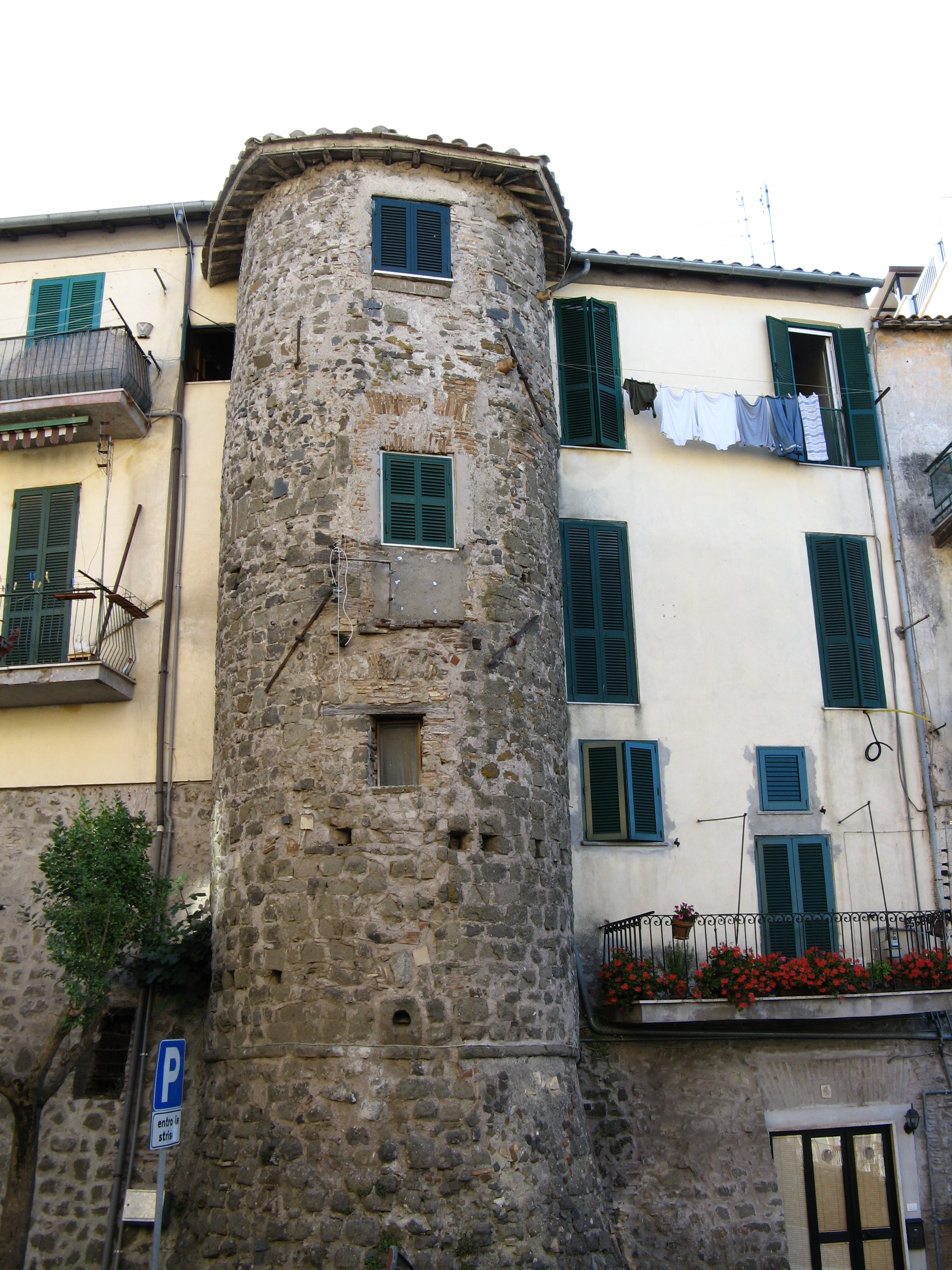
Torre saracinesca a Genzano di Roma

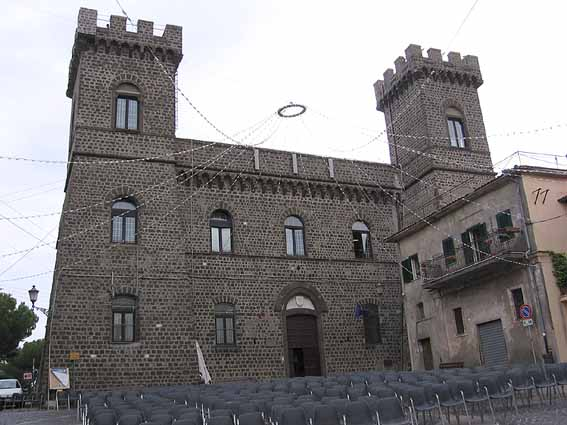
Palazzo Savelli a Rocca Priora

I Castelli Romani devono il loro toponimo alle fortificazioni edificate sulle alture di questi luoghi da varie famiglie baronali romane. La maggior parte di quelle fortificazioni sono state tuttavia distrutte o "ingentilite" e tramutate in residenze estive.
Ad oggi, l'unica vera fortificazione completamente conservata della zona è rappresentata dalla cerchia muraria dell'Abbazia di San Nilo a Grottaferrata, realizzata nel XVI secolo dall'abate commendatario Giuliano Della Rovere.
Rimangono visibili parti più o meno consistenti delle antiche fortificazioni anche nei centri storici di: Marino, con le torri della Rocca Frangipane in piazza Giacomo Matteotti, scampate sia agli sventramenti seicenteschi che ai bombardamenti del 1944; Genzano di Roma, con la torre "saracinesca" del Corso Vecchio, salvatasi dall'estetizzazione ottocentesca; Lanuvio, con la cinta muraria del centro storico e le torri del XVI secolo ancora presenti; e Nemi, con la torre di Palazzo Ruspoli, inglobata in quest'ultima struttura.
Gli antichi castelli baronali che invece sono stati riadattati a residenza patrizia a partire dal XV secolo, sono:
- Palazzo Vescovile o della Rocca a Frascati.
- Palazzo Colonna a Marino, edificato sulla trecentesca Rocca Orsini; sul fianco occidentale, rimasto incompiuto, si vedono ancora le antiche mura della Rocca, chiamate "mura bramantesche" per una probabilmente erronea attribuzione del progetto di esse al Bramante: invece il bastione della Rocca venne inglobato nel costruendo palazzo progettato da Antonio da Sangallo il Giovane.
- Palazzo Pontificio di Castel Gandolfo, edificato su progetto di Carlo Maderno a partire dal 1628 sui resti dell'antico Castrum Ganduplhorum, il castello baronale che fu già dei Gandolfi e poi dei Savelli.
- Palazzo Savelli ad Albano Laziale, edificato a partire dal XII secolo dai Savelli al centro di Albano, sulla via Appia, come complesso fortificato, di questa antica funzione restano testimonianza solo le due torri e la scarpata situate sul retro del palazzo, in piazza San Pietro.
- Museo di geofisica di Rocca di Papa a Rocca di Papa, edificato nel nucleo principale al tempo di papa Eugenio III, è stata usata a lungo come fortezza pontificia prima di divenire un osservatorio astronomico.
- Palazzo Savelli a Rocca Priora, edificato come castello dei Savelli e cadente fino al XIX secolo, è stato ricostruito dal Comune dopo il 1870, diventato sede municipale.
- Palazzo Borghese a Monte Porzio Catone, nato presumibilmente come ingresso fortificato al paese.

Numerose sono le fortificazioni erette nelle campagne a controllo di vie di comunicazioni importanti o siti strategici, e tra questi vanno menzionati:
- Borghetto di Grottaferrata, sulla via Anagnina in comune di Grottaferrata, la cui cerchia è quasi interamente integra; edificato nel X secolo dai Conti di Tuscolo, passò alla famiglia Savelli e infine all'Abbazia di San Nilo di Grottaferrata;
- Castello di Molara, nella Valle Latina sempre in territorio di Grottaferrata, edificato dalla famiglia Annibaldi che ne fece il proprio principale castello nella zona; fu abbandonato nel corso del XVI secolo;
- Castel Savello, in comune di Albano Laziale, fu un importante castello dei Savelli raso al suolo nel 1436 e spopolatosi del tutto nel XVII secolo;
- Castello di Malafitto, edificato dai Savelli e in seguito appartenuto ai Colonna, i suoi resti sono situati a picco sul Lago Albano tra i comuni di Albano Laziale, Ariccia e Rocca di Papa, domina l'antica via postale tra Roma e Velletri ed è collocato in un'area ricca di acque;
- Castel de Paolis, situato tra Marino e Grottaferrata su un'antica villa romana, appartenne all'Abbazia di San Nilo di Grottaferrata;
- Castel San Gennaro, situato presso la località Landi tra Genzano di Roma e Velletri lungo l'antico tracciato della via Appia, fu a lungo conteso tra la Comunità velletrana e i Colonna;
- Castello di Lariano, in comune di Lariano, fu antica e importante castellania inalienabile di proprietà dei Colonna sulle pendici del Monte Artemisio, fu distrutto nel 1436;
- Castelluccia, ubicato in comune di Marino, l'antico castello sorse nel X secolo e venne raso al suolo da Cola di Rienzo nel 1347;
- Torre Iacova, situata in comune di Colonna, è un importante punto di vedetta sulla Valle Pedana;
- Torrione Micara, situato in comune di Frascati, è una torre di vedetta sulla via Tuscolana;
- Tor di Montagnano, situata tra i comuni di Albano Laziale, Ariccia e Genzano di Roma, è un'antica torre di vedetta posta verso il mar Tirreno.

### Fontane e monumenti

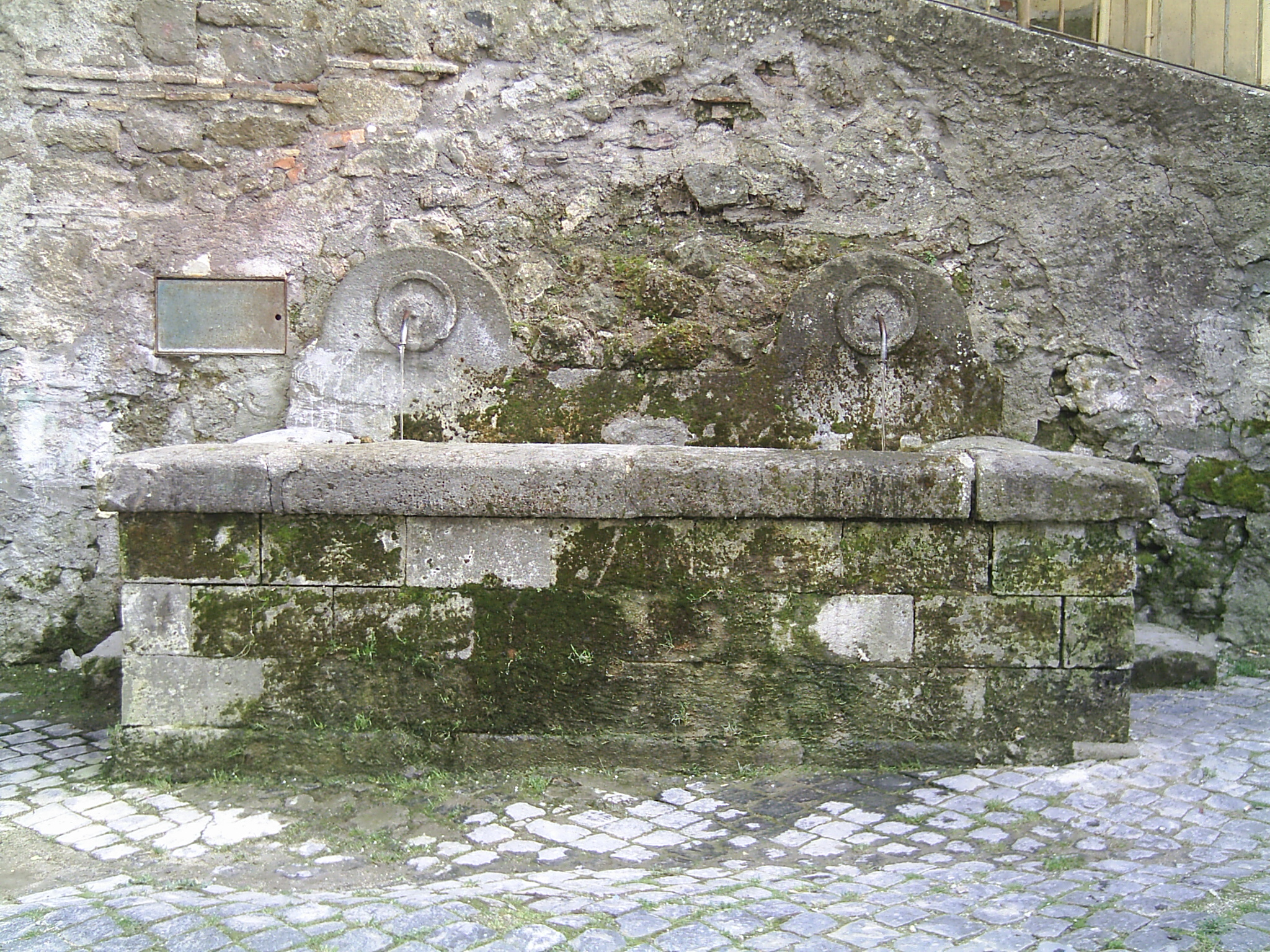
Il fontanile di piazza XX Settembre a Rocca di Papa

Tra le fontane più note dei Castelli c'è sicuramente la seicentesca fontana dei Quattro Mori di piazza Giacomo Matteotti a Marino, risalente al 1632 e nota per il "miracolo del vino", che si ripete ogni anno per la Sagra dell'Uva. Ancora, a Marino è presente la fontana del Tritone, opera dello scultore Michele Tripisciano risalente al 1889.
Un'altra nota fontana del Vino è situata a Genzano di Roma, in piazza Tommaso Frasconi, e risale al XIX secolo.
La fontana degli Scogli a Lanuvio è una celebre opera dell'architetto Carlo Fontana risalente al 1675, situata in piazza Giuseppe Mazzini e commissionata da Filippo Cesarini che la inglobò in una serie di opere di restauro e costruzione di edifici. Filippo Cesarini, infatti, commissionò all'architetto-scultore Carlo Fontana di riorganizzare il sistema idrico di Lanuvio e di realizzare una fontana fuori dalle mura medievali. Carlo Fontana realizzò una grande vasca semicircolare all'interno della quale creò una finta scogliera con grandi massi di peperino, qui l'acqua sgorgava da ben undici getti. Tra il secondo e il quarto getto a destra scolpì due serpenti di mare che con il resto della scena, richiamavano alla mente i miti della dea Giunone Sospita.
I materiali utilizzati nella costruzione della fontana sono: scogliera di tufo locale color grigio con inserti di quarzo e altri materiali opachi, un basamento a bordo vasca in peperino di Marino e degli intonaci a base cementizia. Le informazioni pervenuteci e qui riportate, vengono dalla ricerca e dallo studio approfondito di Alberto Galieti, storico e archeologo dei primi del Novecento e ricavate dall'archivio storico comunale, andato distrutto durante la seconda guerra mondiale. La fontana, come si mostra oggi, è frutto di un restauro effettuato nel 2001-2002 che ne ha rimesso in luce la struttura precedente al bombardamento del 1944 che l'aveva danneggiata.
È monumentale anche la fontana di piazza San Pietro a Frascati, risalente al XVII secolo e costruita in abbinamento alla vicina Cattedrale di San Pietro.
Gian Lorenzo Bernini forse realizzò il progetto della "Barcaccia" di piazza Giuseppe Garibaldi a Rocca di Papa, realizzata in un unico blocco tufaceo. Sempre a Rocca di Papa, sono notevoli la fontana di piazza della Repubblica, risalente al XIX secolo, e il fontanile di piazza XX settembre, già piazza Vecchia, risalente all'epoca di edificazione del castello.
A Velletri, molte fontane monumentali furono realizzate nel XVII secolo dopo che l'ingegnere Giovanni Fontana porto a termine la costruzione dell'acquedotto: tra le altre, ricordiamo la fontana monumentale di piazza Cairoli, edificata nel 1622, originariamente accoppiata sulla stessa piazza ad una fontana gemella rimasta incompiuta e quindi distrutta, e la fontana monumentale di piazza Mazzini, realizzata nel 1612 con la raffigurazione di alcune scene mitologiche.

### Resti archeologici

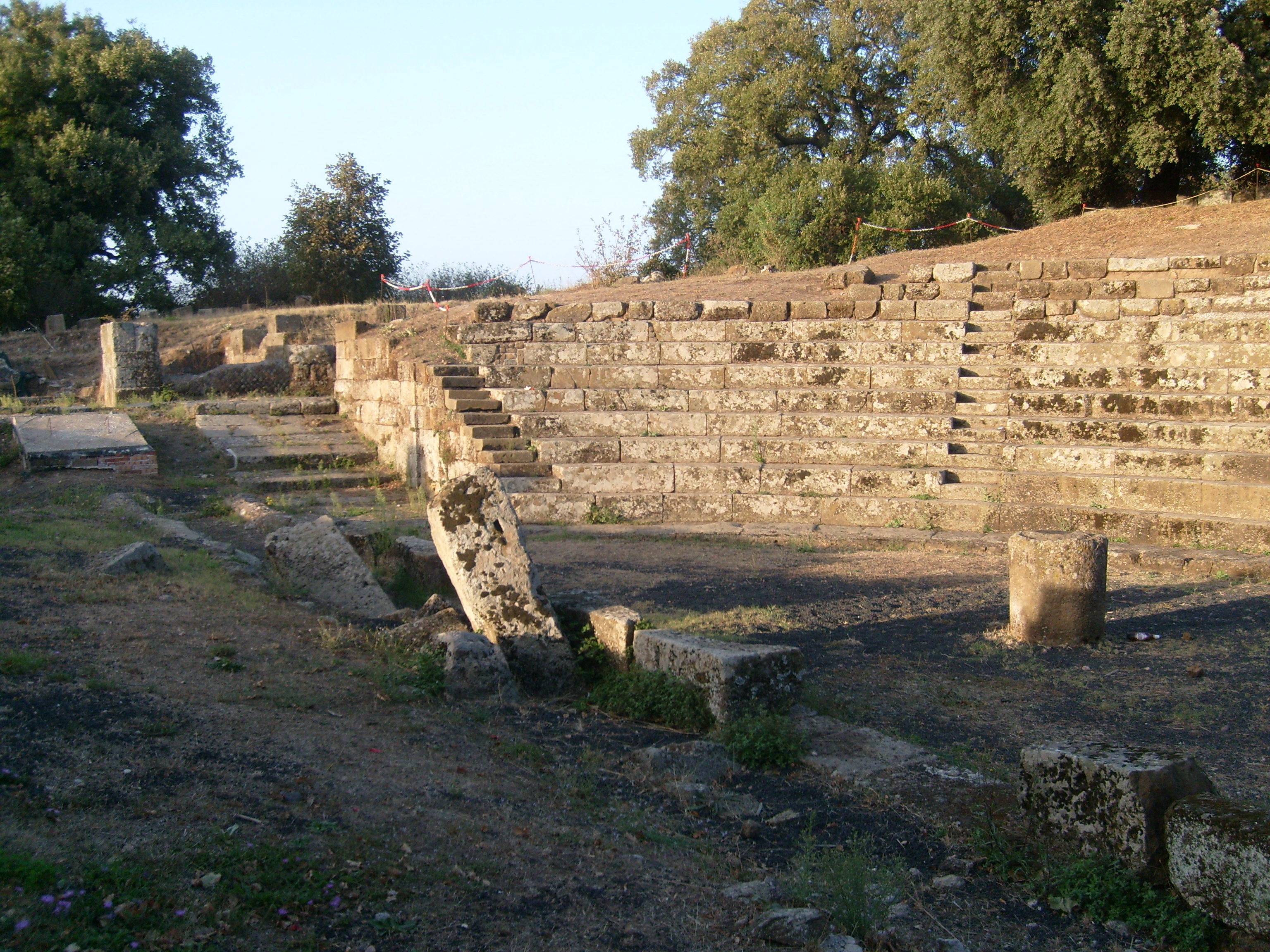
Il teatro romano di Tusculum

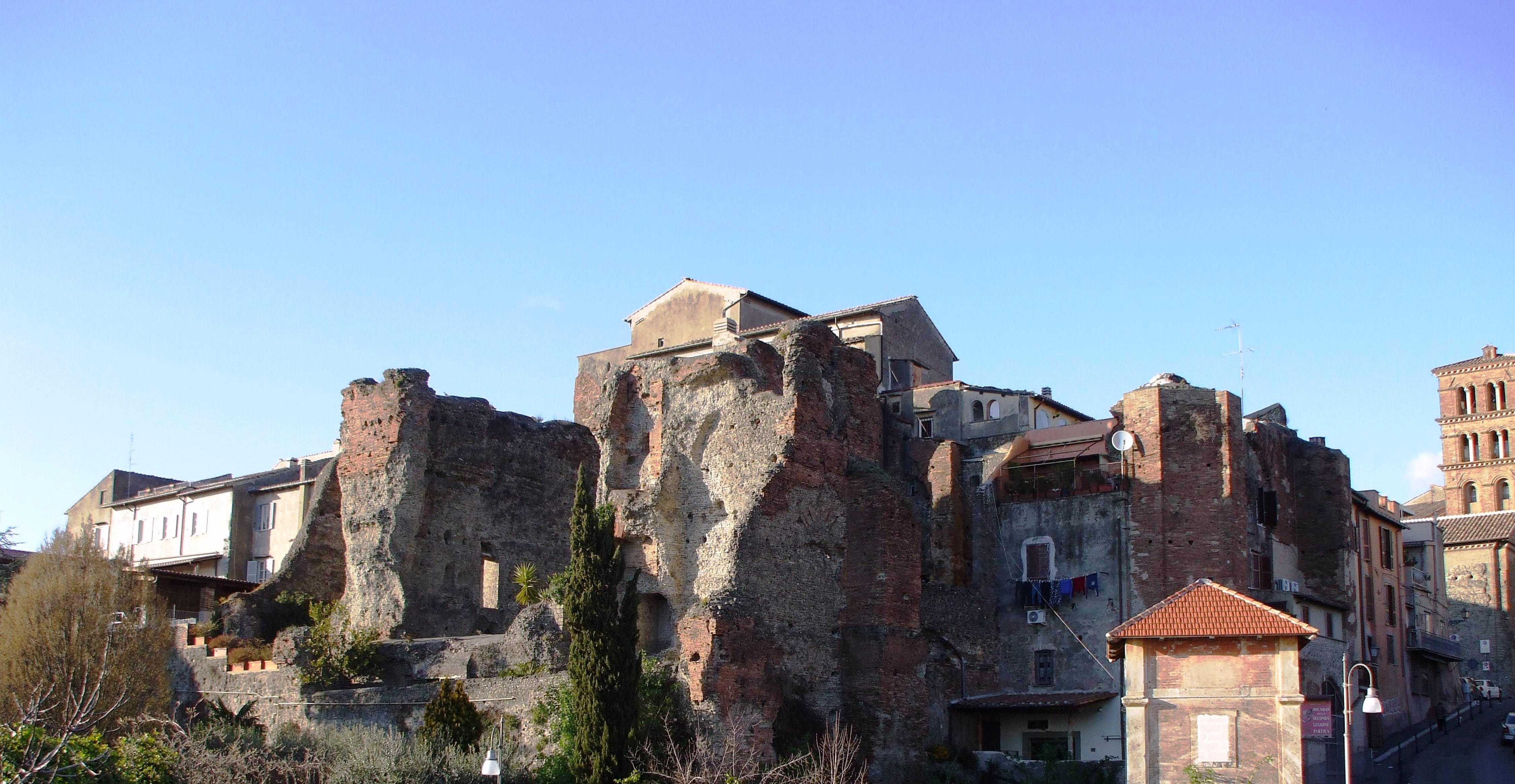
Le Terme di Cellomaio ad Albano Laziale

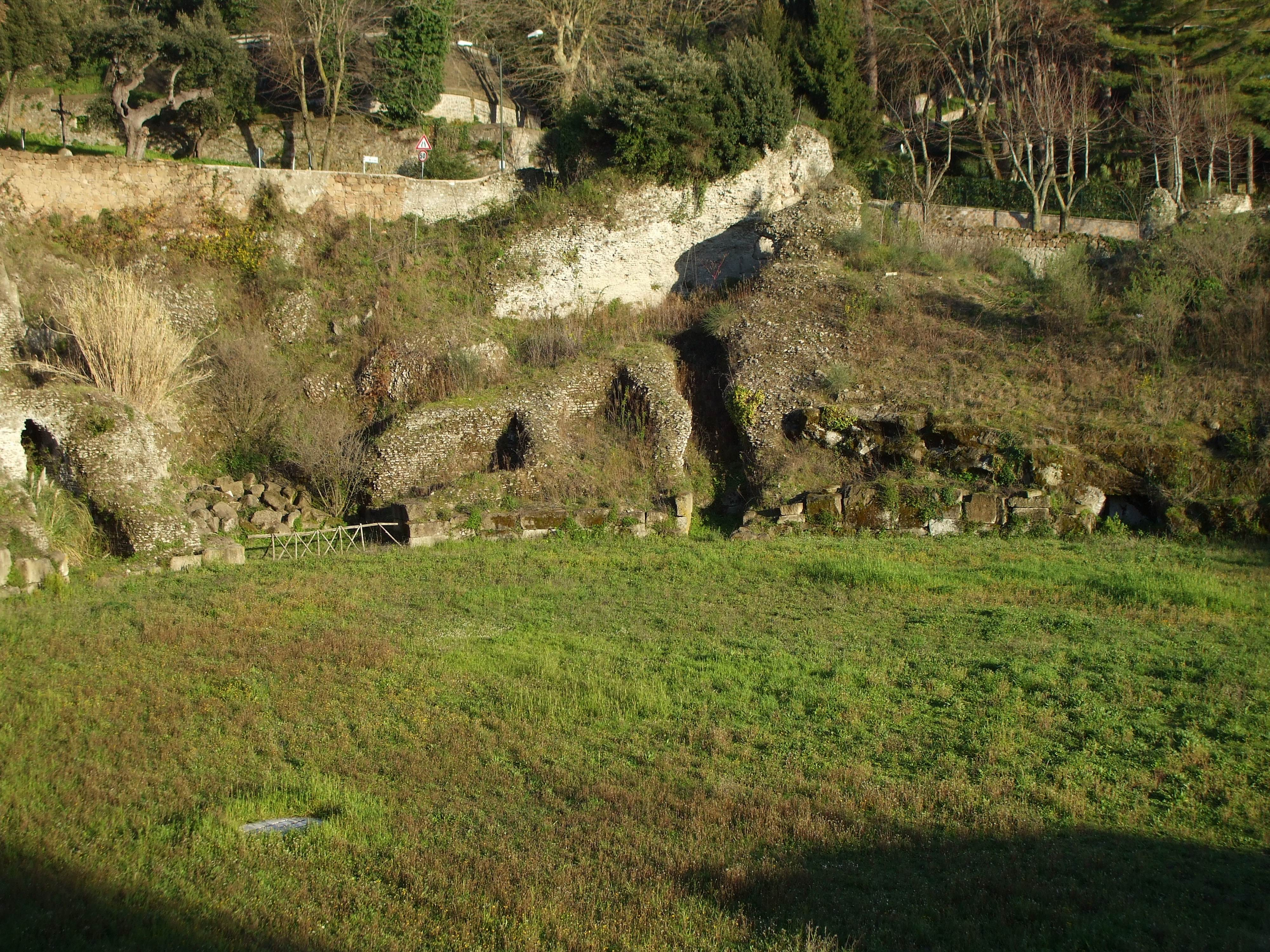
L'Anfiteatro Severiano di Albano Laziale

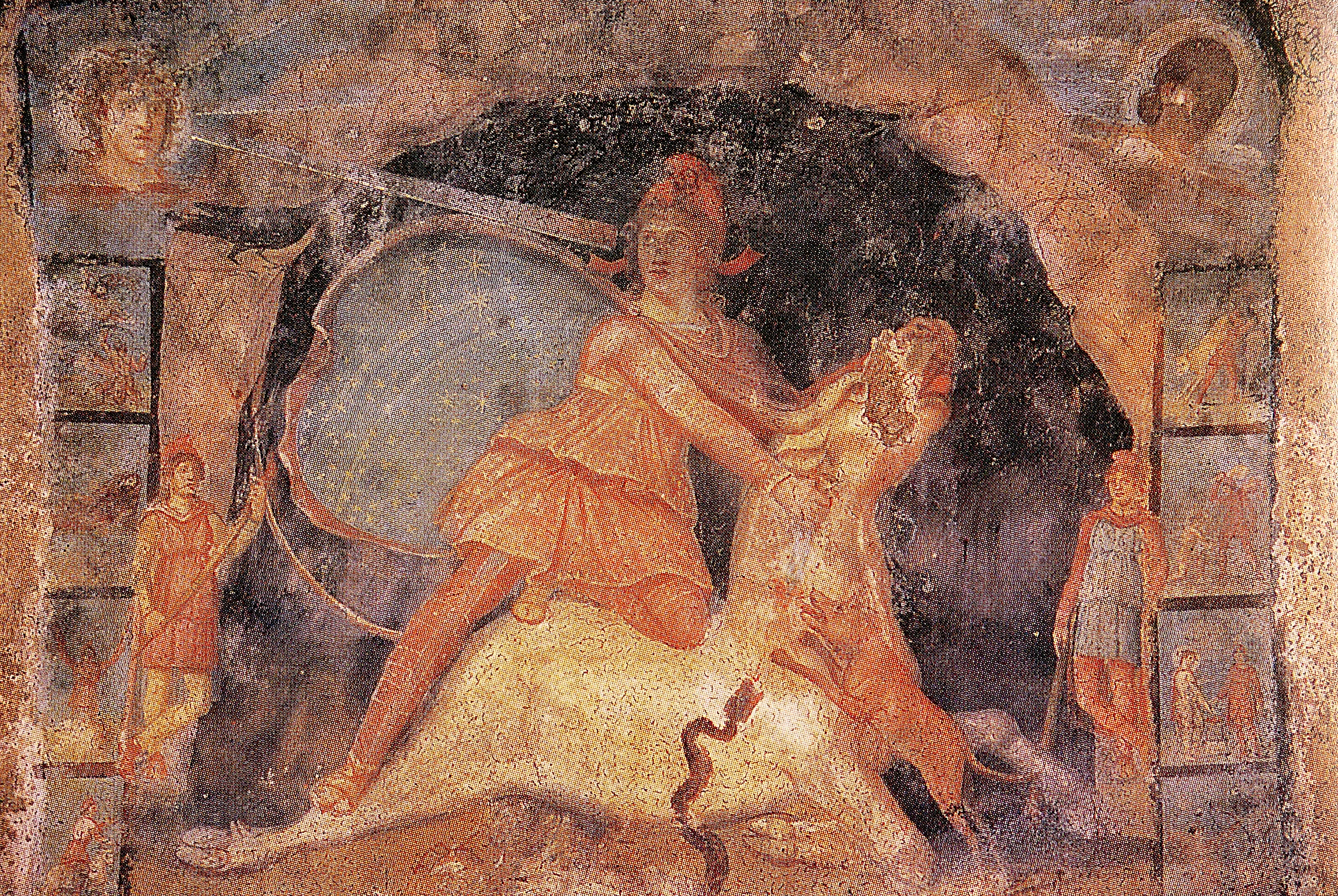
L'affresco del mitreo di Marino

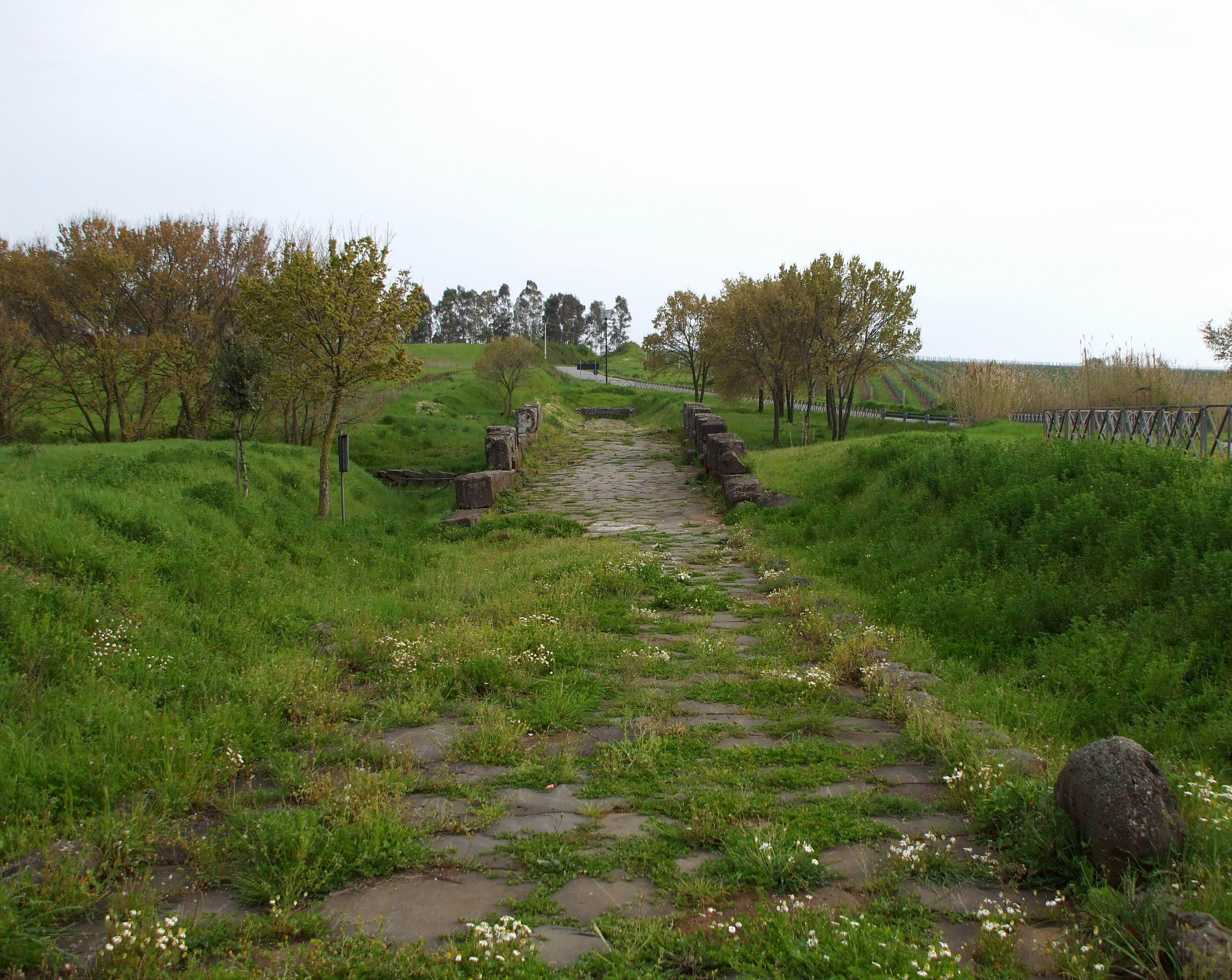
Ponte Loreto e la via romana per Anzio a Lanuvio

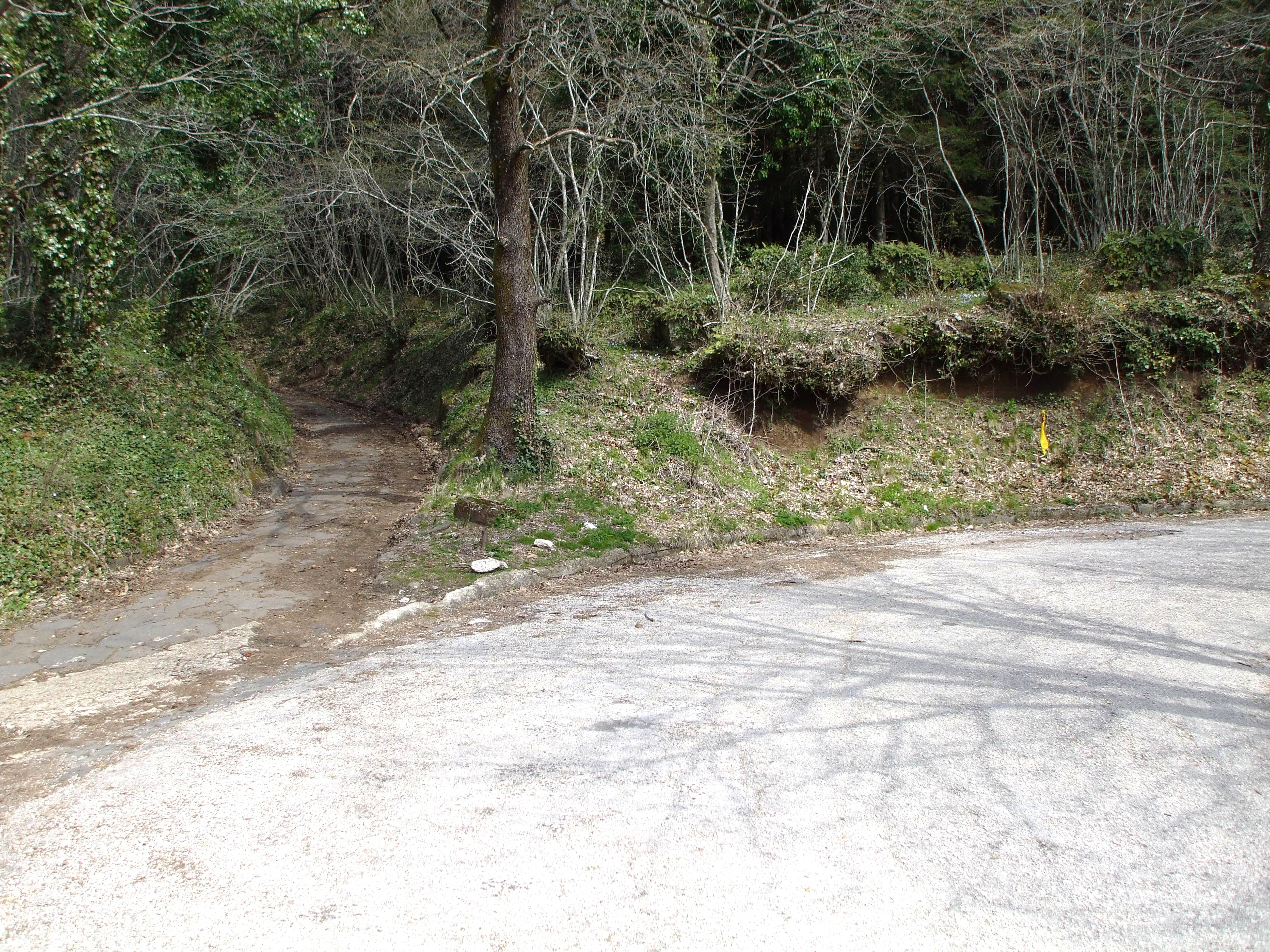
Antico e recente: la via Sacra e la strada panoramica di Monte Cavo verso la vetta, a Rocca di Papa

Il territorio dei Castelli Romani è una delle aree più ricche di reperti archeologici della provincia di Roma. Sono da menzionare particolarmente:
- Rovine di Tusculum, in comune di Monte Porzio Catone. Antica città latina, fondata sul Tuscolo, fu a lungo potente antagonista di Roma; nel Medioevo, divenne residenza dei potenti Conti di Tuscolo, fino a che non venne rasa al suolo nel 1191. Sulla sommità del colle rimangono i ruderi di numerose ville suburbane, fra cui un fondo di Marco Tullio Cicerone, resti dell'abitato, del foro e del teatro romano, dell'acropoli e di varie costruzioni medioevali, fra cui anche una chiesa.
- Circuito archeologico dei Castra Albana, ad Albano Laziale. I Castra Albana furono un complesso fortificato edificato sulla via Appia da Settimio Severo come alloggiamento della Legio II Parthica. Restano in luce le grandi Terme di Caracalla o di Cellomaio, la Porta Pretoria, i Cisternoni, l'Anfiteatro, e parte dell'antica cerchia muraria, oltre al ninfeo romano occupato dal Santuario di Santa Maria della Rotonda.
- Museo delle Navi e Tempio di Diana Nemorense, in comune di Nemi sul lago di Nemi. Il Museo delle Navi è stato costruito nel 1932, ma le due grandi navi attribuite a Caligola sono state bruciate durante la seconda guerra mondiale nel 1944. Restano tuttavia alcuni reperti interessanti, assieme ai resti del famoso tempio di Diana Nemorense, noto per la pratica dell'elezione del rex Nemorenses.
- Mitreo di Marino, a Marino. Scoperto nel 1962, è uno dei due mitrei dipinti d'Italia oltre che uno dei meglio conservati al mondo.
- Complesso monumentale di Lanuvium, a Lanuvio. È il complesso rappresentato dall'antica città latina e poi romana e dall'annesso tempio di Giunone Sospita. Interessante anche ponte Loreto, poco fuori dall'abitato moderno, ponte romano della via Anziate.
- Villa di Domiziano a Castel Gandolfo, inclusa all'interno delle Ville pontificie di Castel Gandolfo. È un enorme complesso residenziale voluto dall'imperatore Domiziano, dotato di circo, teatro, santuario, ninfei e palazzo monumentale. Sono visibili i ruderi del criptoportico, del teatro, e dell'ingresso al palazzo.

Altri siti di interesse archeologico sono quello di Bovillae, in comune di Marino, in cui sono venuti alla luce resti del circo romano, e di Aricia, in comune di Ariccia, dove sono visibili i resti del monumentale viadotto della via Appia.
In età romana, vennero edificate varie ville suburbane sui Colli Albani. Oltre alla grande Villa di Domiziano a Castel Gandolfo, sono visibili alcune di queste ville, mentre altre sono andate distrutte. Fra le più importanti:
- Villa di Gneo Pompeo Magno, ad Albano dentro Villa Doria-Pamphilj;
- Villa di Publio Clodio Pulcro, a Castel Gandolfo, in località Ercolano;
- Villa di Aulo Vitellio Germanico, ad Ariccia, in località Monte Gentile;
- Villa di Gaio Giulio Cesare, a Nemi;
- Villa della gens Ottavia, a Velletri;
- Villa degli Scriboni-Libones, tra Marino e Grottaferrata, in località Colle Cimino;
- Villa di Lucio Licinio Lucullo, a Frascati.

Si pensa che una villa romana sorgesse anche in prossimità dell'attuale cimitero di Genzano di Roma. Invece l'ubicazione di una villa di Marco Tullio Cicerone è poco chiara, forse perché possedeva due tenute, una villa vera e propria a Grottaferrata, nel sito dell'Abbazia di San Nilo, e un fondo sul Tuscolo.
Due catacombe sono state scoperte nel territorio castellano:
- Catacombe di Ad Decimum, a Grottaferrata;
- Catacombe di San Senatore, ad Albano Laziale.

Una terza catacomba venne scoperta nel XVIII secolo sulla via Appia in comune di Marino, ma se ne è persa l'ubicazione.
Infine luoghi molto importanti dal punto di vista archeologico sono:
- Monte Cavo, in comune di Rocca di Papa, sulla cui vetta sono stati rinvenute agli inizi degli anni venti del XX secolo tracce del leggendario tempio di Giove Laziale, tempio che era il santuario confederale della Lega Latina; inoltre le pendici del monte sono calcate dalla Via Sacra, strada lastricata che dalla via Appia giunge alla cima di Monte Cavo attraversando anche il comune di Ariccia.
- Palazzolo, in comune di Rocca di Papa, dove lungo la via Sacra presso la villa del Cardinale c'è un monumento marmoreo, probabile sepoltura di uno Scipione: la fantasia degli antichi pensò che fosse un palazzo dell'antica Alba Longa, donde il toponimo palatiolum. In prossimità di questo sito, comunque, si pensa comunemente sorgesse la leggendaria Alba Longa.

Alcuni resti risalgono anche all'età preistorica: interessanti reperti sono conservati presso il Museo civico di Albano e presso il Museo civico "Oreste Nardini" di Velletri, mentre a Villa Cavalletti, tra Frascati e Grottaferrata, è stata rinvenuta una necropoli neolitica che con una cinquantina di tombe è la necropoli neolitica più grande del Lazio; altri resti preistorici sono stati trovati a Marino, località San Rocco, a Castel Gandolfo, località Pascolari, ad Albano, località Castel Savello e Colle dei Cappuccini, ad Ariccia, località Ginestreto, a Rocca Priora, presso il Monte Algido, a Monte Porzio Catone, sul Tuscolo, e a Velletri.
È stata scoperta nel territorio comunale di Albano Laziale, località Cecchina, l'ubicazione dell'antico Lucus Ferentinus, cioè il luogo sacro dove si riuniva la federazione delle città appartenenti alla Lega Latina. Secondo altre ipotesi, il Lucus potrebbe essere ubicato in località Prato della Corte, tra i comuni di Marino e Rocca di Papa, dove già è stato identificato comunemente il Caput Aquae Ferentinum.

## Amministrazione

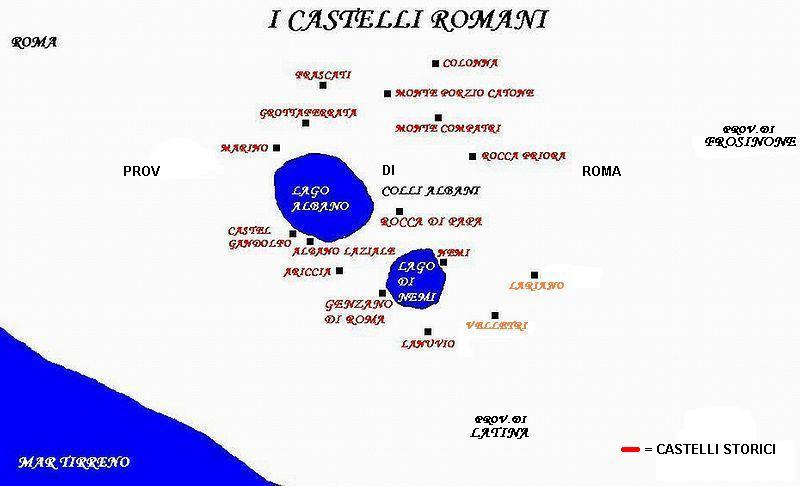
Mappa schematica dei centri abitati dei Castelli Romani.

Amministrativamente, i comuni dei Castelli Romani sono parte integrante della provincia di Roma, dal 1870 erede della più antica Comarca di Roma, istituita da papa Pio VII nel motu proprio del 6 luglio 1816. In precedenza, i Castelli Romani erano inclusi nel territorio, puramente teorico e a cui non corrispondeva alcuna forma di governo, della provincia di Campagna e Marittima.
Il 14 giugno 2001 è stata presentata dall'onorevole Mario Pepe alla Camera dei deputati una proposta di legge sull'istituzione di una provincia dei Castelli Romani
(Camera dei Deputati - proposta di legge n° 853 XIV legislatura, pp. 2-3.)
Nella proposta dell'onorevole Pepe, i comuni che sarebbero dovuti entrare nella provincia dei Castelli Romani erano Albano Laziale, Anzio, Ardea, Ariccia, Artena, Carpineto Romano, Castel Gandolfo, Cave, Colleferro, Colonna, Gavignano, Genazzano, Genzano di Roma, Grottaferrata, Lanuvio, Lariano, Marino, Monte Compatri, Montelanico, Monte Porzio Catone, Nemi, Nettuno, Olevano Romano, Palestrina, Pomezia, Rocca di Papa, Rocca Priora, San Cesareo, San Vito Romano, Segni, Valmontone, Velletri e Zagarolo. Il capoluogo della provincia istituenda sarebbe stato Velletri, sia a ragione della posizione baricentrica che "del ruolo e dell'importanza strategica di Velletri". Le risorse finanziarie assegnate alla provincia, una volta costituita, erano state preventivate in 4 600 milioni di lire.

## Economia

### Agricoltura
(Trilussa)

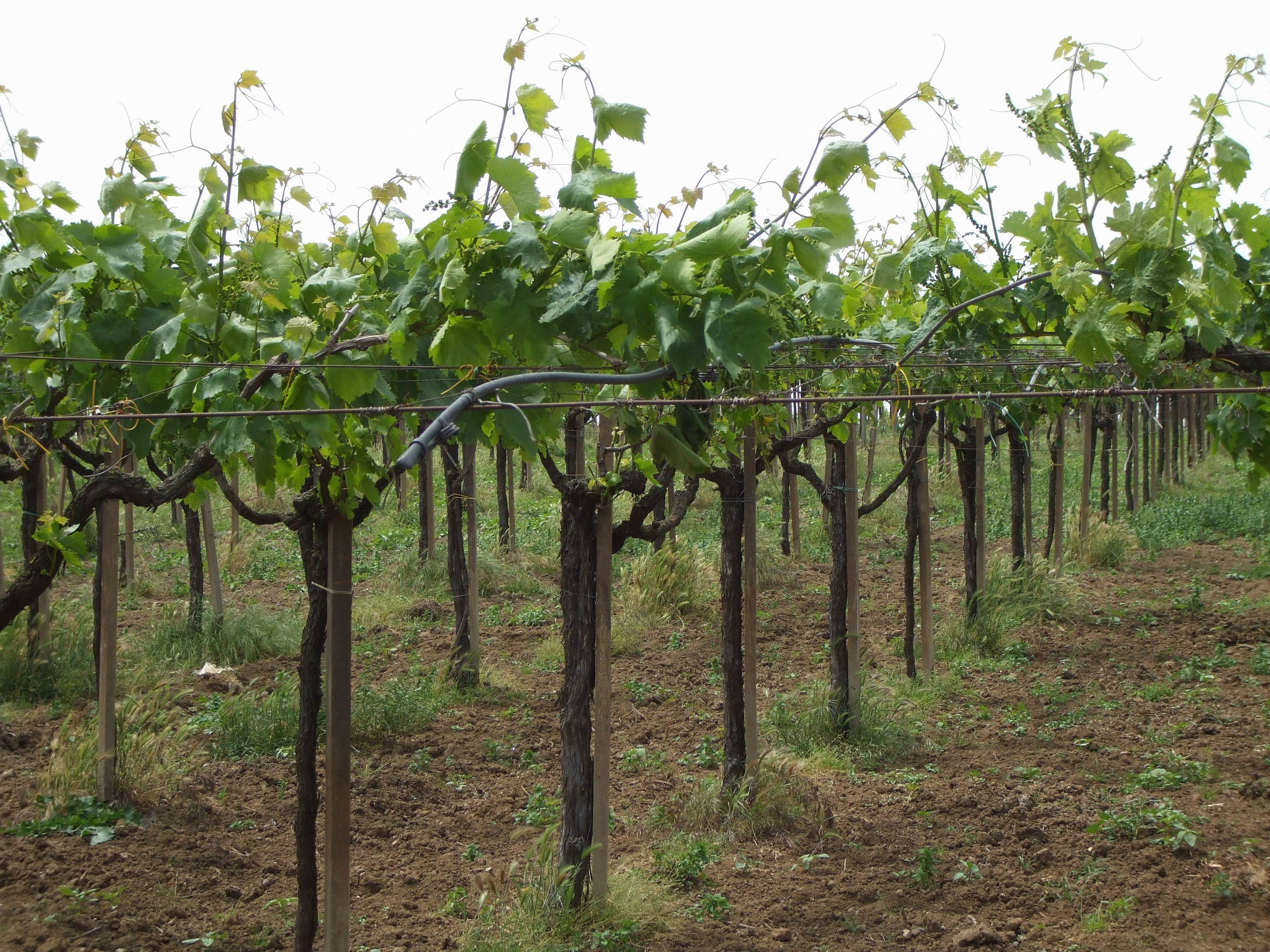
Vigneti castellani presso Cecchina

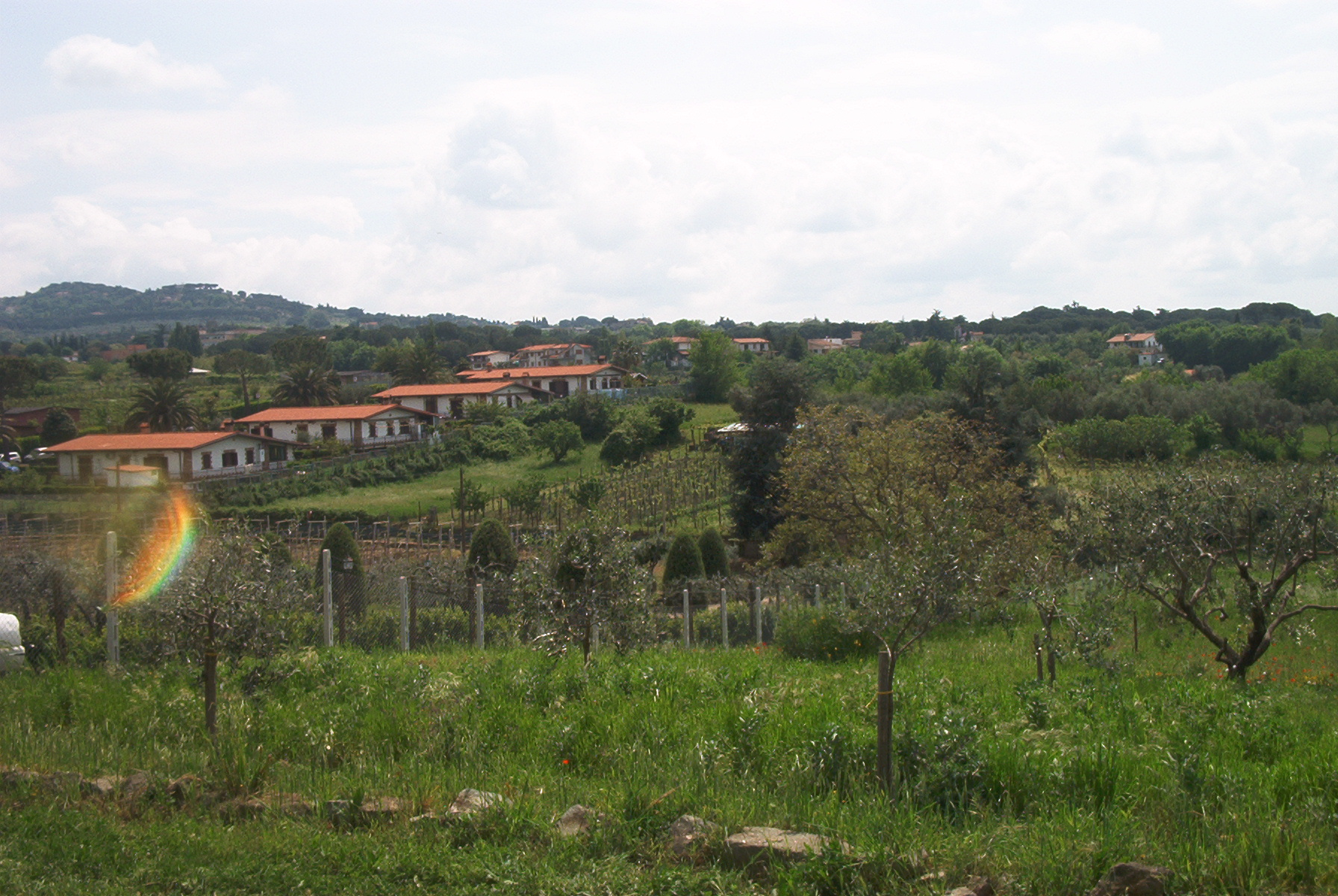
Vigneti castellani in località Colle Santissimi Apostoli, ai confini tra Marino, Grottaferrata e Ciampino

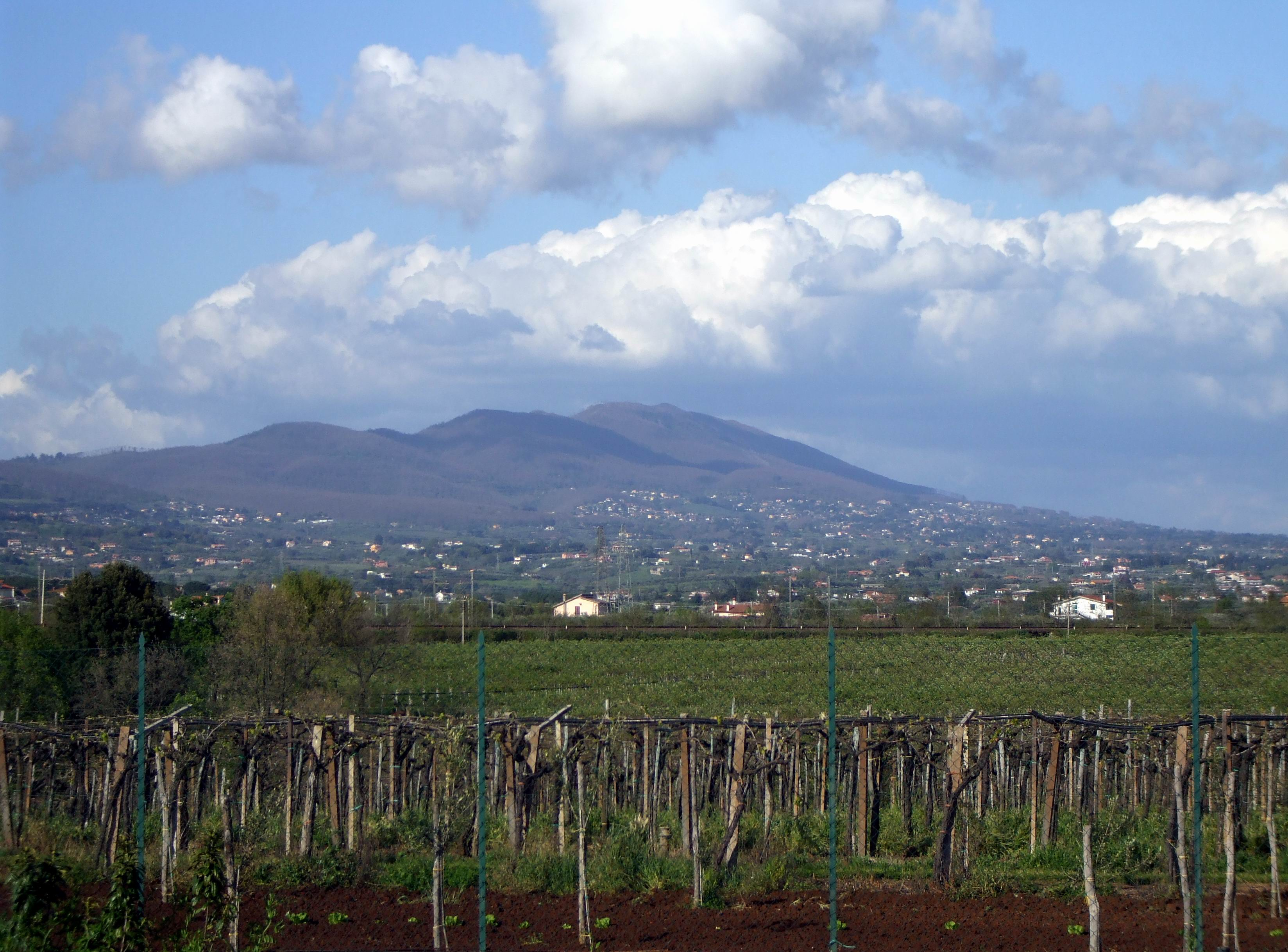
Alcuni vigneti tra Lanuvio e Velletri: sullo sfondo, Monte Artemisio.

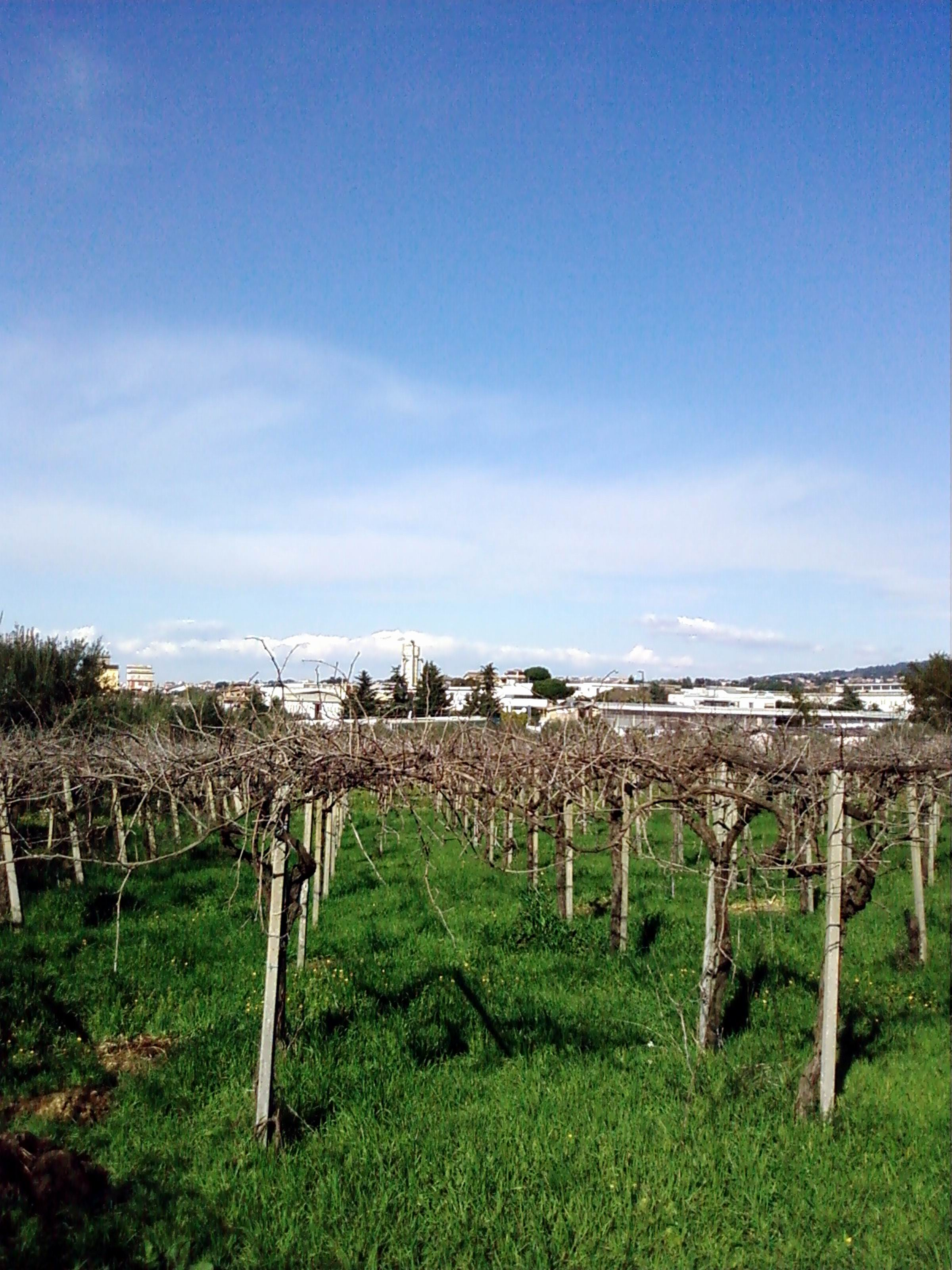
Albano, la zona industriale di Cancelliera presso Cecchina.

Il settore primario è stato per lungo tempo la principale risorsa economica dei Castelli Romani, vista la grande fertilità del terreno vulcanico dei Colli Albani.
La pastorizia è stata praticata soprattutto nell'area della Valle Latina, mentre le vie Pedemontana e Nettunense hanno rappresentato per lungo tempo la via di transumanza dai pascoli invernali appenninici ai pascoli estivi.
L'agricoltura è incentrata fin dall'età antica sulla produzione vitivinicola, che è universalmente riconosciuta. Il Frascati ed il Marino DOC sono considerati due dei cinque migliori vini del Lazio, ed entrambi sono conosciuti ed apprezzati fin dall'età romana in tutte le loro varianti (Frascati superiore, Frascati novello, Marino superiore, Marino spumante). Tuttavia, altri vini di qualità sono i vini di Velletri (Velletri rosso riserva, Velletri bianco) e di Lanuvio (Colli Lanuvini, Colli Lanuvini superiore), assieme a quelli di Monte Porzio Catone, Monte Compatri e Colonna (Montecompatri Colonna). Inoltre, sono a Denominazione di Origine Controllata anche il Castelli Romani bianco, il Castelli Romani rosso e il Colli Albani spumante.

### Industria
L'industrializzazione in senso moderno dell'area dei Castelli Romani è stato un fenomeno abbastanza recente, risalente in gran parte al secondo dopoguerra.
L'industria più fiorente dei Castelli è quella legata alla produzione vitivinicola, che è presente in tutto il territorio con grosse cantine sociali che producono vini apprezzati in Italia e all'estero. Le principali cantine sociali del territorio sono:
- Cantina Sociale Gotto d'Oro (Marino, Frascati)
- Cantina Sociale Fontana di Papa (Ariccia)
- Cantina Sociale San Tommaso (Genzano di Roma)
- Cantina Sociale di Monte Compatri (Monte Compatri)
- Cantina Sociale Covarelli Vini (Genzano di Roma)
- Cantina Sociale La Selva (Genzano di Roma)
- Cantine CO.PRO.VI. (Velletri)
- Cantina Sociale di Monte Porzio (Monte Porzio Catone)

Oltre a queste cantine sociali, in tutta l'area dei Castelli sono diffuse aziende vitivinicole in gran numero. Tuttavia, negli ultimi anni si è registrata una notevole diminuzione delle piccole aziende di produzione vinicola come fenomeno generalizzato in tutta l'area castellana.
L'attività estrattiva nei Castelli Romani fu un tempo fiorente, perché legata all'estrazione di materiali da costruzione diffusi nella vicina città di Roma: selce, tufo, peperino, basalto, pietra sperone. Il peperino di Marino era chiamato dai Romani lapis Albanus, ed è di rarissima disponibilità a causa della chiusura delle grandi Cave di Marino nel 1960; il basalto era chiamato lapis Tusculanus, mentre la pietra sperone del Tuscolo era denominata lapis Gabinum o lapis Tusculanus. Questo testimonia la rilevanza dei materiali costruttivi presenti nell'area castellana. Le uniche cave attive a pieno regime sono quelle di basalto presso Colonna, lungo la Strada statale 6 Via Casilina.
Le cave più importanti dei Castelli sono dislocate un po' dovunque, ma soprattutto nell'area tuscolana:
- Cave dell'Ariccia (Ariccia; peperino)
- Cave di Peperino (Marino; peperino)
- Cava dei Selci (Marino; selce)
- Cava di Monte Salomone (Monte Compatri; pietra sperone)
- Cave di Basalto (Colonna; basalto)

### Turismo
(Franco Silvestri, 'Na gita a li Castelli, 1926.)

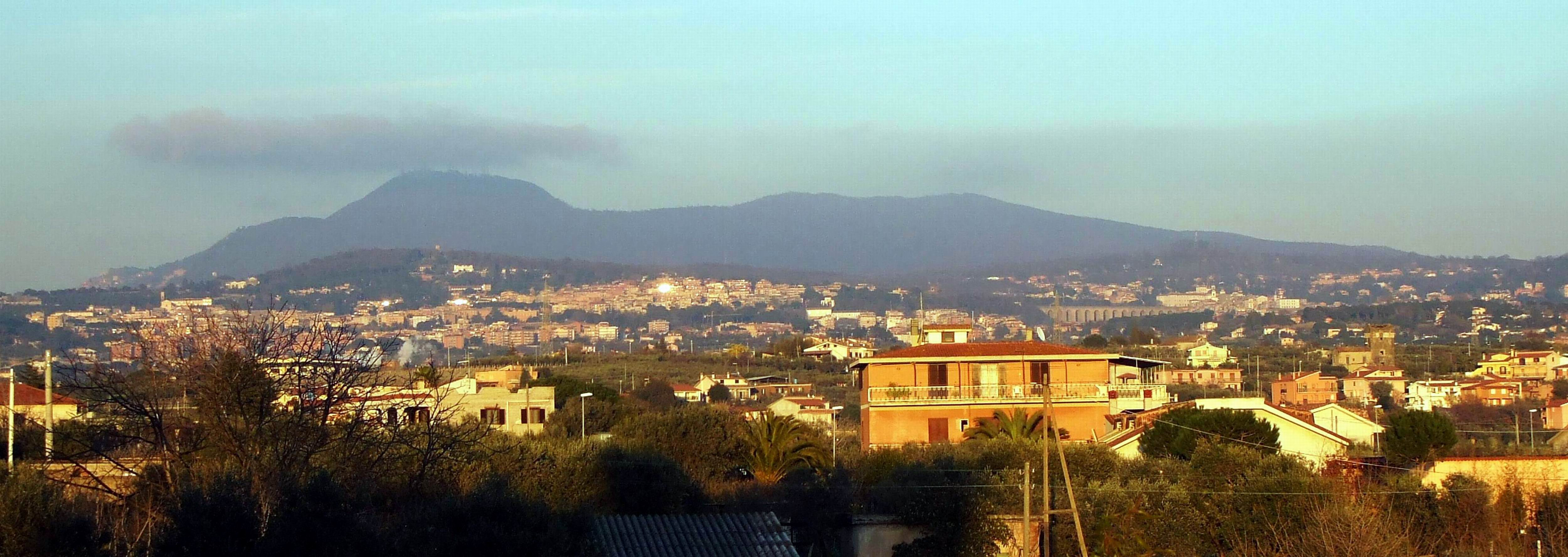
Primi colori del tramonto: panorama di Albano Laziale ed Ariccia dalla località Cancelliera di Cecchina di Albano, con Monte Cavo ed il Maschio delle Faete

I Castelli Romani sono una delle zone turistiche più frequentate della provincia di Roma. Fin dal Duecento, i monaci cistercensi dell'abbazia di Sant'Anastasio alle Tre Fontane in Roma, a causa dell'insalubre ambiente malarico presente presso il loro convento, avevano come luogo di villeggiatura il convento di Santa Maria ad Nives di Palazzolo, in comune di Rocca di Papa, e papa Alessandro IV concesse loro la residenza estiva presso il castello di Nemi. Le celebri Ville Tuscolane che sorgono nei comuni di Frascati, Grottaferrata e Monte Porzio Catone, e la villa pontificia di Castel Gandolfo, sono la prova più conosciuta e lampante della predilezione che Papi e facoltosi nobili romani avevano per il clima castellano.
Tuttavia, tutti i Colli Albani sono disseminati di ville e tenute, dalle molte residenze che la famiglia Colonna si fece erigere tra Cinquecento e Seicento nei propri feudi di Marino e Rocca di Papa -Villa Colonna di Belpoggio, Villa Colonna di Bevilacqua, Giardini Colonna, Barco Colonna, Villa della Sirena, Villa del Cardinale- ai monumentali Palazzo Chigi di Ariccia e Palazzo Sforza-Cesarini di Genzano di Roma. Ad Albano Laziale, presso Palazzo Savelli, nel corso del Settecento villeggiarono Giacomo Francesco Edoardo Stuart, pretendente al regno d'Inghilterra e di Scozia con la consorte Maria Clementina Sobieska, Enrico Benedetto Stuart, cardinale vescovo della sede suburbicaria di Frascati, Giulia Santacroce Falconieri e l'abate e storico Giovanni Antonio Ricci. Nell'Ottocento e nel Novecento, si moltiplicarono i villini di villeggiatura per molti borghesi facoltosi, soprattutto nell'area tra Albano, Ariccia e Genzano lungo la via Appia Nuova, e tra Marino, Grottaferrata, Rocca di Papa e Frascati.
Il turismo moderno, più che alla bontà dell'aria, è orientato alla bellezza dei luoghi, all'offerta dell'enogastronomia e dell'intrattenimento: ad Ariccia riscuotono grande successo le fraschette, divenute un simbolo del paese e motivo di notorietà nazionale. La Sagra dell'Uva di Marino e l'Infiorata di Genzano; la Sagra dell'Uva Italia di Colonna e la Festa dell'Uva di Velletri, le Notti bianche di Albano Laziale, Grottaferrata e Frascati; la -Mostra Intercontinentale delle Orchidee- a Monte Porzio Catone; Monte Compatri -Sfida dei Borghi-, Rocca Priora -Sagra della Polenta- -Festa del Narciso-, Lariano -Sagra del Pane-, Nemi -Sagra delle Fragole- e Lanuvio -Festa della Musica- la -Mangialonga- Rocca di Papa, attirano sempre più visitatori da Roma ai Castelli Romani.

### Aree naturali
Il Parco Regionale dei Castelli Romani è un ente di tutela ambientale regionale istituito nel 1984 dalla Regione Lazio nell'area dei Colli Albani. In origine, i territori dei comuni facenti parte del parco erano integralmente inclusi nel perimetro dell'area protetta (legge regionale nº 2 del 13 gennaio 1984), ma già il 28 settembre 1984 le aree assegnate al parco furono drasticamente ridotte, per ovvi motivi legati all'espansione edilizia futura dei centri abitati inclusi. I confini del parco, stabiliti nel 1998, sono più vasti dei confini precedenti, per un totale di 15 014 ettari.
Tra le aree naturali più interessanti, ci sono quelle che non sono state colpite dall'espansione del castagno, pianta introdotta a scopi economici tra Seicento e Settecento: il bosco misto -chiamato Q.T.A., querce, tigli ed aceri- sopravvive soprattutto al bosco del Cerquone (Rocca Priora), al bosco dei Cappuccini (Albano Laziale), al Parco Chigi di Ariccia, al bosco Ferentano e al Barco Colonna (Marino), sulle coste del Lago Albano e del Lago di Nemi, sulle sommità di Monte Cavo e del Maschio dell'Ariano, presso la Macchia dello Sterparo (Frascati) e la Selva Rustica (Grottaferrata).

## Società

### Lingue e dialetti
(Proverbio popolare in dialetto albanense, testo e traduzione da Nino Dori, Aldo Onorati, Giorgio Sirilli, Piero Torreggiani, Vocabolario del dialetto albanense, p. 85.)
Ogni paese dei Castelli ha elaborato, nel corso dei secoli, una sua parlata caratteristica che ne contraddistingueva, e spesso ancora contraddistingue, gli abitanti rispetto a quelli dei paesi vicini. Possiamo distinguere i seguenti dialetti dei Castelli Romani:

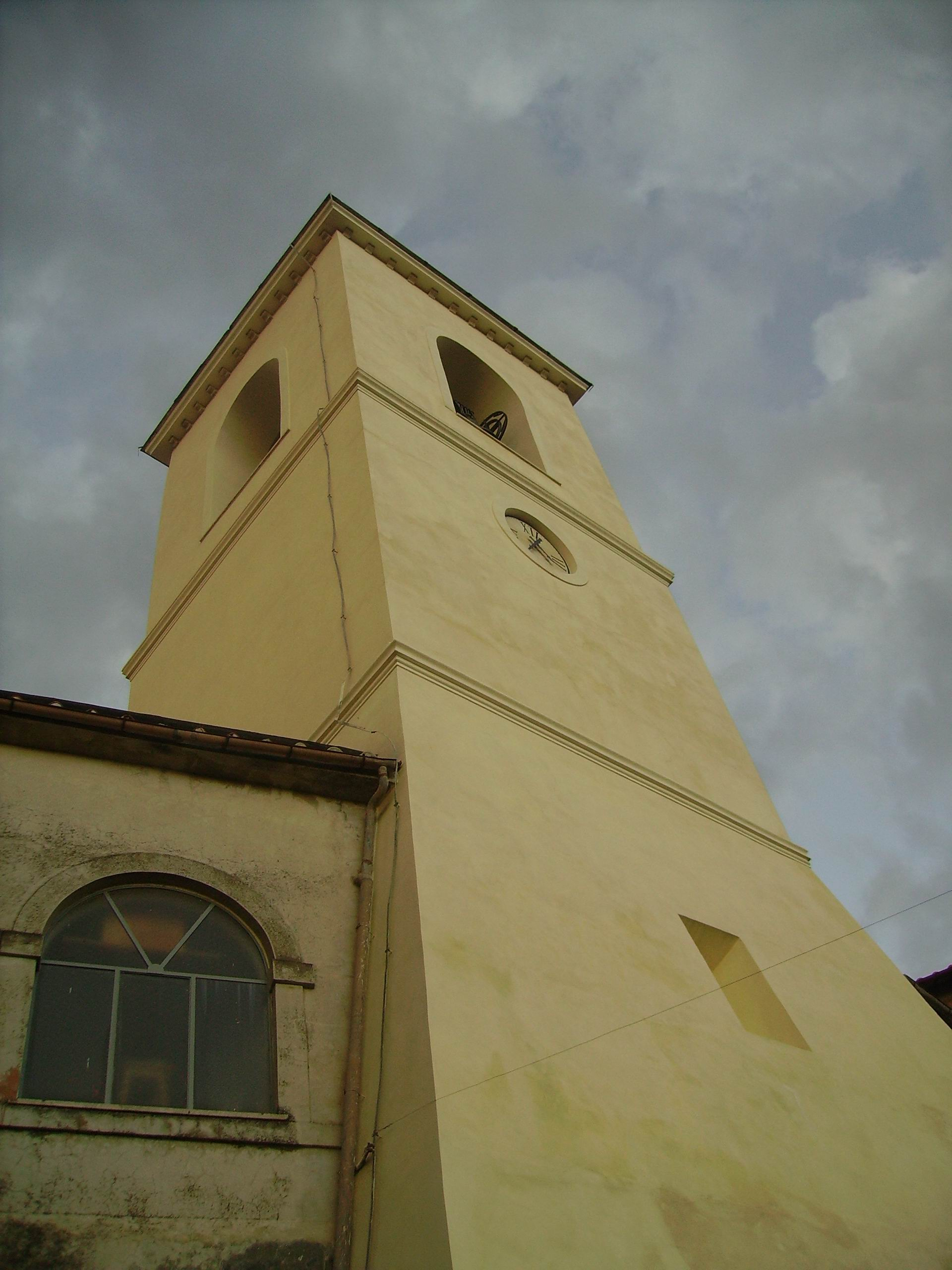
Il campanile della Parrocchiale di Santa Maria Assunta a Monte Compatri

- Dialetto albanense, parlato ad Albano Laziale e nelle frazioni di Cecchina e Pavona;
- Dialetto ricciarolo, parlato ad Ariccia;
- Dialetto castellano, parlato a Castel Gandolfo;
- Dialetto colonnese, parlato a Colonna;
- Dialetto frascatano, parlato a Frascati e a Grottaferrata;
- Dialetto genzanese, parlato a Genzano di Roma e nelle sue località rurali;
- Dialetto lanuvino, parlato a Lanuvio e nelle sue località rurali;
- Dialetto marinese, parlato a Marino, nelle frazioni di Santa Maria delle Mole e Frattocchie e nell'ex-frazione di Ciampino;
- Dialetto monticiano, parlato a Monte Compatri;
- Dialetto monteporziano, parlato a Monte Porzio Catone;
- Dialetto nemorense o nemese, parlato a Nemi;
- Dialetto rocchigiano o rocchiciano, parlato a Rocca di Papa, Rocca Priora e nelle loro località rurali;
- Dialetto veliterno, parlato a Velletri, nelle sue località rurali.
- Dialetto larianese, parlato a Lariano.

Tutta la zona verso nord-ovest dei Castelli, tra Frascati ed Ariccia, è caratterizzata dalla penetrazione del dialetto romanesco, che è in effetti l'idioma dialettale più diffuso nelle zone di recente urbanizzazione, da Finocchio a Pavona, passando per Santa Maria delle Mole, Vermicino, Frattocchie, ed in maniera appena percettibile a Cecchina.

### Religione
La religione più professata nell'area dei Castelli Romani è il Cristianesimo nella confessione cattolica.
Il territorio è suddiviso per la Chiesa cattolica in tre diocesi, tutte e tre sedi suburbicarie di antica fondazione (III e IV secolo d.C.), a loro volta divise in 128 parrocchie. Nei territori delle tre diocesi -che si estendono anche oltre i Castelli Romani, includendo i comuni di Ciampino, Segni, Pomezia, Ardea, Aprilia, Nettuno ed Anzio- il cattolicesimo è professato da 625 790 persone su un territorio di 1 219 km². Le diocesi sono:
- Sede suburbicaria di Albano (Marino, Castel Gandolfo, Albano Laziale, Ariccia, Genzano di Roma, Nemi, Lanuvio);
- Sede suburbicaria di Velletri-Segni (Velletri, Lariano);
- Sede suburbicaria di Frascati (Grottaferrata, Rocca di Papa, Rocca Priora, Monte Compatri, Monte Porzio Catone, Colonna, Frascati).

Il 22 novembre del 1948 è stata fondata ad Ariccia la prima comunità protestante in età contemporanea dei Castelli Romani: la Chiesa Cristiana Evangelica Battista di Ariccia, tuttora attiva, è chiesa membro dell'Unione Cristiana Evangelica Battista d'Italia.
Dal 1998 ad Ariccia è presente una comunità evangelica ecumenica, frutto della fusione tra il gruppo della Chiesa evangelica battista locale con il Gruppo ecumenico di Albano. La Chiesa evangelica battista di Albano è sorta con un Patto costitutivo nel 1993, mentre il Gruppo ecumenico ha avuto origine nel 1995. La Comunità evangelica ecumenica albanense aderisce alla Rete ecumenica dei Castelli Romani e all'UCEBI (Unione cristiana evangelica battista d'Italia).
Dal periodo medioevale al Seicento è attestata la presenza ad Ariccia di una comunità ebraica. Nell'archivio della Basilica di Santa Maria in Via Lata a Roma il canonico e storico ariccino Emanuele Lucidi vide un atto di donazione del 1235, da parte di una "Ebrea vidua religiosa" alla Chiesa di San Nicola in Ariccia. Nonostante la bolla Hebraeorum gens, promulgata da papa Pio V nel 1569, ordinasse l'allontanamento delle comunità ebraiche da tutte le città dello Stato della Chiesa -eccetto Roma, Ancona ed Avignone-, sembra che la locale comunità ebraica abbia continuato a risiedere in Ariccia fino all'inizio del Seicento. Infine, ancora alla fine del Settecento presso il ghetto di Roma alcuni ebrei venivano chiamati "dell'Ariccia".

### Folclore

#### Feste e sagre

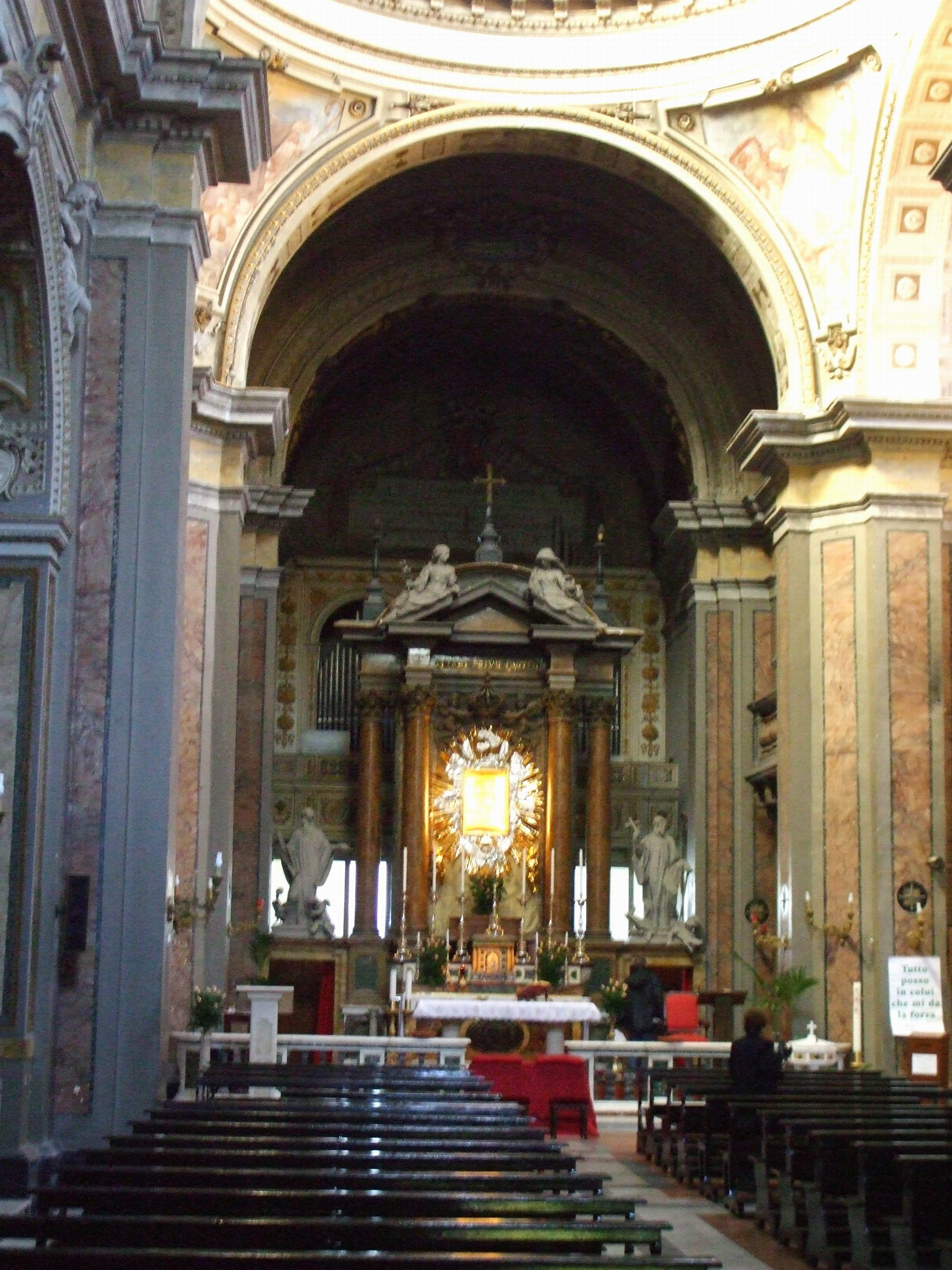
L'interno del santuario di Santa Maria di Galloro ad Ariccia

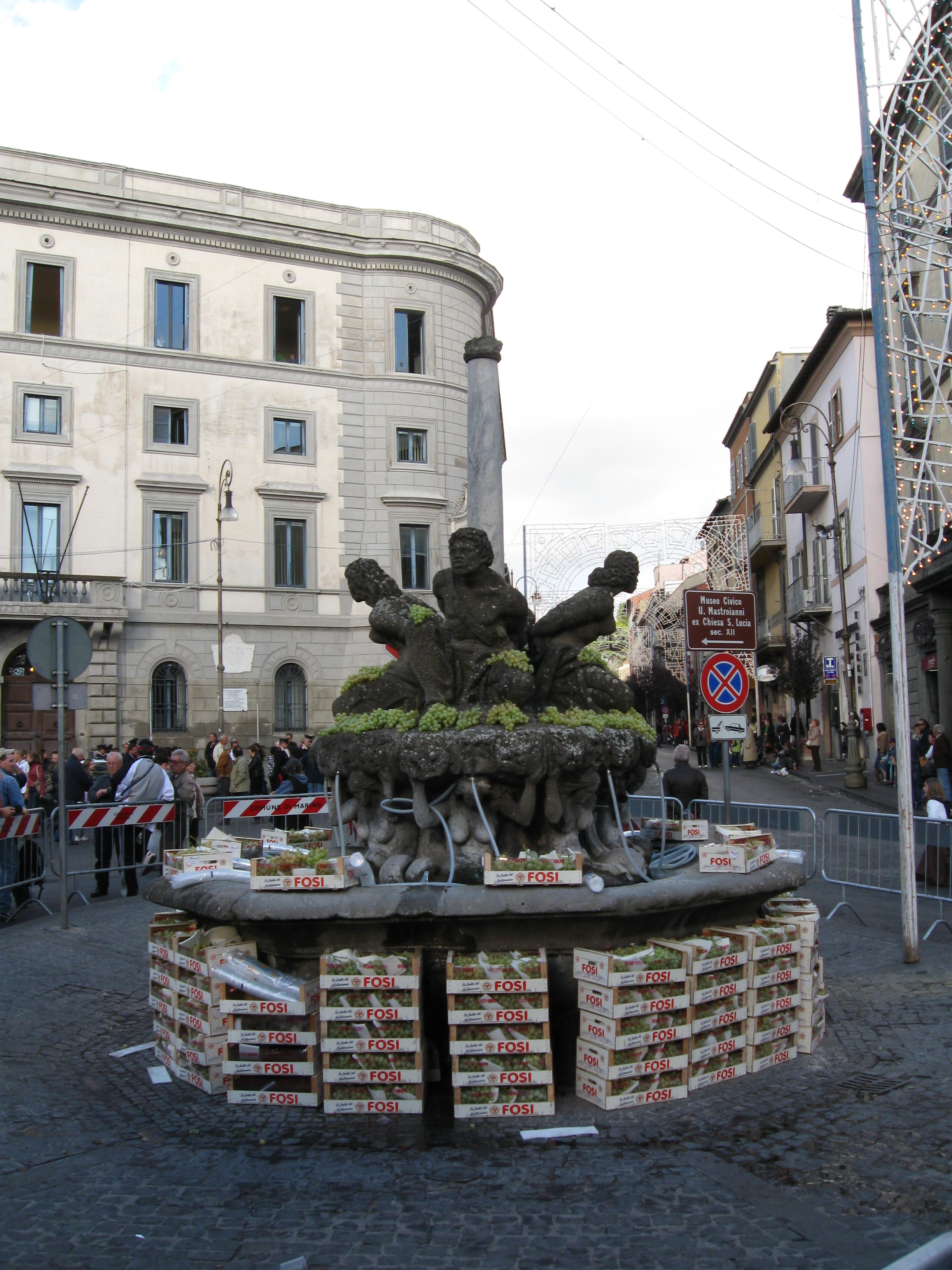
La fontana dei Quattro Mori durante la Sagra dell'Uva 2008 a Marino

I Castelli Romani sono ricchi di eventi, specialmente nei mesi estivi e durante l'Ottobrata Romana. Fra le festività più importanti, vanno menzionate l'Infiorata più antica del mondo a Genzano di Roma, festeggiata fin dal 1778; e una delle sagre profane più antiche d'Italia, la Sagra dell'Uva di Marino, festeggiata fin dal 1925.
- Festività patronali e compatronali religiose
  - Festa patronale dei santi Filippo e Giacomo (Frascati, 3 maggio)
  - Festa patronale di san Nilo da Rossano (Grottaferrata, 26 settembre)
  - Festa patronale di san Barnaba (Marino, 11 giugno)
  - Festa compatronale di santa Lucia (Marino, 13 dicembre)
  - Festa patronale di san Sebastiano (Castel Gandolfo)
  - Festa patronale di san Pancrazio (Albano Laziale, 12 maggio)
  - Festa di santa Maria Assunta (Ariccia, 15 agosto)
  - Festa della Signorina (Ariccia, 8 dicembre)
  - Festa patronale di san Tommaso da Villanova (Genzano di Roma, 18 settembre)
  - Festa patronale dei santi Filippo e Giacomo (Lanuvio, 3 maggio)
  - Festa patronale dei santi Filippo e Giacomo (Nemi, 3 maggio)
  - Festa patronale di san Clemente (Velletri, 23 novembre)
  - Festa compatronale della Madonna delle Grazie (Velletri)
  - Festa patronale di santa Maria Assunta (Rocca di Papa, 15 agosto)
  - Festa patronale di san Carlo Borromeo (Rocca di Papa, 4 novembre e celebrata anche nella prima settimana di luglio)
  - Festa patronale di santa Maria Assunta (Rocca Priora, 15 agosto)
  - Festa della Madonna della Neve (Rocca Priora, prima domenica del mese di agosto)
  - Festa patronale di santa Maria Assunta (Monte Compatri)
  - Festa patronale di san Gregorio Magno (Monte Porzio Catone)
  - Festa patronale di san Nicola (Colonna)
- Altre festività religiose
  - Festa della Madonna della Rotonda (Albano Laziale)
  - Festa della Madonna di Galloro (Ariccia)
  - Infiorata del Corpus Domini (Genzano di Roma, Corpus Domini).
  - Ottavario della Madonna della Pietà (Rocca di Papa)

La festa della Madonna del Santissimo Rosario è festeggiata solennemente il 7 ottobre ad Albano Laziale e Marino: a Marino la festa viene spostata alla prima domenica di ottobre per farla coincidere con la Sagra dell'Uva.
- Feste e sagre profane
  - Sagra dell'Uva (Marino, prima domenica di ottobre)
  - Sagra della ciambella al mosto (Marino, terza domenica di ottobre)
  - Sagra della Porchetta (Ariccia)
  - Festa del Pane (Genzano di Roma)
  - Festa della Rosa (Lanuvio, prima domenica di maggio)
  - Festa dell'Uva e dei Vini (Lanuvio)
  - Sagra delle Fragole (Nemi, prima domenica di giugno)
  - Festa dell'Uva e dei Vini (Velletri, terza domenica di settembre)
  - Sagra del Pane (Lariano)
  - Sagra del Fungo Porcino (Lariano)
  - Sagra della Castagna (Rocca di Papa, terza domenica di ottobre)
  - Contea della Birra (Rocca di Papa) (settembre)
  - Sagra della Ciambella degli sposi (Rocca di Papa) (terza o quarta domenica di settembre)
  - Sagra dell'Uva Italia (Colonna, quarta domenica di settembre)
  - Sagra della Bruschetta (Rocca Priora, prima metà del mese di agosto)
- Eventi
  - Settimana Europea della Ricerca (Frascati)
  - Fiera di Grottaferrata (Grottaferrata)
  - Bovillestate (Marino)
  - Notte bianca (Albano Laziale)
  - Notte verde (Rocca di Papa)
  - Festival musicale Franz Liszt (Albano Laziale ed Ariccia)
  - Festival degli sconosciuti (Ariccia)
  - Fiera di Galloro (Ariccia)
  - Festa della Musica (Lanuvio)
  - Fiera Intercontinentale delle Orchidee (Monte Porzio Catone)
  - Sfida dei Borghi (Monte Compatri)

In tutti i centri dei Colli Albani nei mesi estivi si svolgono eventi legati alla manifestazione Giochi d'acqua e di verde.

### Istituzioni, enti e associazioni

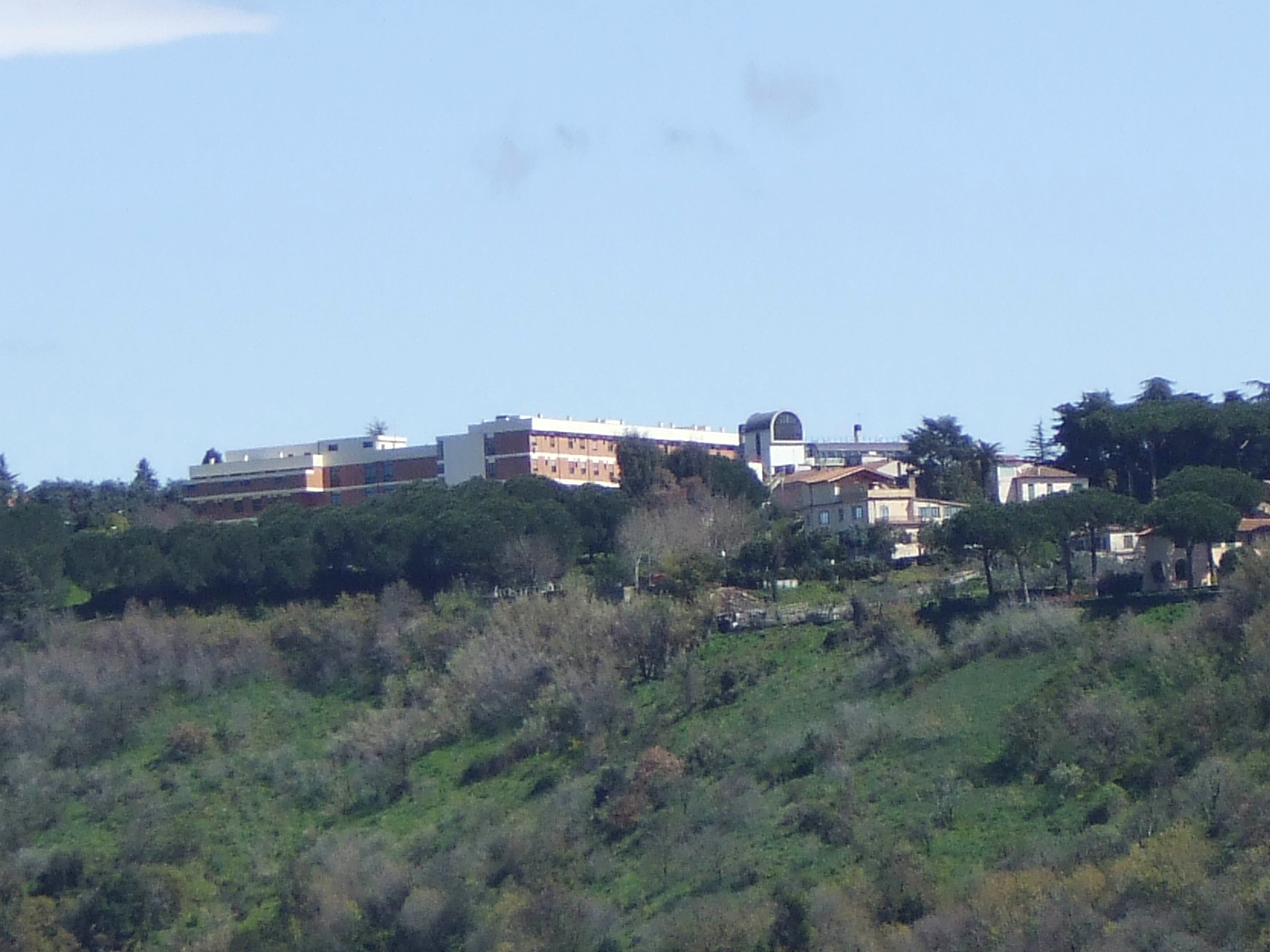
L'Ospedale Civile "E. De Santis" di Genzano di Roma

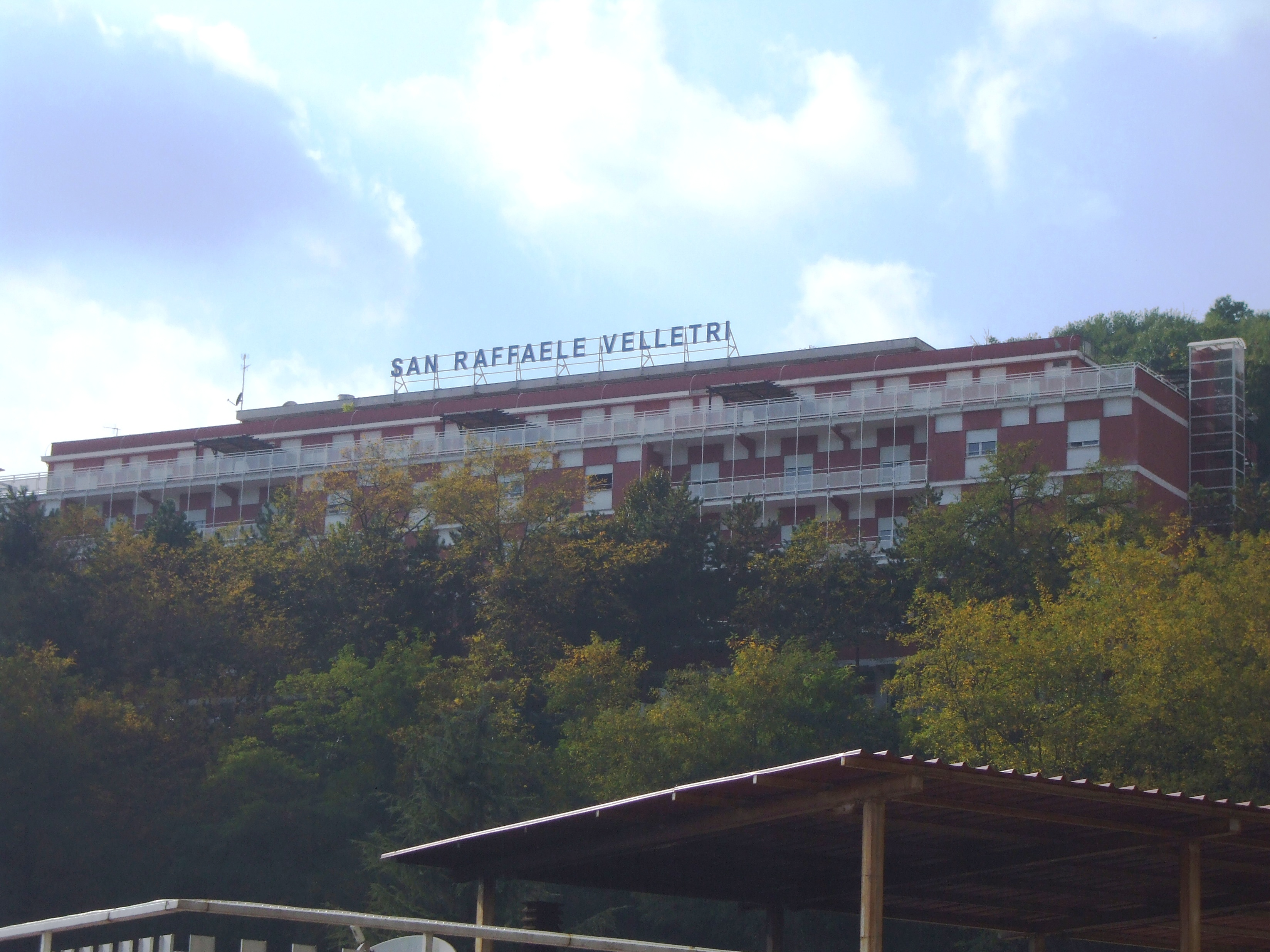
La casa di cura "San Raffaele" di Velletri

L'intero territorio dei Castelli è incluso nella ASL RMH, che comprende tutta la parte meridionale della provincia di Roma. L'ASL è stata divisa in vari distretti sanitari, quattro dei quali coprono l'area castellana. Sette ospedali dei nove ospedali pubblici dell'intera ASL sono situati ai Castelli.
- Distretto Sanitario H1 (Frascati, Colonna, Monte Porzio Catone, Monte Compatri, Rocca Priora, Rocca di Papa, Grottaferrata)
- Ospedale Civile "San Sebastiano" (Frascati)
- Ospedale Civile "A. C. Cartoni" (Rocca Priora).
- Distretto Sanitario H3 (Marino, Ciampino);
- Ospedale Civile "San Giuseppe" (Marino).
- Distretto Sanitario H2 (Castel Gandolfo, Albano Laziale, Ariccia, Genzano di Roma, Nemi, Lanuvio);
- Ospedale Civile "San Giuseppe" (Albano Laziale)
- Ospedale Specializzato "L. Spolverini" (Ariccia)
- Ospedale Civile "E. De Santis" (Genzano di Roma).
- Distretto Sanitario H5 (Velletri, Lariano);
- Ospedale Civile "P. Colombo" (Velletri).

Inoltre, tra le strutture sanitarie private più notevoli vanno menzionate l'Ospedale "Regina Apostolorum" di Albano Laziale, l'Istituto Neurotraumatologico Italiano a Grottaferrata, la Casa di Cura "San Raffaele" a Velletri e l'omonima di Rocca di Papa, la Casa di cura Villa delle Querce a Nemi e l'Ospedale San Giovanni di Dio a Genzano di Roma.

## Cultura

### Istruzione

#### Scuole superiori
- Licei classici e linguistici

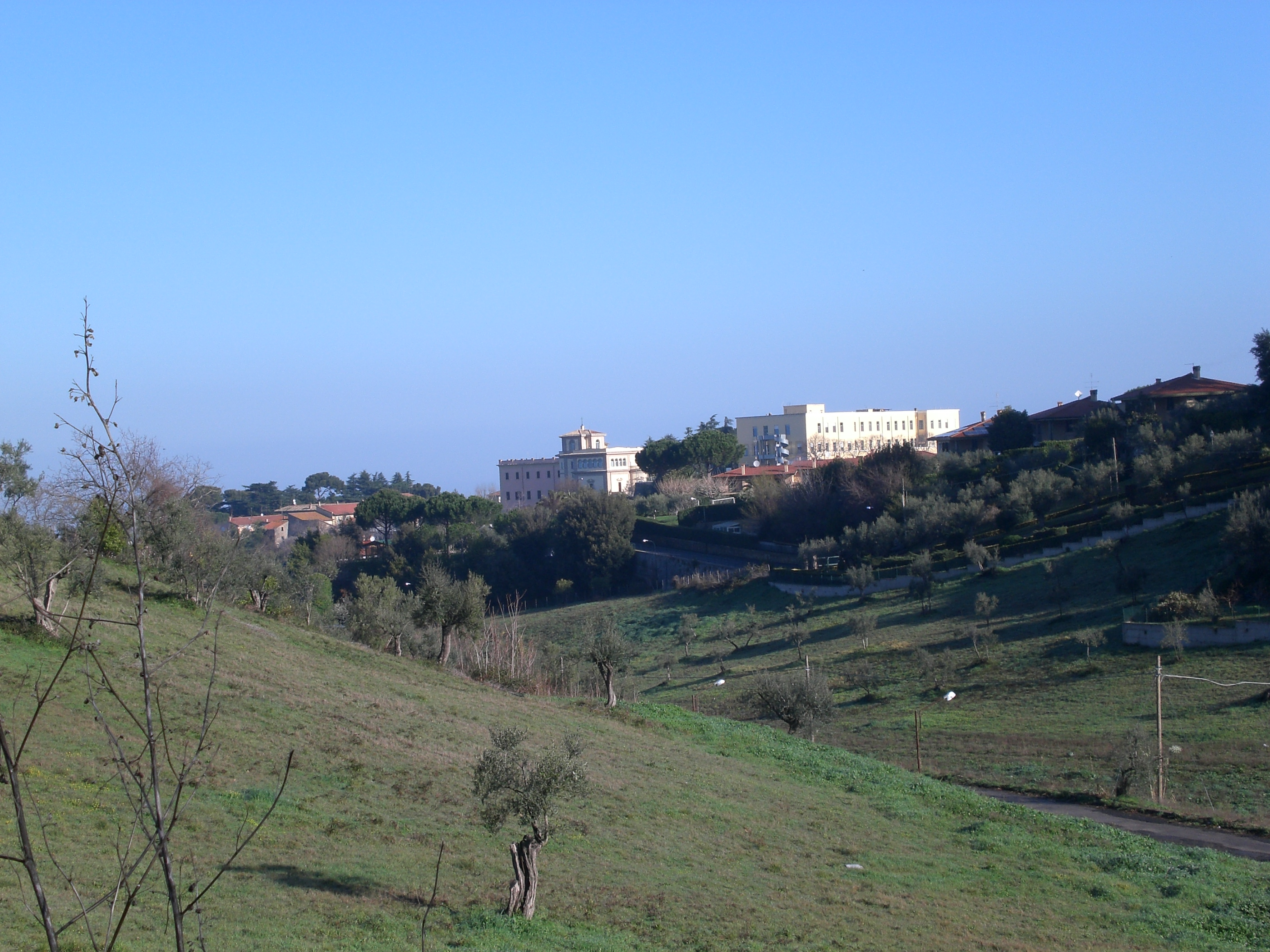
L'Istituto Paritario Villa Sora a Frascati

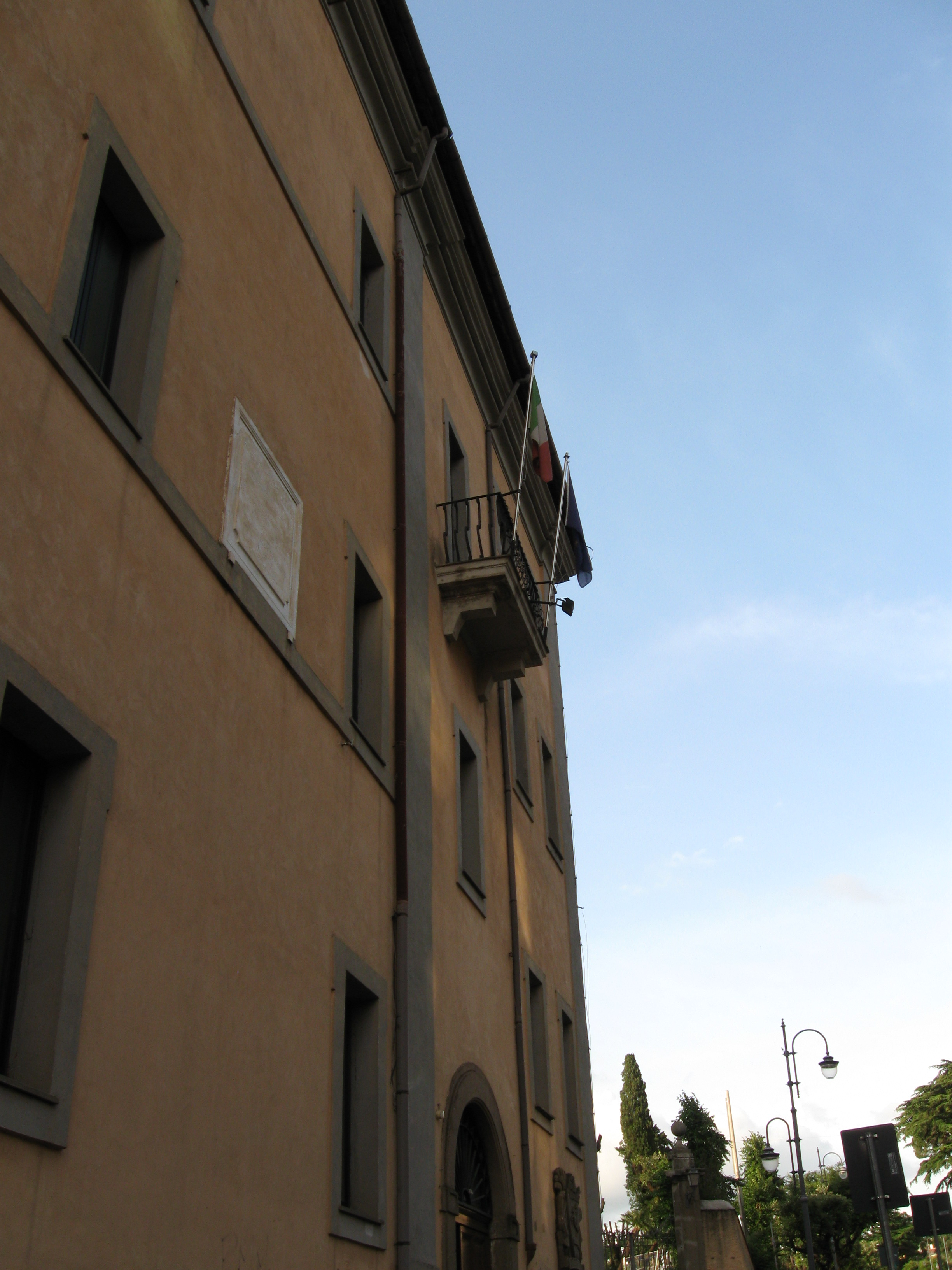
L'Istituto Statale d'Arte Paolo Mercuri a Marino

  - Istituto Superiore Mancinelli-Falconi (Velletri)
  - Liceo classico statale Ugo Foscolo (Albano Laziale)
  - Liceo Classico Statale Marco Tullio Cicerone (Frascati)
  - Liceo classico statale sperimentale James Joyce (Ariccia)
  - Istituto Paritario Villa Sora (Frascati)
  - Istituto Paritario San Leonardo Murialdo (Albano Laziale)
  - Liceo Classico Privato Papa Benedetto XV (Grottaferrata)
- Licei scientifici
  - Liceo Scientifico Ascanio Landi (Velletri)
  - Liceo Scientifico Bruno Touschek (Grottaferrata)
  - Liceo Scientifico Giovanni Vailati (Genzano di Roma)
  - Istituto Paritario Villa Sora (Frascati)
  - Istituto Paritario San Leonardo Murialdo (Albano Laziale)
- Licei ed istituti artistici
  - Istituto Statale d'Arte Paolo Mercuri (Marino)
  - Istituto d'arte di Velletri (Velletri)
  - Liceo Artistico Paritario San Giuseppe (Grottaferrata)
- Istituti tecnici
  - Istituto Tecnico Industriale Giancarlo Vallauri (Velletri)
  - Istituto Tecnico Industriale Enrico Fermi (Frascati)
  - Istituto Tecnico Commerciale Professionale Statale Cesare Battisti (Velletri)
  - Istituto Tecnico Agrario Privato Europa Unita (Frascati)
- Istituti professionali
  - Istituto Superiore Via Luigi Novelli (Velletri)
  - Istituto Professionale di Stato per i Servizi Commerciali e Turistici Nicola Garrone (Albano Laziale)
  - Istituto Professionale di Stato per i Servizi Commerciali e Turistici Maffeo Pantaleoni (Frascati)
  - Istituto di Istruzione Superiore Sandro Pertini (Genzano di Roma)
- Centri di formazione professionale
  - Centro di formazione professionale della provincia di Roma (Marino)
  - Centro di formazione professionale San Girolamo Emiliani (Albano Laziale)
  - Albafor (Cecchina di Albano Laziale)

#### Università
A Velletri è ospitata la sede della Facoltà di Agraria dell'Università della Tuscia, che oltre ad essere l'unica facoltà universitaria di questo tipo nel Lazio è stata per diversi anni anche la miglior facoltà italiana secondo la classifica de La Repubblica-Censis.
A Marino invece, in località Due Santi, è ospitata dal 1996 la sede italiana della University of Texas at Dallas.
A Frascati è ospitata l'Università Popolare dei Castelli Romani, (UPCAR) di cui il Presidente è Massimo Marciano.

#### Seminari
Nei Castelli Romani sono storicamente attivi tre seminari diocesani per la formazione dei nuovi sacerdoti cattolici, a Frascati, Albano Laziale e Velletri, ovvero nelle tre sedi vescovili suburbicarie.
Il seminario vescovile di Albano Laziale venne creato nel 1628 dal cardinale vescovo Carlo Emanuele Pio di Savoia e rimase aperto tra alterne vicende fino al 1921. Fu riaperto nel 1949 nel vasto complesso situato presso la Chiesa di San Paolo, come Pontificio Seminario Interdiocesano Pio XII.
A Frascati è rimasto un Istituto superiore di scienze religiose, ospitato nei locali attigui al Santuario di Santa Maria del Capocroce. Un altro istituto simile è presente anche a Velletri.

#### Ricerca

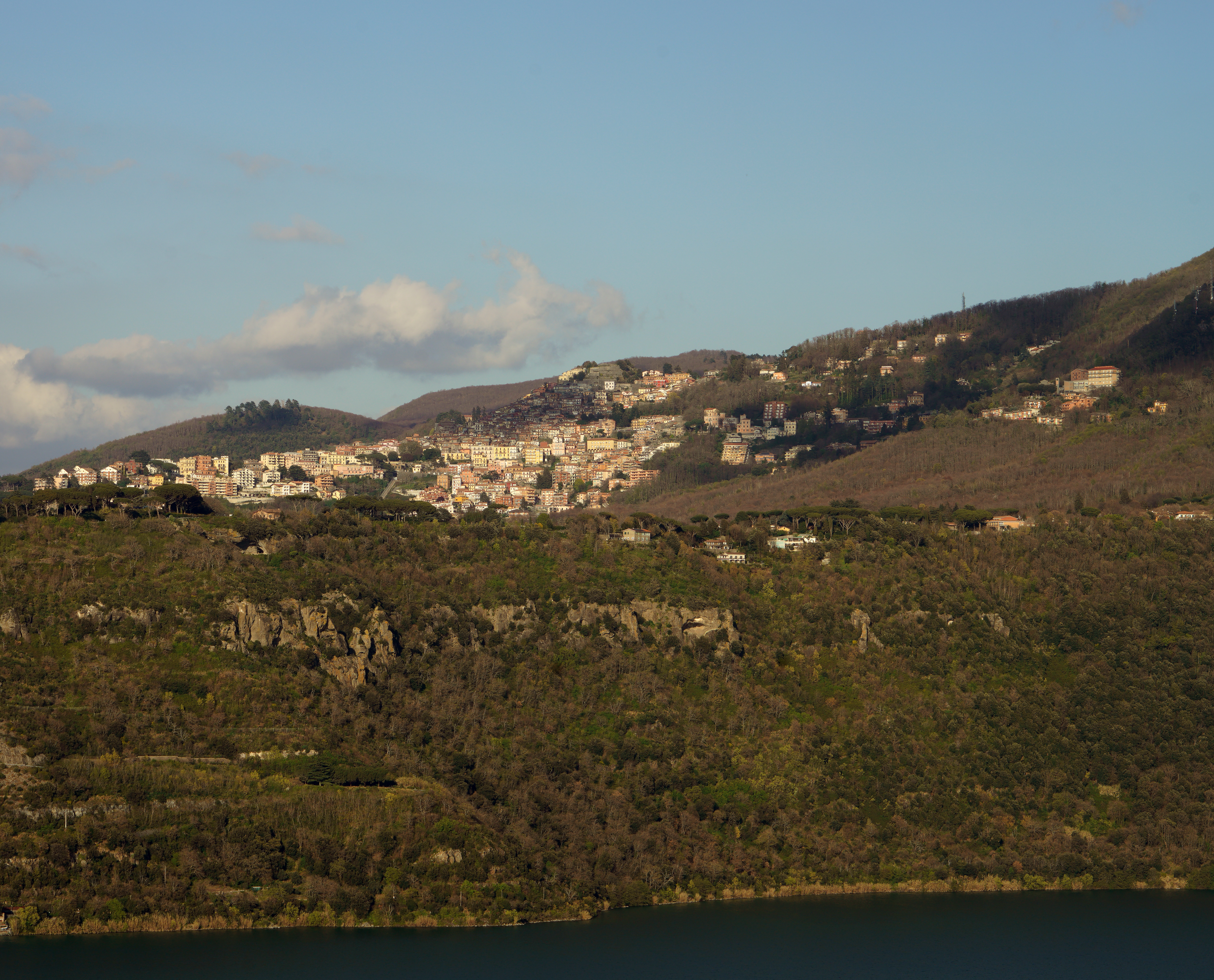
Il centro storico di Rocca di Papa, dominato dall'edificio dell'ex-Osservatorio Geodinamico

A Frascati è collocato l'ESRIN (European Space Research Institute), uno dei più importanti centri di ricerca spaziale dell'Agenzia Spaziale Europea: i compiti della base di Frascati includono la raccolta, l'archiviazione e la distribuzione di dati satellitari agli altri partner dell'ESA; oltre a ciò, la struttura agisce come centro di informazione tecnologica per l'intera agenzia.
Il centro ESA di Frascati non è l'unico centro di osservazione satellitare presente ai Castelli: a Monte Porzio Catone è situato un famoso osservatorio astronomico, la cui costruzione iniziò nel 1939 e venne portata a termine nel 1965: l'edificio era una sede distaccata dell'Osservatorio Astronomico Nazionale di Roma, e venne concepito come struttura divulgativa e da destinare ad usi didattici, tanto che ospita il Museo dell'Osservatorio di Monte Porzio.
Frascati ospita anche una sede dell'Istituto nazionale di fisica nucleare (Laboratori nazionali di Frascati), e dell'ENEA (Ente per le nuove tecnologie, l'energia e l'ambiente).
A Rocca di Papa nel 1889 lo scienziato Michele Stefano De Rossi fondò l'Osservatorio Geodinamico Reale, ospitato nei locali dell'antica fortezza pontificia, che ospitò tra l'altro alcuni esperimenti di Guglielmo Marconi tra il 1922 ed il 1935. Nella struttura dell'ex-Osservatorio ha sede il Museo di geofisica di Rocca di Papa.
Presso il Palazzo Pontificio di Castel Gandolfo, in territorio vaticano, ha sede dal 1935 la Specola Vaticana, l'osservatorio astronomico della Santa Sede. Nel 1955 i religiosi gesuiti che si occupano della Specola parteciparono alla realizzazione della Carta del Cielo assieme ai maggiori osservatori del mondo; a partire dal 1995 tuttavia il peggioramento della visibilità nel cielo fortemente inquinato dei Castelli ha spinto i religiosi a trasferirsi in Arizona, negli Stati Uniti d'America.
Per quanto riguarda il controllo dei cambiamenti climatici, nei Castelli Romani sono installate molte stazioni meteorologiche: la stazione meteorologica di Colonna, quella di Grottaferrata, la quella di Ciampino, la stazione di Rocca di Papa, la stazione di Ariccia, la stazione di Genzano di Roma e la stazione meteorologica di Velletri.
A Monte Porzio Catone è situato il Centro di Ricerca dell'INAIL che si occupa di Salute e Sicurezza del Lavoro.

### Biblioteche
Nel 1991 è nato il Sistema Bibliotecario dei Castelli Romani (SBCR), primo consorzio bibliotecario della Regione Lazio. Il 31 luglio 1995 undici comuni dei Castelli danno vita ufficialmente al Consorzio SBCR, dal 1998 i comuni membri sono sedici.

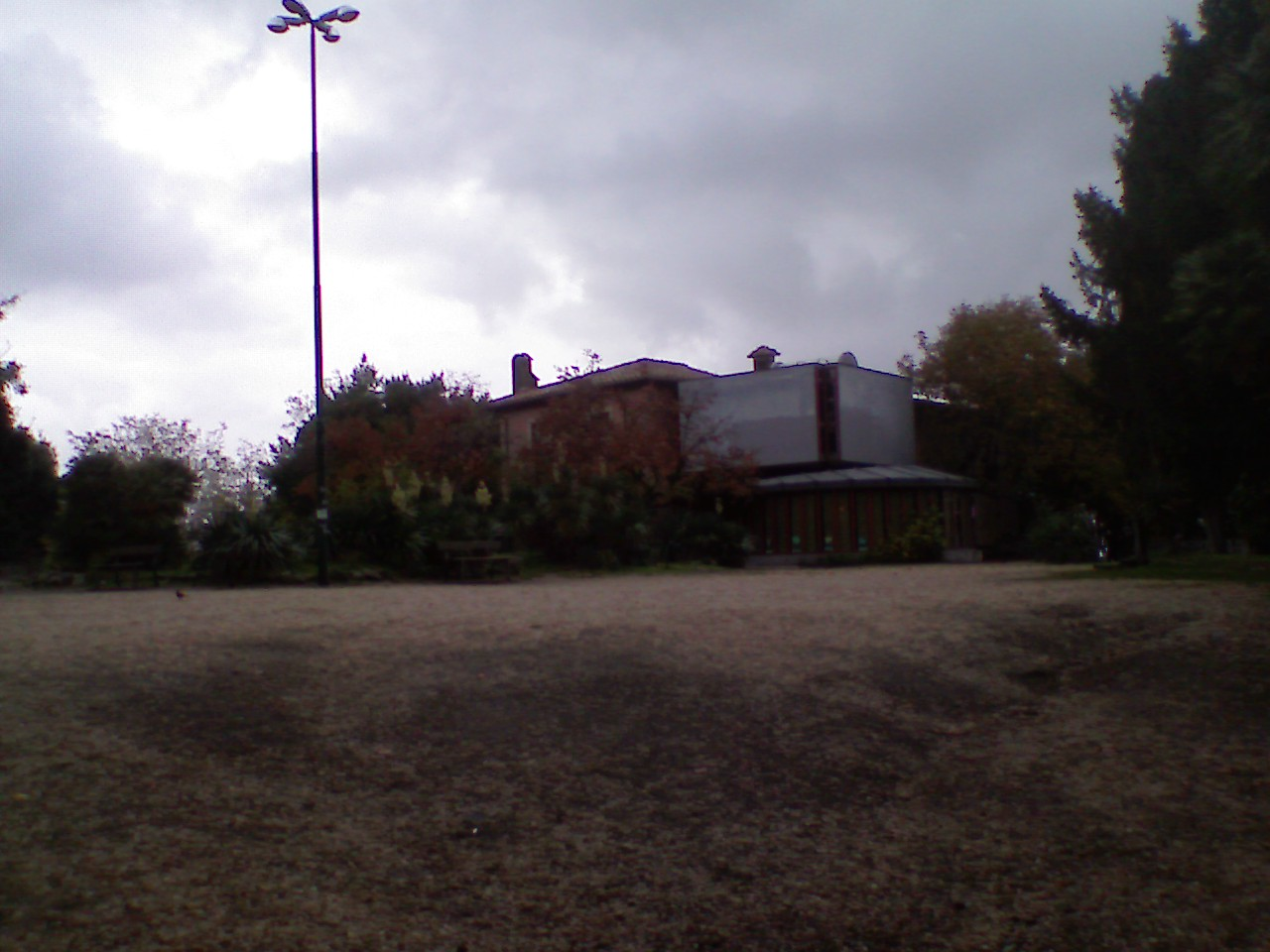
La Biblioteca Comunale "Vittoria Colonna" ospitata in Villa Desideri a Marino

Le biblioteche comunali che fanno parte del Consorzio SBCR sono:
- Biblioteca Comunale di Albano Laziale (11 000 volumi, inaugurata 1995)
- Biblioteca Comunale di Cecchina (Albano Laziale) (8 725 volumi, inaugurata 1982)
- Biblioteca Comunale di Pavona (Albano Laziale) (8985 volumi, inaugurata 1976)
- Biblioteca Comunale di Ciampino "Pier Paolo Pasolini" (inaugurata 1997)
- Biblioteca Comunale di Colonna "Elsa Morante" (4986 volumi, inaugurata 1980)
- Biblioteca Archivio Storico Comunale di Frascati (inaugurata 1966)
- Biblioteca Comunale per ragazzi di Frascati "Casa di Pia" (inaugurata 1997)
- Biblioteca Comunale di Genzano di Roma "Carlo Levi" (inaugurata 1972)
- Biblioteca Comunale di Grottaferrata "Bruno Martellotta" (inaugurata 1968)
- Biblioteca Comunale di Lanuvio "Francesco Dionisi" (inaugurata 1983)
- Biblioteca Comunale di Marino "Vittoria Colonna" (23.000 volumi, inaugurata 1984)
- Biblioteca Comunale di Monte Compatri (inaugurata 2003)
- Biblioteca Comunale di Monte Porzio Catone "Marco Albertazzi" (inaugurata 1997)
- Biblioteca Comunale di Rocca di Papa (inaugurata 1975)
- Biblioteca Comunale di Rocca Priora "Luigi Porcari" (inaugurata 1982)
- Biblioteca Comunale di Colle di Fuori "Giovanni Cena" (Rocca Priora)
- Biblioteca Comunale di Velletri "Augusto Tersenghi (inaugurata 2000)
- Biblioteca Comunale di Lariano " (inaugurata 2007)
- Biblioteca Diffusa - Club Medici

E altri 7 fra punti di lettura e di prestito.

### Musei

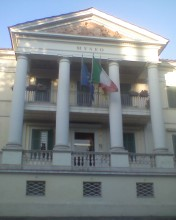
Il Museo Civico Archeologico di Albano Laziale, ospitato in Villa Ferrajoli

I Castelli Romani ospitano numerose strutture museali:
- Museo Archeologico Tuscolano (Frascati)
- Museo Etiopico "Guglielmo Massaia" (Frascati)
- Museo Civico Umberto Mastroianni (Marino)
- Museo delle arti e tradizioni popolari (Marino)
- Museo delle memorie di guerra (Marino)
- Polo Museale Cinematografico sul '900 (Marino)
- Museo di Geofisica di Rocca di Papa (Rocca di Papa)
- Museo Civico Archeologico (Albano Laziale)
- Museo della Seconda Legione Partica (Albano Laziale)
- Museo del Barocco Romano (Ariccia)
- Museo Civico Lanuvino (Lanuvio)
- Museo delle navi romane (Nemi)
- Pinacoteca di San Silvestro (Monte Compatri)
- Museo dell'Osservatorio (Monte Porzio Catone)
- Museo Diffuso del Vino (Monte Porzio Catone)
- Museo della Città (Monte Porzio Catone)
- Museo Civico Archeologico Oreste Nardini (Velletri)
- Museo Diocesano (Velletri)

### Media

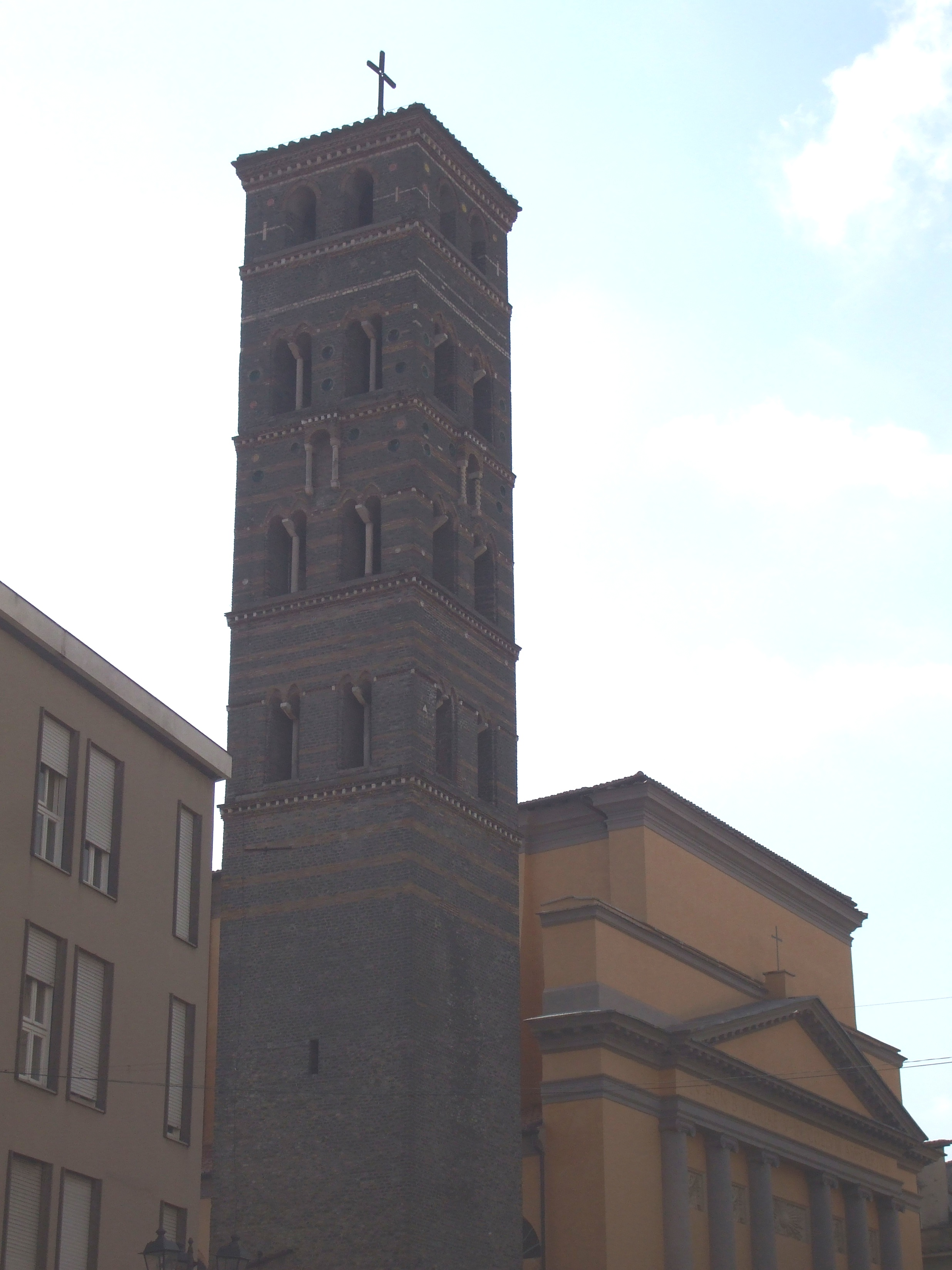
La Torre del Trivio presso la chiesa di Santa Maria del Trivio, simbolo della città di Velletri.

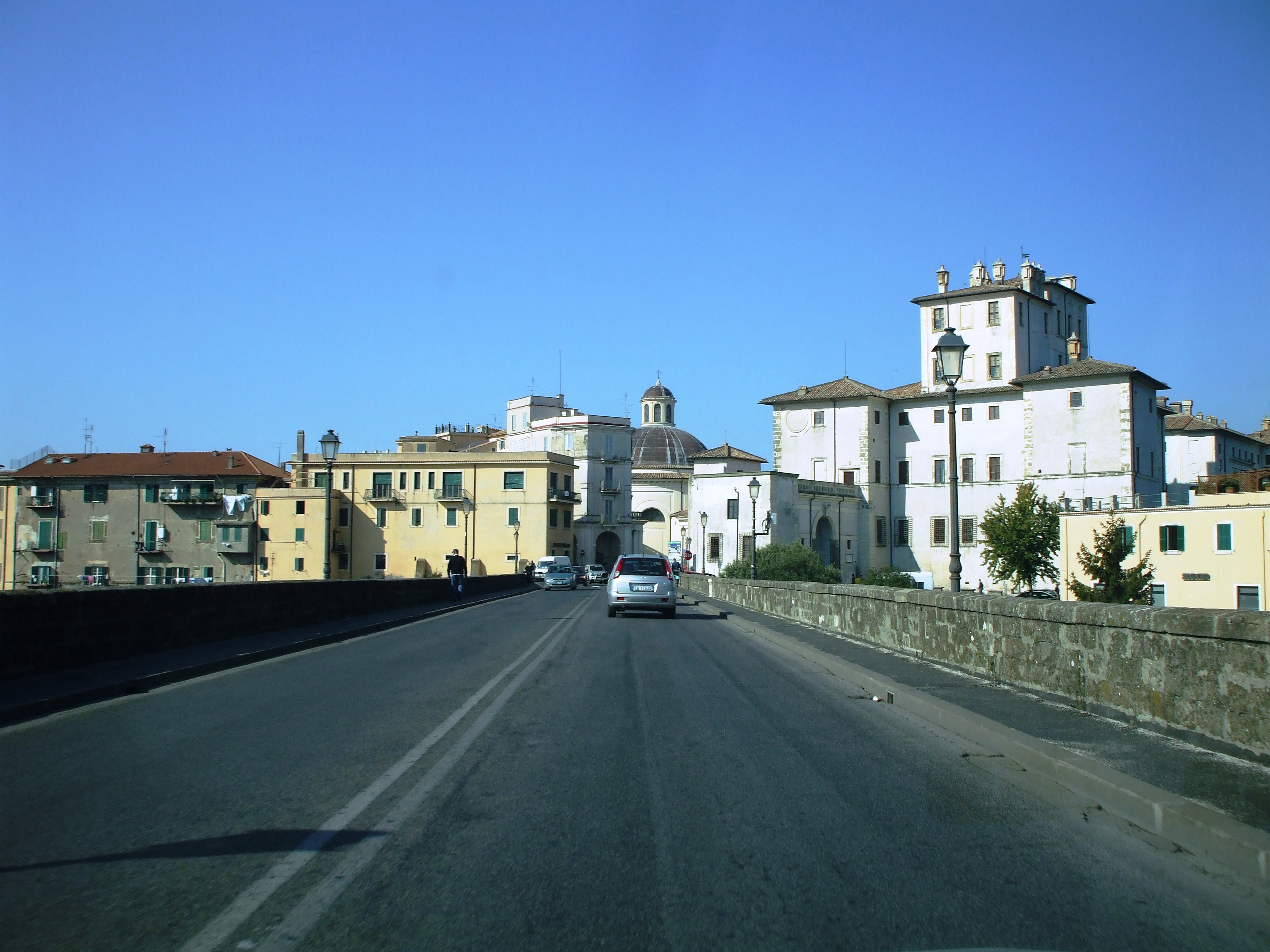
Il centro storico di Ariccia da ponte San Rocco.

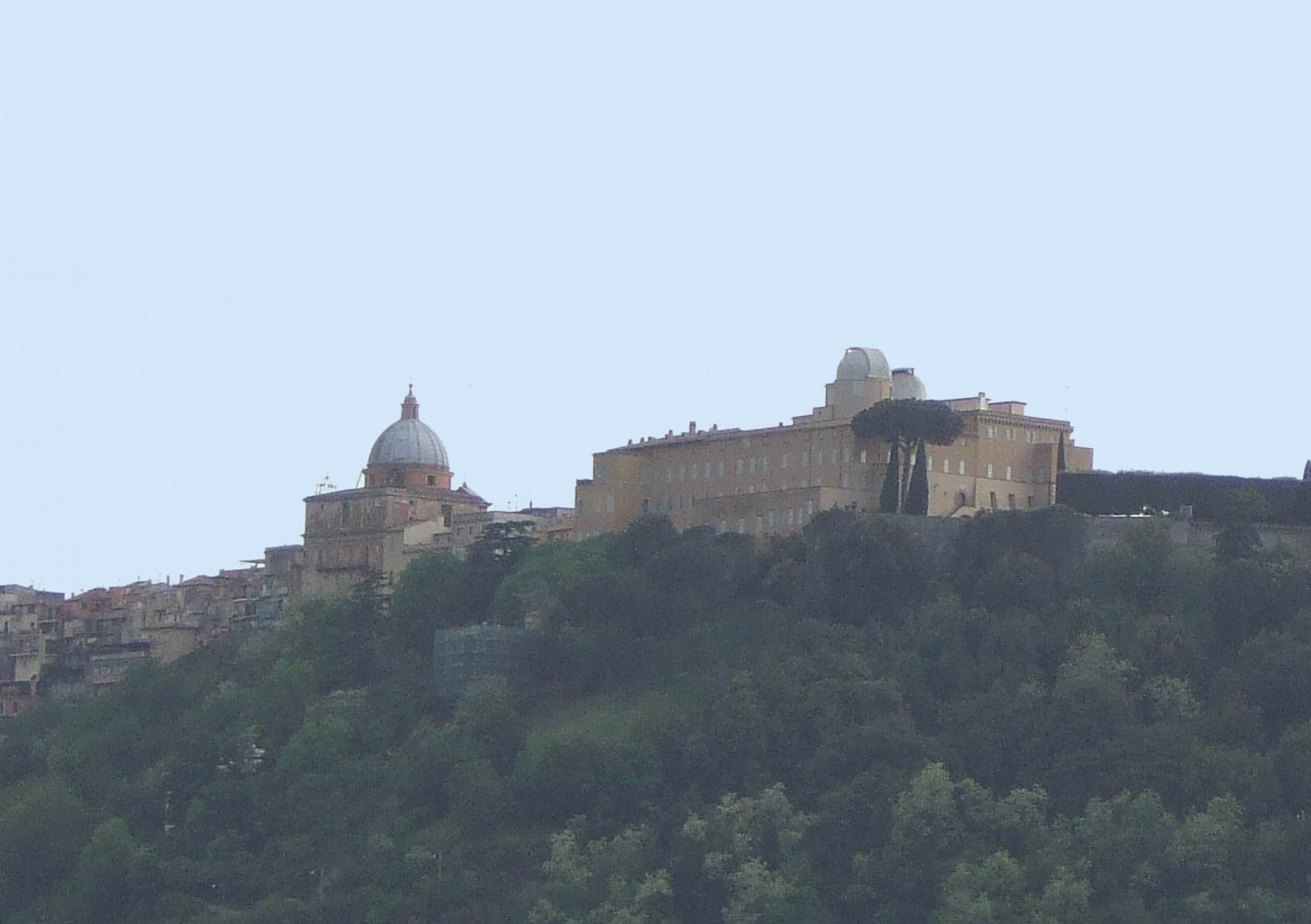
Il Palazzo Pontificio di Castel Gandolfo con la cupola della Collegiata e quella della Specola Vaticana

#### Stampa nazionale
Le notizie provenienti dai Castelli Romani trovano a volte spazio in testate giornalistiche nazionali come il Tempo e Il Messaggero. Proprio quest'ultimo dedica ogni giorno la seconda pagina dell'edizione locale di Roma all'area dei Castelli Romani; anche La Repubblica e Corriere della Sera menzionano spesso notizie castellane nelle pagine riservate alla cronaca di Roma.

#### Radio
- Radio Libera Tutti (Genzano di Roma)
- Radio Zat (Radio CAG Castelli Romani(radio WEB))
- Radio Effetto Musica (Albano Laziale)
- RCV Radio (Albano Laziale)
- Radio Canale Zero (Genzano di Roma)
- Radio Dimensione Zero (Monte Compatri)
- Radio Delta Velletri Stereo (Velletri)
- Radio Mania (Velletri)
- Soloradio (Castelgandolfo)

#### Stampa locale
I Castelli Romani vantano un'antica tradizione di stampa locale. Il primo giornale locale stabilmente pubblicato fu Il Bullettino di Velletri e del Lazio, risalente al 1870. In seguito, sono stati pubblicati Il Censore (a Velletri, 1878-1879), La Falce, quindicinale pubblicato a Velletri e Frosinone tra il 1881 ed il 1886, L'Avvenire del Lazio, quotidiano di Albano Laziale, Frascati e Velletri uscito tra il 1881 ed il 1888, Il Nuovo Censore, settimanale edito tra il 1882 ed il 1915 a Velletri, La Gazzetta di Velletri (1884), Camicia Rossa, giornale repubblicano a frequenza irregolare tra il 1884 ed il 1887 nel velletrano, La Sfinge Volsca, mensile di enigmistica pubblicato nel decennio 1890-1900, La Favilla (1897-1913), L'incubo (1905-1907), In Alto! (1908), Abbattiamo per riedificare, quindicinale socialista del Lazio edito tra il 1908 ed il 1909, il settimanale La Democrazia (1910-1911), Il Fargo (1912), Lo studente (1913), Il lavoratore (1913-1914), Velester (1929-1930), L'Araldo (1961) ed infine La Torre, edito a Velletri e Lariano, assieme a Il Cittadino, Velletri Oggi, L'Artemisio e Milleluci.

#### Stampafree-press
I giornali free-press, ovvero gratuiti, sono molto diffusi ai Castelli Romani. L'unico quotidiano è Cinque Giorni, gratuito con sede operativa a Roma, diffuso in tutti comuni del quadrante meridionale e di quello orientale della provincia di Roma.
Altri importante giornale gratuiti sono Controluce, mensile d'attualità e cultura con sede a Montecompatri, Il Mamilio, specializzato soprattutto in sport, con sede a Frascati, Il Tuscolo, Il Catone, mensile dell'area tuscolana, con sede a Colonna, Il Corriere Tuscolano con sede a Grottaferrata. Diffuso invece sia a Roma che in molti centri dei Castelli Romani il mensile Quaderni Tuscolani, magazine patinato generalista, protagonista di numerose interviste a personaggi del mondo dello spettacolo, dello sport, della cultura e della politica; ha la sede legale a Rocca Priora. Anche Il Caffè, quindicinale di Aprilia, ha una sua edizione appositamente pensata per l'area. Si occupa di Castelli, oltre che dell'area tiburtina, anche il settimanale Città Metropolitana.
A Velletri vi è Free News, Lo Specchio Civico, Il Corriere del Cittadino. Tutti i giornali free press veliterni si occupano anche di argomenti inerenti ai paesi limitrofi.
A Rocca di Papa viene diffuso La Spiga, un bimestrale free-press con tiratura di 6500 copie ad uscita, operativo fin dal 1992.
A Marino, Ciampino, Albano Laziale, Castel Gandolfo, Frascati e Grottaferrata è pubblicato il mensile Giorno per giorno, che ha sede operativa a Marino; oltre al sempre mensile "La Voce dei Castelli", distribuito anche in zone limitrofe e frazioni minori, come Santa Maria delle Mole.
Le amministrazioni comunali di Marino, Rocca di Papa e Ciampino garantiscono un servizio di informazione al cittadino chiamato Comune Informa. Ad Albano Laziale un sistema di informazione simile è on-line sul sito del comune. Ariccia pubblica allo stesso modo il suo Aricia.

#### Riviste locali
Esistono varie riviste d'area dei Castelli Romani. Una delle più importanti è Vivavoce, con uscita mensile e sede operativa a Frascati.
Nel 1956 Vincenzo Misserville fondò la rivista mensile Castelli Romani, il cui sottotitolo è "vicende - uomini - folclore", che tra alterne vicende è stampata ancor oggi ad Ariccia.

#### Televisione
Era attiva nella zona l'emittente televisiva TeleTuscolo. Questa emittente inizia le trasmissioni nel 1976 da Frascati, servendo anche la zona sud-est della città di Roma. Nel 1988 l'emittente si affilia al circuito nazionale Supersix, e nei primi anni novanta trasferisce la sua sede a Morena. Nel 2006 l'emittente cessa le trasmissioni. Pochi anni dopo il marchio viene rilevato dal Gruppo Amici per la Tv che lo ripropone prima col nome Canale 23-Teletuscolo, poi solo Teletuscolo.
L'emittente televisiva regionale Lazio TV ha attivato una redazione dedicata ai Castelli Romani con sede a Velletri che trasmette notiziari quotidiani nel telegiornale delle 13:00, in quello delle 20:00 e in quello delle 23:30.

### Cinema
Il Comune di Marino in collaborazione con l'associazione Archivi del '900 ha deciso di creare entro la fine del 2008 un Polo Museale Cinematografico sul '900 a Marino, con sede in Palazzo Colonna.
Durante la Festa del Cinema di Roma 2007, alcuni eventi sono stati ospitati presso gli spazi espositivi delle Scuderie Aldobrandini di Frascati.
A Velletri agli inizi del XX secolo sorsero gli stabilimenti cinematografici Helios Film. Il primo film uscito da questi stabilimenti è stato del 1911, col titolo L'Inferno, basato sull'inferno dantesco: film muto, in bianco e nero, della durata di 15', è stato girato interamente nelle campagne di Velletri e presso il lago di Giulianello, sotto Cori; è stato rinvenuto nella Filmoteca Vaticana e presentato restaurato nel I festival del cinema dei Castelli Romani a Ciampino. La Helios perse per questo film una causa con la Milano Films, autrice di un altro Inferno praticamente coevo di questo, che viene considerato il primo lungometraggio della storia del cinema italiano.

### Teatro
L'attività teatrale ai Castelli Romani è sempre stata molto vitale, soprattutto nei centri più grandi come Velletri, Albano Laziale, Frascati e Marino.
A Velletri già a partire dal Medioevo era stato costruito il Teatro della Passione, che consisteva in un grande palco situato nell'attuale piazza Metabo, sul quale durante la Settimana Santa venivano rappresentate appunto le vicende della Passione di Gesù. Il Teatro della Passione, di proprietà della Confraternita del Gonfalone di San Giovanni in Plagis, venne raso al suolo da quest'ultima nel 1765 per erigere al suo posto un granaio. Le rappresentazioni teatrali pubbliche tuttavia vennero spostate al piano terra del Palazzo Comunale. Sempre a Velletri, già nel 1850 era stata fondata una Società Accademica Filodrammatica ospitata presso Palazzo Graziosi.

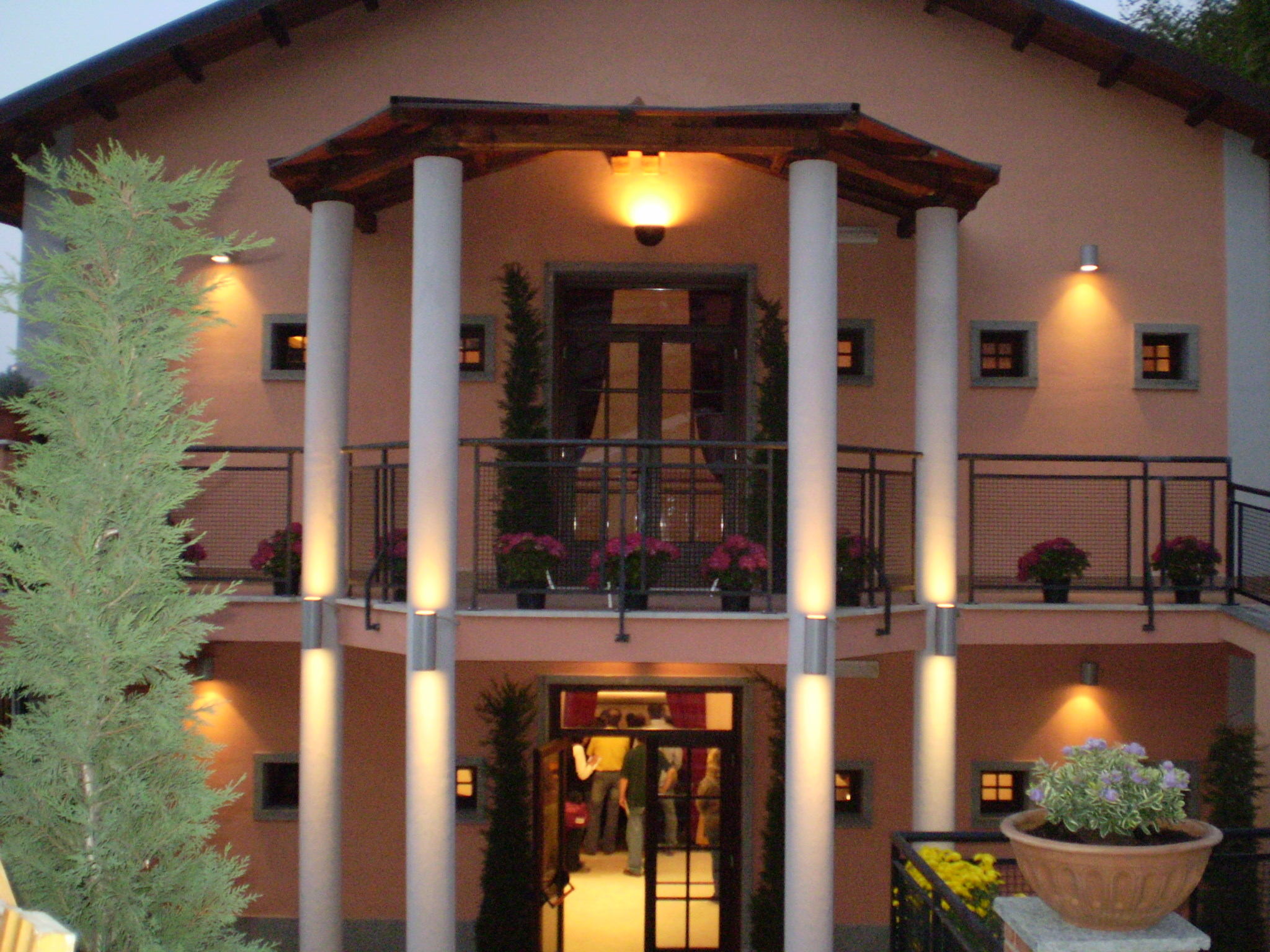
Il Teatro Comunale di Rocca di Papa

I teatri aperti nelle varie località castellane sono numerosi:
- Teatro Capocroce (Frascati)
- Auditorium monsignor Guglielmo Grassi (Marino)
- Teatro delle Ore (Marino)
- Sala Teatro "Uberto Bazzi" (Castel Gandolfo)
- Teatro Alba Radians (Albano Laziale)
- Teatro Istituto Murialdo (Albano Laziale)
- Teatro Comunale (Rocca di Papa)
- Cinema-Teatro Cynthianum (Genzano di Roma)
- Teatro Ugo Tognazzi (Velletri)
- Teatro di Terra (Velletri)
- Teatro Artemisio (Velletri)
- Teatro Aurora (Velletri)

### Musica

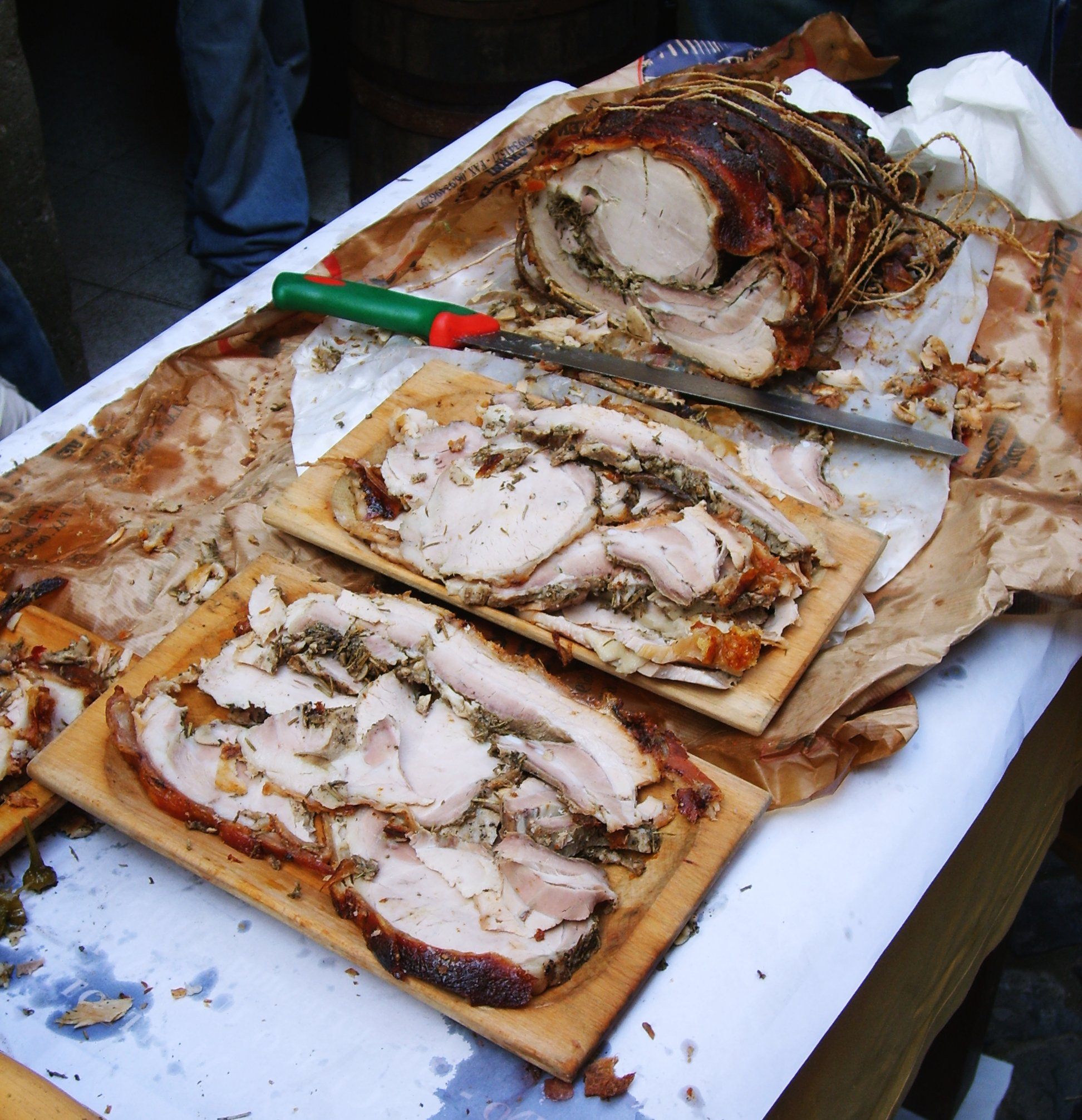
Porchetta di Ariccia alla Sagra dell'Uva di Marino.

Tra le curiosità che riguardano il comprensorio è da segnalare la celebre canzone popolare "'Na gita a li Castelli", scritta da Franco Silvestri nel 1926 e cantata tra gli altri da Claudio Villa e Lando Fiorini. La zona dei Castelli romani rivestiva evidentemente già nei primi anni del XX secolo un grande interesse, soprattutto per la bellezza del paesaggio e per la qualità dei suoi vini, oltre che per la buona tavola.

### Cucina
La gastronomia dei Castelli Romani è sempre stata rinomata nel panorama regionale e nazionale: basti pensare alle tradizionali scampagnate fuori porta che portavano abitanti e visitatori di Roma sulle tavole delle fraschette castellane. Ancora negli anni cinquanta Renato Rascel in Arrivederci Roma decantava il celebre ristorante La Tranquillità di Squarciarelli, in comune di Grottaferrata. Grottaferrata ed Ariccia sono conosciute per il turismo gastronomico, la prima località per i numerosi ristoranti dove si può mangiare cucina caratteristica romana, la seconda grazie alle fraschette, fenomeno di costume che ormai caratterizza il paese. Frascati invece è rinomata per la cucina d'élite, data la presenza di diversi ristoranti prestigiosi a livello regionale; tuttavia locali prestigiosi sono diffusi in tutti i Castelli Romani: a Velletri il ristorante Benito al bosco è il cuoco ufficiale della Presidenza del Consiglio dei ministri.
Grande importanza ha senz'altro il celebre pane casareccio di Genzano, unico prodotto con Indicazione geografica protetta della zona nonché unico prodotto di panetteria certificato IGP d'Italia insieme alla coppia Ferrarese e al pane di Matera.
È da ricordare anche il rinomato Pane di Lariano.

## Infrastrutture e trasporti

### Strade
L'Autostrada del Sole è raccordata al Grande Raccordo Anulare dalla A1 Diramazione Sud, lunga venti chilometri. La diramazione parte a San Cesareo e attraversa il territorio dei comuni di Rocca Priora, Monte Compatri e Monte Porzio Catone, in cui al chilometro 10 si trova uno svincolo. Al chilometro 14, in comune di Frascati, c'è un'area di servizio che porta il nome del comune, prima di entrare nel territorio di Roma.
La strada statale più importante che attraversa il territorio castellano è la Strada statale 7 Via Appia, che solca i comuni di Marino, Castel Gandolfo, Albano Laziale, Ariccia, Genzano di Roma e Velletri. Sono state realizzate, in corrispondenza dei centri abitati di Albano Laziale, Genzano di Roma e Velletri, delle vie tangenziali all'abitato che garantiscono maggiore scorrevolezza al traffico. Una tangenziale è anche in progettazione ad Ariccia.
Un'altra strada statale è la Strada statale 140 del Lago Albano, o del Lago Olimpico, estesa circa due chilometri tra i comuni di Marino e Castel Gandolfo.
L'unica ex-strada statale regionalizzata presente sul territorio dei Castelli Romani è la Strada Regionale 207 Nettunense, che attraversa i comuni di Marino, Castel Gandolfo, Albano Laziale, Ariccia e Genzano di Roma. Per un breve tratto lambisce inoltre una porzione di territorio del comune di Lanuvio.

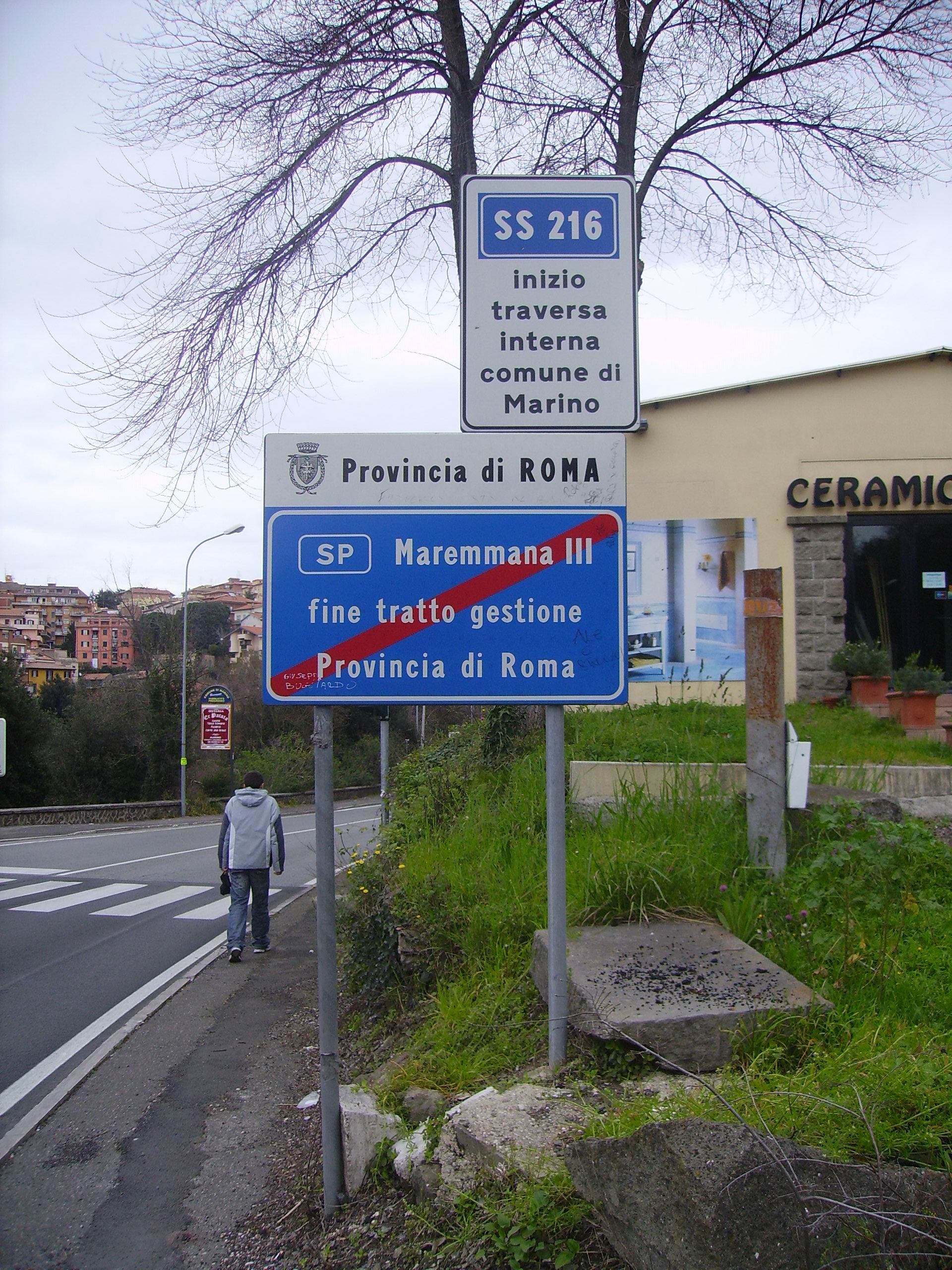
La fine del tratto urbano gestito dal Comune di Marino al chilometro 21.5 della Strada statale 216 Maremmana III

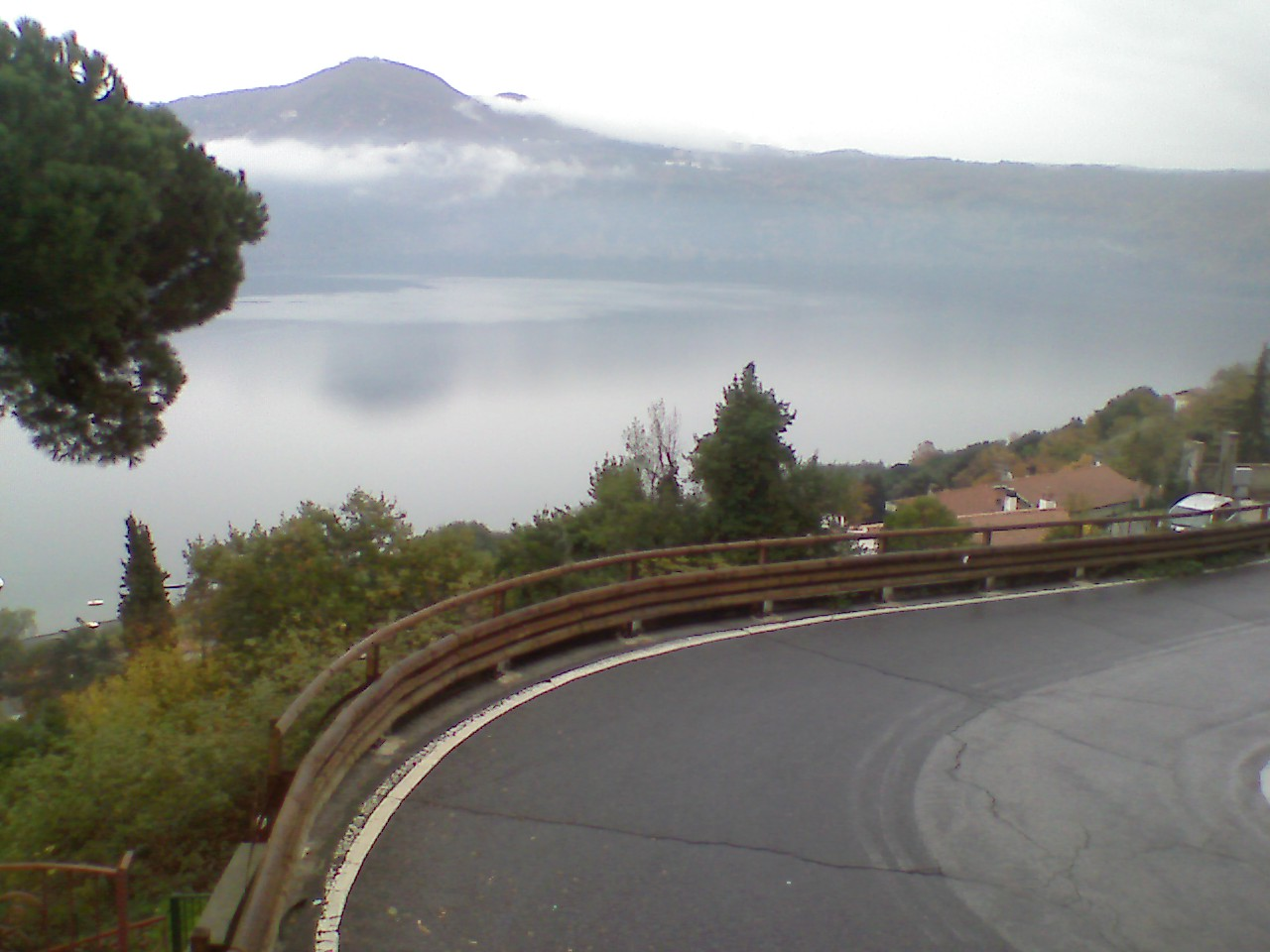
Il curvone della Strada statale 140 del Lago Albano a Castel Gandolfo

Sono strade provinciali competenti alla provincia di Roma le ex-strade statali:
- Strada statale 6 Via Casilina, che attraversa il comune di Colonna;
- Strada statale 216 Maremmana III, che attraversa i comuni di Monte Compatri, Monte Porzio Catone, Frascati, Grottaferrata, Marino, Castel Gandolfo, Albano Laziale;
- Strada statale 217 Via dei Laghi, che attraversa i comuni di Marino, Rocca di Papa, Ariccia, Nemi, Velletri;
- Strada Statale 600 Via Ariana, che attraversa i comuni di Velletri e Lariano.
- Strada statale 511 Via Anagnina, che attraversa i comuni di Grottaferrata, Rocca di Papa e Rocca Priora.
- Strada statale 215 Via Tuscolana, che attraversa il comune di Frascati.

Inoltre, altre strade di competenza provinciale e di una certa importanza sono:
- Strada Provinciale 101/a Via Olivella, che attraversa il comune di Albano Laziale;
- Strada Provinciale 93/a Via Rufelli, che attraversa il comune di Albano Laziale in località Cecchina;
- Strada Provinciale 90/a Via Perlatura[47], che attraversa i comuni di Albano Laziale, Ariccia e Genzano di Roma sul crinale di Vallericcia;
- Strada Provinciale 1/e Via Vallericcia, che attraversa il comune di Ariccia lungo Vallericcia;
- Strada Provinciale 96/a Via Laviniense, che attraversa il comune di Lanuvio;
- Strada Provinciale 95/b Via Appia Antica, in comune di Genzano di Roma sul tracciato dell'antica via Appia;
- Strada Provinciale 76/a Via Nemorense, che attraversa i comuni di Genzano di Roma e Nemi;
- Strada Provinciale 98/b Tangenziale di Genzano di Roma;
- Strada Provinciale 18/d del Vivaro, che attraversa i comuni di Nemi e Rocca di Papa;
- Strada Provinciale 87/b Velletri-Nettuno;
- Strada Provinciale 75/b Via Spinabella, nel comune di Marino in località Frattocchie;
- Strada Provinciale 73/a Via Castrimeniense;
- Strada Provinciale 77/b Pedemontana dei Castelli, che attraversa i comuni di Frascati, Grottaferrata e Marino;
- Strada Provinciale 89/b Viale della Repubblica, che attraversa il comune di Marino in località Santa Maria delle Mole;
- Strada Provinciale 45/b di Costa Caselle, che attraversa i comuni di Marino e Rocca di Papa;
- Strada Provinciale 62/a Via Castel de Paolis, che attraversa i comuni di Marino e Grottaferrata;
- Strada Provinciale 37/a Via di Campovecchio, che attraversa i comuni di Marino e Grottaferrata;
- Strada Provinciale 87/b Via San Nilo, che attraversa il comune di Grottaferrata;
- Strada Provinciale 86/b Via della Cisternole, che attraversa il comune di Frascati;
- Strada Provinciale 73/b del Tuscolo, che attraversa i comuni di Frascati, Grottaferrata e Monte Porzio Catone;
- Strada Provinciale 66/a Frascati-Colonna;
- Strada Provinciale 15/b Via dell'Arenatura, che attraversa il comune di Rocca Priora;
- Strada Provinciale 78/b Via Roma, che attraversa il comune di Monte Porzio Catone.

### Ferrovie
La ferrovia Roma-Frascati, lunga 23.58 chilometri, è stata la prima linea ferroviaria dello Stato Pontificio, inaugurata da papa Pio IX il 14 luglio 1856. Dopo Ciampino, l'unica stazione in territorio castellano è Frascati.
La ferrovia Roma-Velletri, inaugurata da papa Pio IX nel 1863, fino al 1892 proseguiva verso Valmontone e Napoli. Lunga 41.01 chilometri, attraversa i comuni di: Marino con la stazione di Santa Maria delle Mole, Castel Gandolfo, Albano Laziale con la stazione di Pavona, Ariccia con la stazione di Cancelliera, di nuovo Albano Laziale con la stazione di Cecchina, Lanuvio con la stazione omonima, Genzano di Roma con la stazione San Gennaro e Velletri con le stazioni Sant'Eurosia e Velletri.
La ferrovia Roma-Albano, inaugurata nel 1880 nel tracciato fino a Marino e nel 1889 fino ad Albano Laziale, fino al 1927 arrivava a Nettuno. Lunga 28.41 chilometri, attraversa i comuni di Marino, con la stazione omonima, Castel Gandolfo, con la stazione omonima, ed Albano Laziale, con le stazioni di Villetta e Albano Laziale.
Le Tranvie dei Castelli Romani, costruite tra il 1906 ed il 1916 dalla Società delle Tramvie e Ferrovie Elettriche di Roma (STFER), sono state la prima linea tranviaria del Lazio e una delle più efficienti reti regionali. A partire dal 1944 iniziò la chiusura delle varie tratte, completata il 3 gennaio 1965 con la Roma-Albano Laziale-Genzano di Roma.

### Aeroporti
Durante la seconda guerra mondiale i tedeschi costruirono un aeroporto militare di fortuna nella Valle Latina ai piedi del Tuscolo, in località Molara, tra i comuni di Rocca di Papa e Grottaferrata.

### Mobilità urbana
La COTRAL, compagnia regionalizzata dei trasporti pubblici, assicura numerose corse interurbane nei Castelli e di collegamento con Roma.

## Sport

### Calcio

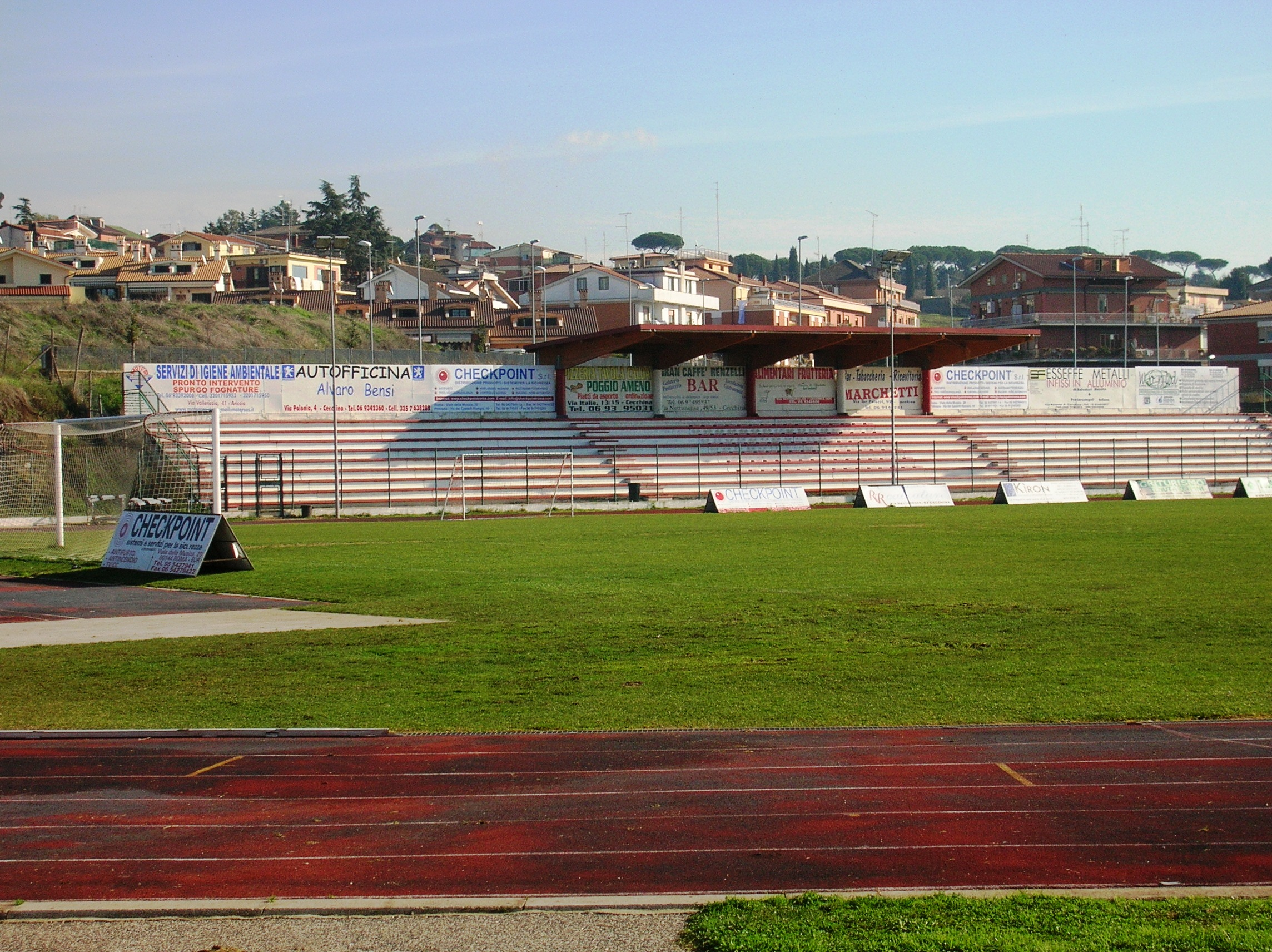
Lo Stadio Comunale Paolo VI di Cecchina, Albano Laziale.

I Castelli Romani sono calcisticamente rappresentati da diverse squadre che hanno raggiunto anche campionati nazionali.
Tra queste squadre, hanno militato o militano in serie D:
- La Lupa Castelli Romani, squadra di Frascati fondata nel 2013, che ha militato in Serie D nel 2014-15 e che dal 2015-2016 milita in Lega Pro.
- Il Cynthia 1920, squadra di Genzano di Roma fondata nel 1920, che ha militato in Serie C nel campionato del 1974-75 ed in serie C2 nel campionato 1988-89. Dopo alcune difficoltà economiche che hanno costretto la squadra a giocare nei campionati di Promozione ed Eccellenza, dal 2007 gioca nel campionato di Serie D.
- La Lupa Frascati, squadra fondata a Frascati nel 1925, ha militato nel campionato di serie C2 nel 1978-1979 e 1979-1980 e gioca da diverse stagioni in Serie D.
- L'Albalonga, squadra di Albano Laziale, milita in Serie D dal 2015-16.
- Il VJS Velletri, squadra di Velletri fondata nel 1955, che ha giocato 18 campionati di serie D tra le stagioni 1968-69 e 1990-91, ha vinto nella stagione 1992-93 una Coppa Italia regionale.

Sono presenti anche altre squadre calcistiche attive ai Castelli Romani, militanti nelle categorie minori:
Questa lista è suscettibile di variazioni e potrebbe essere incompleta o non aggiornata.

- Eccellenza Lazio

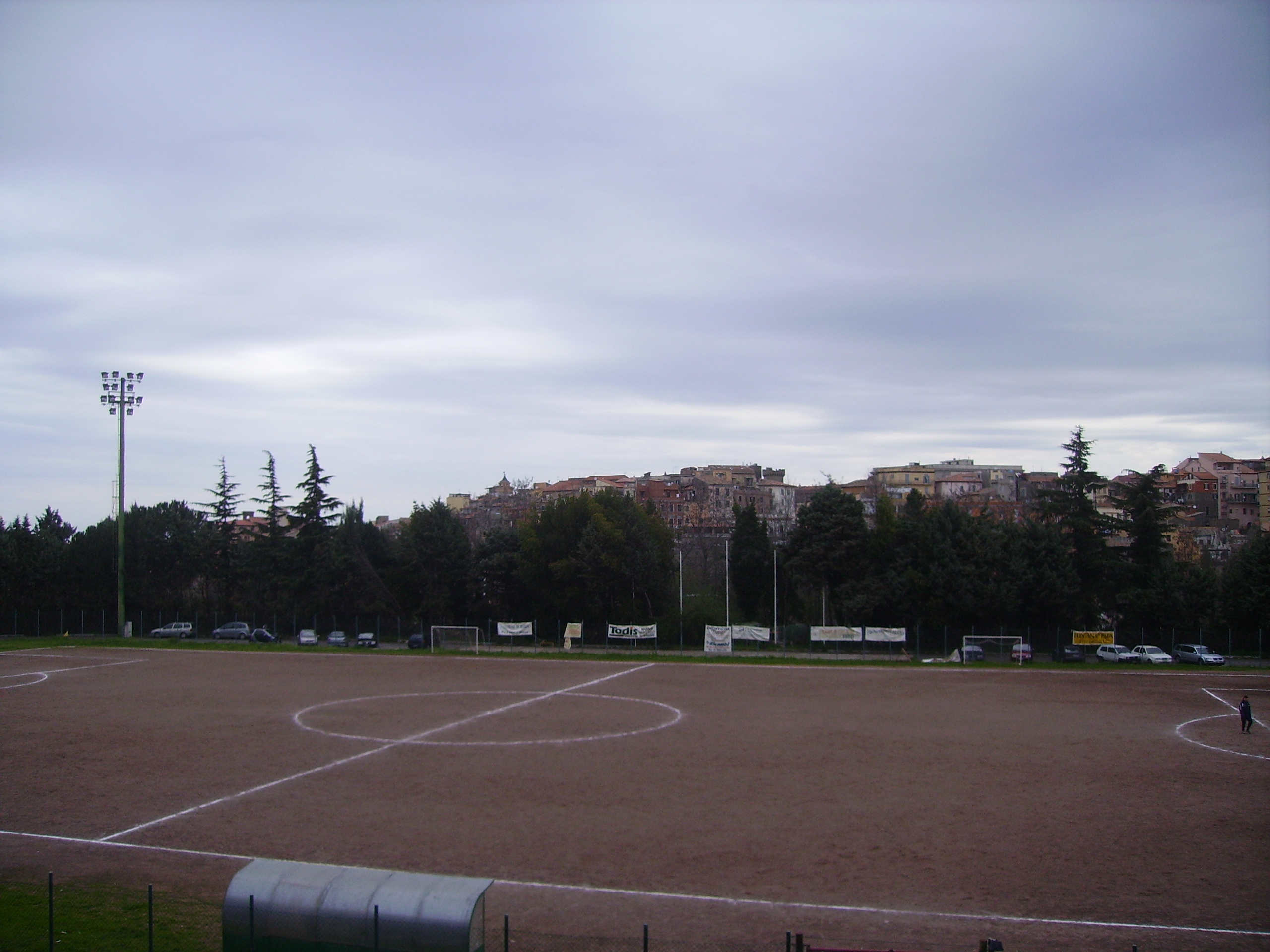
Lo Stadio Comunale Domenico Fiore nell'inverno 2006.

  -  A.S.D. Diana Nemi di Nemi;
  -  Cecchina AlPa di Cecchina, Albano Laziale.
- Promozione
  -  A.S.D. Marino Calcio di Marino;
- Prima Categoria
  -  Cava dei Selci 1997 di Cava dei Selci, Marino;
  -  Lanuvio Campoleone di Campoleone Scalo, Lanuvio;
  -  Rocca Priora Calcio di Rocca Priora;
  -  Vivace Grottaferrata di Grottaferrata;
- Seconda Categoria
  - As Nuova Velletri (Velletri)
- Terza Categoria
  - Real Velletri (Velletri)

### Calcio a 5
Anche il calcio a 5 ha ampia diffusione in zona: da citare le vittorie nella stagione 1986-87 del Marino Calcio a 5 di Marino che vinse lo scudetto e dell'Intercart Genzano di Genzano di Roma che nella stagione 1999-2000 vinse scudetto e Coppa Italia.

### Pallavolo
Nel 1974/1975 l'Ariccia Volley Club vinse uno scudetto in serie A1: tra i grandi campioni che militavano in questa squadra, come Mario Mattioli, c'era il nazionale statunitense Kirk Kilgour, che dopo un terribile incidente subì la paralisi degli arti. Dal 1976/1977 l'Ariccia Volley Club venne trasferita a Roma, e diventò Accademia dello Sport Roma.
La pallavolo è comunque uno sport abbastanza diffuso nell'area dei Castelli Romani, ed esistono diverse società pallavolistiche nella zona:
- Pallavolo Velletri (serie B2 maschile; Velletri)
- Libertas Volley Ariccia (serie C maschile; Ariccia)
- Marino Pallavolo (serie C maschile, serie D femminile; Marino)
- Volley School Genzano (Serie B maschile, Serie D femminile; Genzano di Roma)
- Sporting Pavona (3ª divisione femminile; Pavona, Albano Laziale)
- Frascati Volley Ball Club (Frascati)
- Pallavolo Albano (serie C femminile, 2ª divisione maschile Albano Laziale)
- Monteporzio Sharks (serie B2 maschile; Monte Porzio Catone)[48]

### Canoa

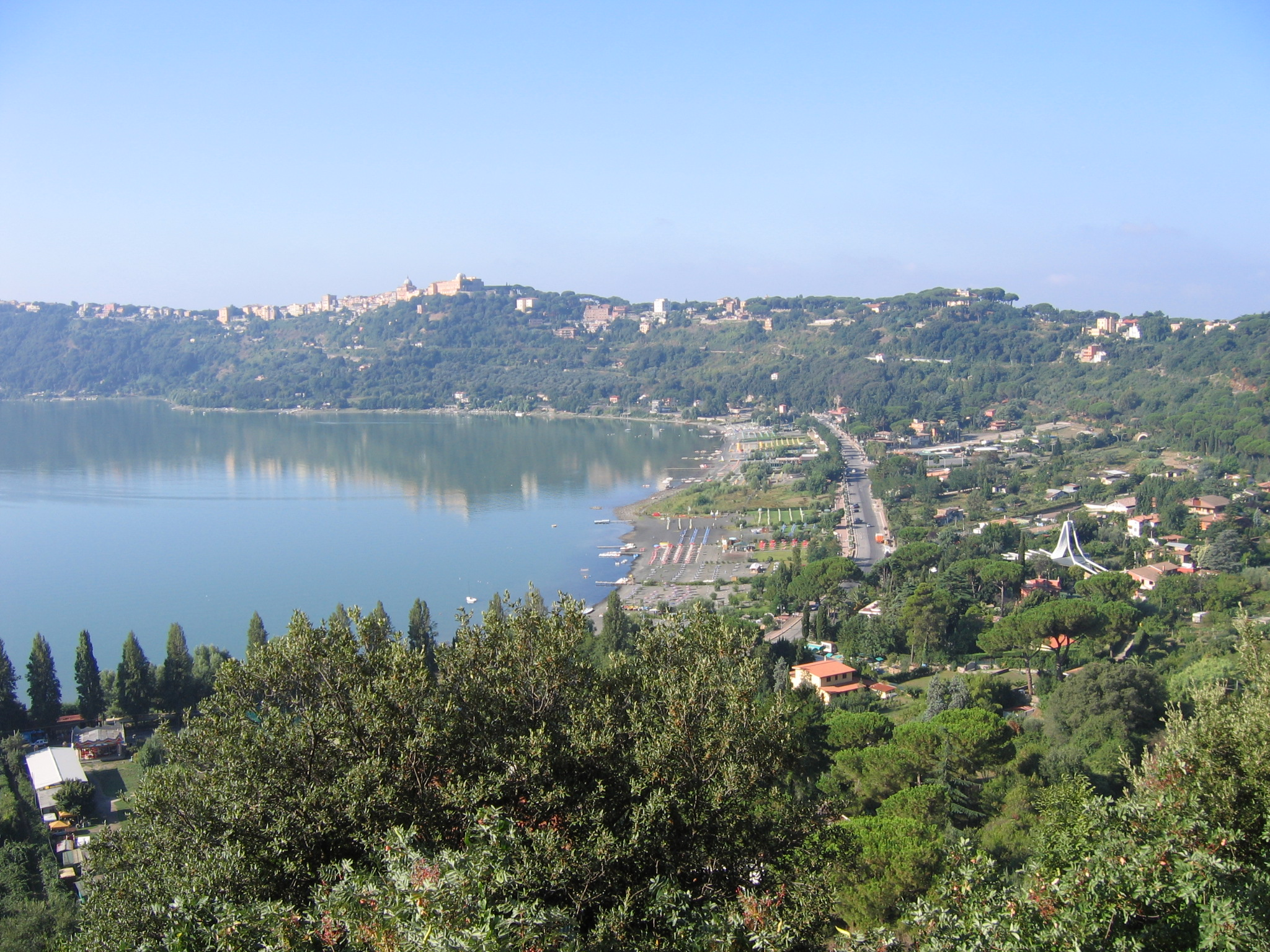
Il Lago Albano, sede del Centro Federale CONI di Canoa/Kayak.

Per la XVII Olimpiade di Roma nel 1960, il CONI fece costruire lo Stadio Olimpico ed il Centro Federale di Canoa/Kayak sul Lago Albano, incluso nel territorio di Castel Gandolfo. Presso questo stadio si tennero le gare di questa disciplina e la Federazione Italiana Canoa/Kayak lo considera uno dei suoi stabilimenti più importanti.
Dal 2005 è attiva la Associazione Sportiva Master Line Canoa Kayak, che oltre ad aver totalizzato risultati importanti fino ad ora ed avere un vivaio valido, svolge anche attività di avviamento alla disciplina sportiva. Un'altra scuola di kayak è tenuta dalla A.S.D. Polisportiva Giovanile Salesiana Castel Gandolfo.

### Golf
Negli anni settanta del XX secolo è stato inaugurato il Country Club Castel Gandolfo nel Laghetto di Turno a Pavona, noto centro sportivo della zona. Il complesso, situato nel cratere dell'antico lago prosciugato e nell'area dell'antica villa del cardinal Flavio Chigi, è dotato di vasti campi da golf.

### Pallacanestro
- Talenti Velletri/Lariano
- Virtus Velletri Basket
- San Nilo Basket Grottaferrata
- Piergiorgio Frassati Ciampino (C femminile)
- A.S.D Basket Genzano
- A.S.D Monteporzio Basket
- U.C.B Lanuvio
- A.S.D. Pallacanestro Marino (DNB nazionale)

### Tennis
La UISP Castelli Romani raccoglie otto circoli presenti nel territorio castellano e nelle sue immediate vicinanze, per un totale di dieci squadre di tennis:
- A.S. Colle degli Dei (Velletri)
- ABC Colleferro (Colleferro)
- C.C. Colle Labirinto Zagarolo (Zagarolo)
- C.T. Colline Romane Genzano (Genzano di Roma)
- Fioranello Village Roma (Santa Maria delle Mole, Marino)
- Accademia del tennis Velletri (Velletri)
- OK Club Cecchina (Cecchina, Albano Laziale)
- S.S. Monteporzio (Monte Porzio Catone)

Inoltre su tutto il territorio castellano sono presenti molti campi adatti per giocare a tennis a livello dilettantistico.

### Equitazione
Ai Pratoni del Vivaro, località di Rocca di Papa, fin dal 1959 sorge il centro equestre federale del CONI, utilizzato la prima volta in occasione delle Olimpiadi di Roma 1960. Il centro è la più importante scuola di equitazione del Lazio e uno dei più importanti centro sportivi del suo genere d'Italia. A Velletri sono presenti numerosi centri equestri.

### Impianti sportivi
Questa lista è suscettibile di variazioni e potrebbe essere incompleta o non aggiornata.

- Palazzetti dello Sport
  - Palaghiaccio di Marino (Marino)

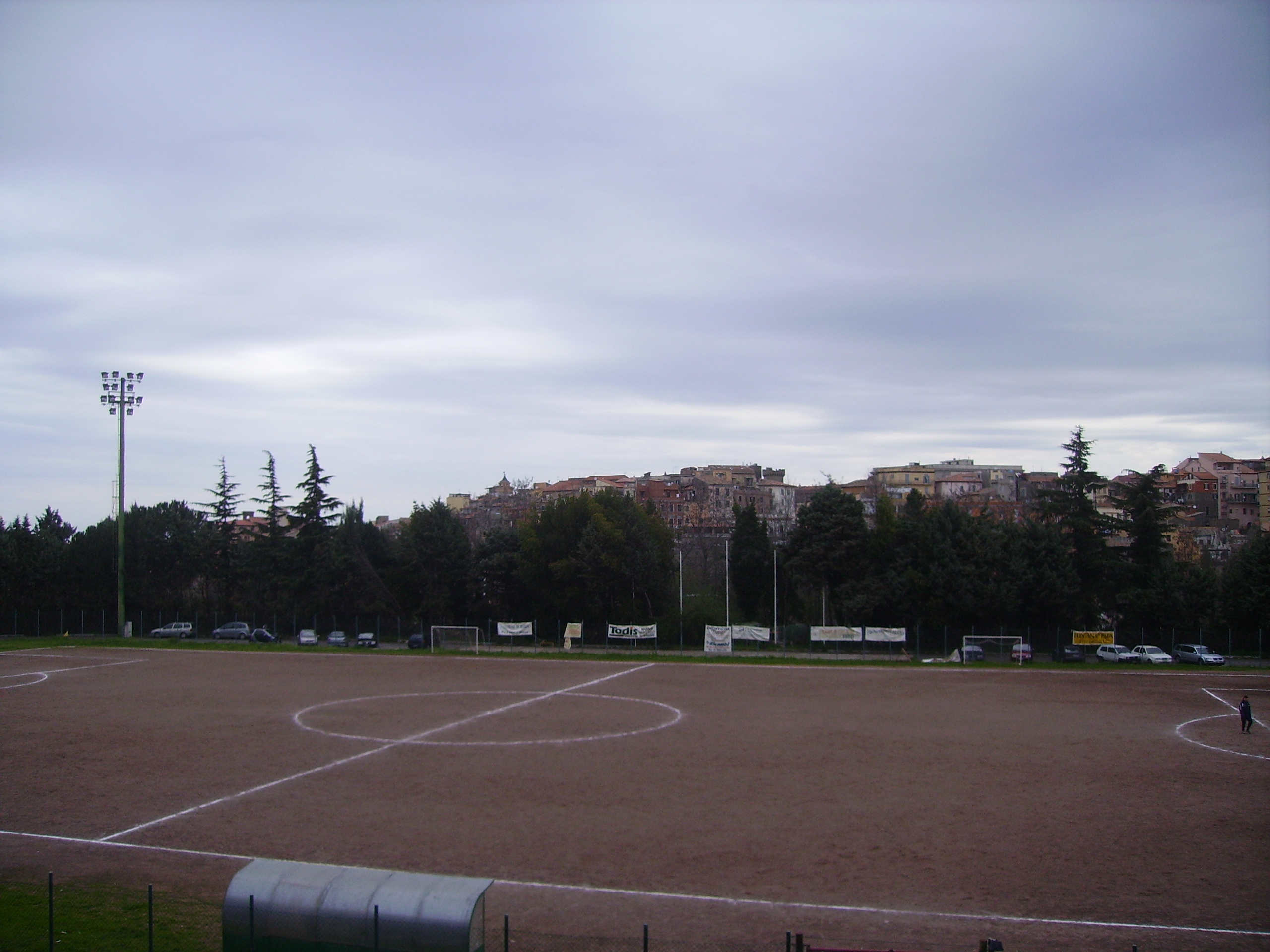
Lo Stadio Comunale Domenico Fiore di Marino all'autunno 2007

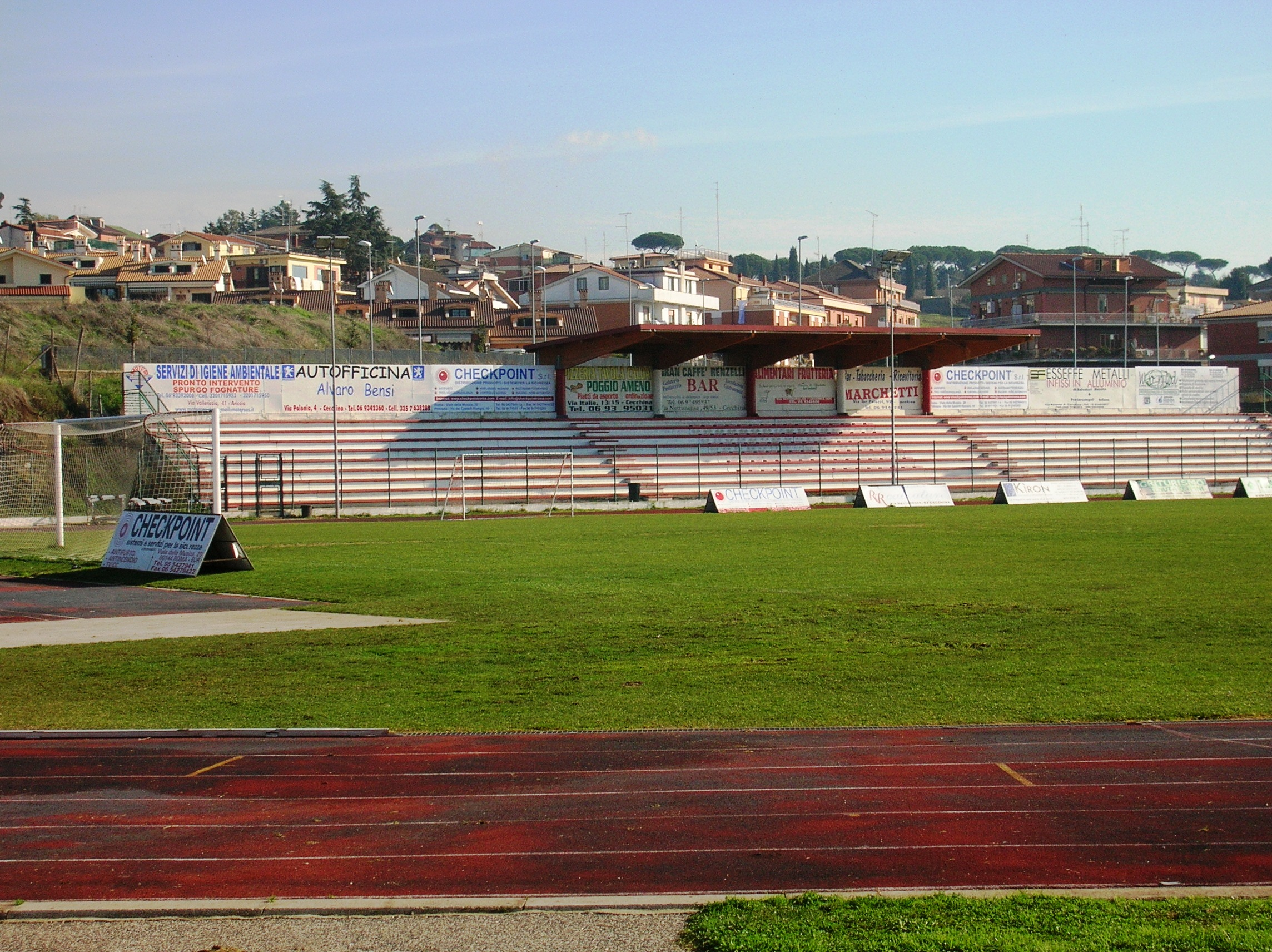
Lo Stadio Comunale di viale Spagna di Cecchina alla primavera 2008

  - Palazzetto dello Sport Banca d'Italia (Frascati)
  - Palazzetto dello Scherma (Frascati)
  - Palazzetto dello Sport (Ariccia
  - Palazzetto dello Sport Gino Cesaroni (Genzano di Roma)
  - Palazzetto dello Sport (Velletri)
- Stadi comunali
  - Stadio Comunale Orazio Mamilio (Frascati)
  - Stadio Comunale 8 settembre (Frascati)
  - Campo Comunale Andrea Grossi (Vermicino)
  - Campo Comunale (Grottaferrata)
  - Stadio Comunale Domenico Fiore (Marino)
  - Campo Comunale Attilio Ferraris (Santa Maria delle Mole)
  - Campo Comunale via Marsala (Cava dei Selci)
  - Stadio Comunale Paolo VI (Castel Gandolfo
  - Stadio Comunale Pio XII (Albano Laziale)
  - Stadio Comunale viale Spagna (Cecchina)
  - Campo Comunale (Pavona)
  - Stadio Comunale Arrigo Menicocci (Ariccia)
  - Stadio Comunale via Sicilia A (Genzano di Roma)
  - Stadio Comunale via Sicilia B (Genzano di Roma)
  - Campo Comunale (Lanuvio)
  - Stadio Comunale Luciano Iorio (Nemi)
  - Stadio Comunale Scavo A (Velletri)
  - Stadio Comunale Giovan Battista Scavo (Velletri)
  - Stadio Comunale Algidus (Lariano)
  - Stadio Comunale Luciano Gavini (Rocca di Papa)
  - Stadio Comunale Montefiore (Rocca Priora)
  - Campo Comunale (Monte Porzio Catone)
  - Campo Comunale (Monte Compatri)
  - Campo Comunale (Colonna)
- Palestre comunali

- - Palestra Ginnica Comunale Città di Frascati (Frascati)
  - Palestra Comunale Velletri (Ponte Bianco) (Velletri)
  - Palestra Comunale Istituto Comprensivo San Nilo (Grottaferrata)
  - Palestra Comunale via Appia km 18 (Cava dei Selci)
  - Palestra Comunale Istituto Statale d'Arte Paolo Mercuri (Marino)
  - Palestra Comunale Istituto Comprensivo Giacomo Carissimi (Marino)
  - Palestra Comunale Istituto Comprensivo Marcantonio Colonna (Marino)
  - Palestra Comunale Scuola Media Statale Antonio Vivaldi (Santa Maria delle Mole)
  - Palestra Comunale Scuola Media Statale Primo Levi (Santa Maria delle Mole)
  - Palestra Comunale Scuola Media Statale Giuseppe Verdi (Santa Maria delle Mole)

- - Impianto sportivo Comunale (Castel Gandolfo)
  - Palestra Comunale via Vascarelle (Albano Laziale)
  - Palestra Comunale via Nettunense km 11 (Ariccia)
  - Palestra Comunale Scuola Elementare Edmondo De Amicis (Genzano di Roma)
  - Palestra Comunale Scuola Elementare Landi (Genzano di Roma)
  - Palestra Comunale Scuola Elementare Landi (Genzano di Roma)
  - Palestra Comunale Scuola Media Giuseppe Garibaldi (Genzano di Roma)
  - Palestra Comunale Scuola Media Giovanni Pascoli (Genzano di Roma)
  - Palestra Comunale (Monte Compatri)
  - Palestra Comunale (Monte Porzio Catone)

- Piscine
  - Piscina I Colli (Frascati)
  - Piscina Montedoro (Grottaferrata)
  - Piscina A.S. Blu 3000 (Grottaferrata)
  - Piscina A.S. Green House (Santa Maria delle Mole)
  - Piscina Villa Doria (Albano Laziale)
  - Terme Domiziane (Albano Laziale)
  - Piscina Mandingo (Albano Laziale)
  - Piscina Matrix (Genzano di Roma)
  - Piscina Comunale Barracuda (Velletri)
  - Piscina Comunale (Colonna)
  - Piscina Centro Sportivo Santa Eurosia (Velletri)
  - Piscina Colle degli Dei (Velletri)